# アウクスブルク

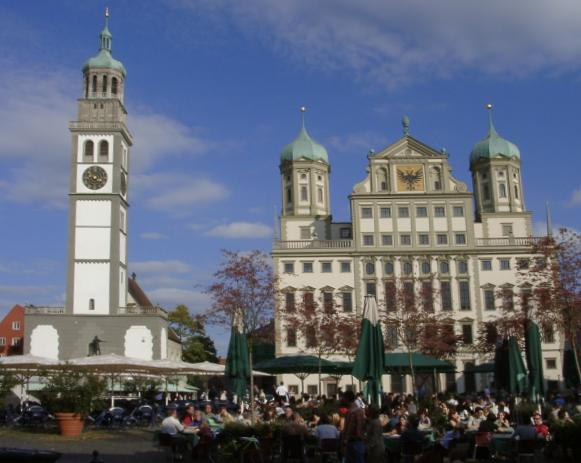
市庁舎（向かって右）とペルラハ塔（向かって左）はアウクスブルクを象徴する建造物である。

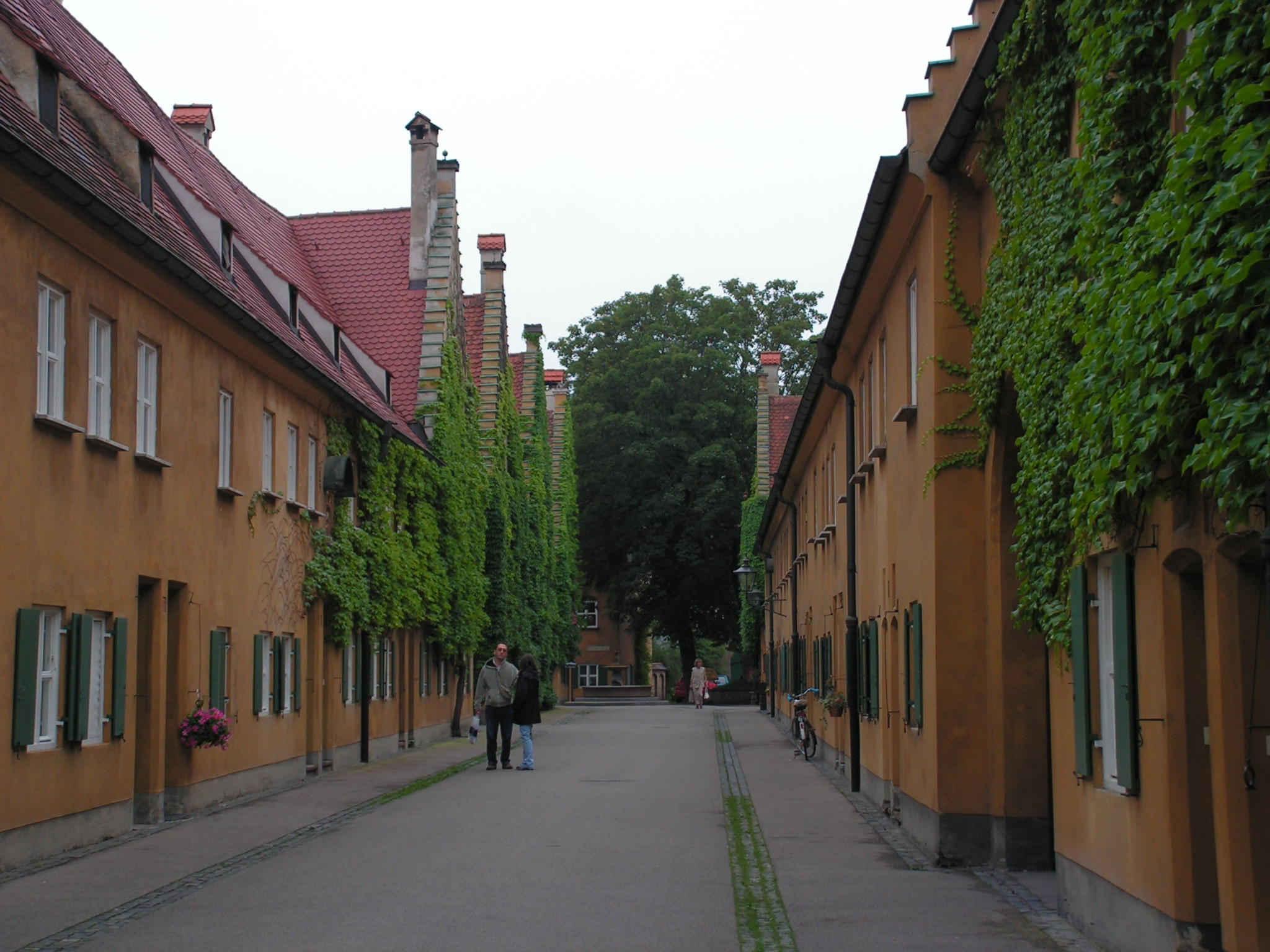
世界初の社会福祉住宅であるフッゲライ

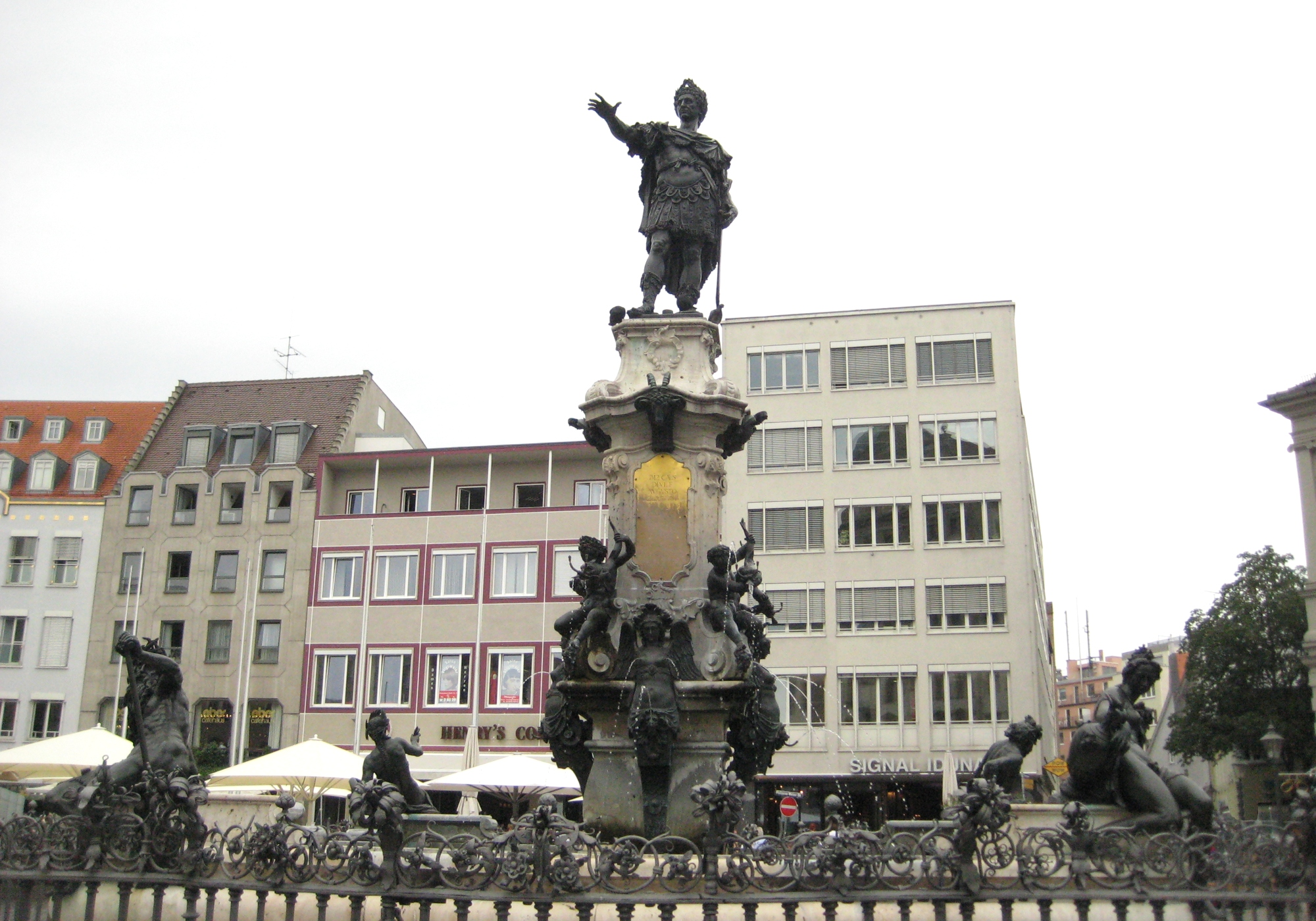
市庁舎前のアウグストゥスの泉。アウグストゥスはアウクスブルクの創始者である。

- アウクスブルク
- アウクスブルグ
- アウグスブルク

アウクスブルク（ドイツ語: Augsburg [ˈa͜uksbʊrk] ( 音声ファイル), アレマン語: Augschburg）は、ドイツ連邦共和国・バイエルン州南西部に位置する郡独立市である。

## 概要
シュヴァーベン郡市連合、シュヴァーベン行政管区およびアウクスブルク郡の本部所在地であり、大学都市としても知られる。
アウクスブルクは1909年に大都市となり、26万人強の人口を有するこの街はミュンヘン、ニュルンベルクに次ぐバイエルン州第3の都市である。アウクスブルク都市圏はその人口、経済力ともに、やはりバイエルン州で3番目の規模であり、約83万人が住むアウクスブルク開発地域の一部である。
都市名はローマ属州時代のアウグスタ・ヴィンデリコルム (Augusta Vindelicorum) に由来し、紀元前15年にローマ皇帝アウグストゥスによって築かれた城にその起源を持つ。このため、アウクスブルクはドイツで最も古い都市の一つに数えられる。また、15世紀から16世紀に、フッガー家やヴェルザー家によって金融都市として繁栄を極めたことから、「フッガーシュタット」（フッガー都市）としばしば称される。
なお、標準ドイツ語では「アウクスブルク」と発音されるが、日本語では「g」を濁音で読み「アウグスブルク」「アウグスブルグ」などと表記される場合もある。
2019年、アウクスブルクの水管理システムがUNESCO世界遺産に登録された。

## 地理
アウクスブルクはレヒ川とヴェルタハ川に面している。都市の最も古い部分および市街地南部は、東のフリートベルクの急峻な丘陵地と西の丘陵地の縁にあたる尾根とに挟まれた北向きのテラス状の支脈に位置している。
市の南部には、氷期に形成された礫原であるレヒフェルトがレヒ川とヴェルタハ川に挟まれて、珍しい太古の風景を留めて広がる。アウクスブルガー・シュタットヴァルト（アウクスブルクの市の森）とレヒタールハイデンは中部ヨーロッパで最も多様な生物種の棲息地域の一つに数えられている。
大きな森林地域であるアウクスブルク＝ヴェストリヒェ・ヴェルダー自然公園はアウクスブルクに隣接する。この他にも市域内は緑豊かであり、これにより1997年に「最も緑豊かで最も居住価値の高い街」としてヨーロッパ賞を受賞している。この町はバイエルンの市町村の中で最大の森林所有者であり、ドイツ全土でも3番目にあたる。

### 隣接する市町村
アウクスブルクは、東のアイヒャッハ＝フリートベルク郡、西のアウクスブルク郡に挟まれている。南北に細長い形のこの都市は、多くの市町村と境を接している。
東から時計回りに、フリートベルク（アイヒャッハ＝フリートベルク郡）、ケーニヒスブルン、シュタットベルゲン、ノイゼス、ゲルストホーフェン（以上、アウクスブルク郡）は立て込んだ市街中心地が直接アウクスブルクの市境に接している。
この他の境を接する市町村は、北から時計回りに、レーリング、アフィング、キッシング、メーリング、メルヒング（以上、アイヒャッハ＝フリートベルク郡）およびボービンゲン、ゲッサーツハウゼン、ディードルフ（以上アウクスブルク郡）である。

### 市の構成

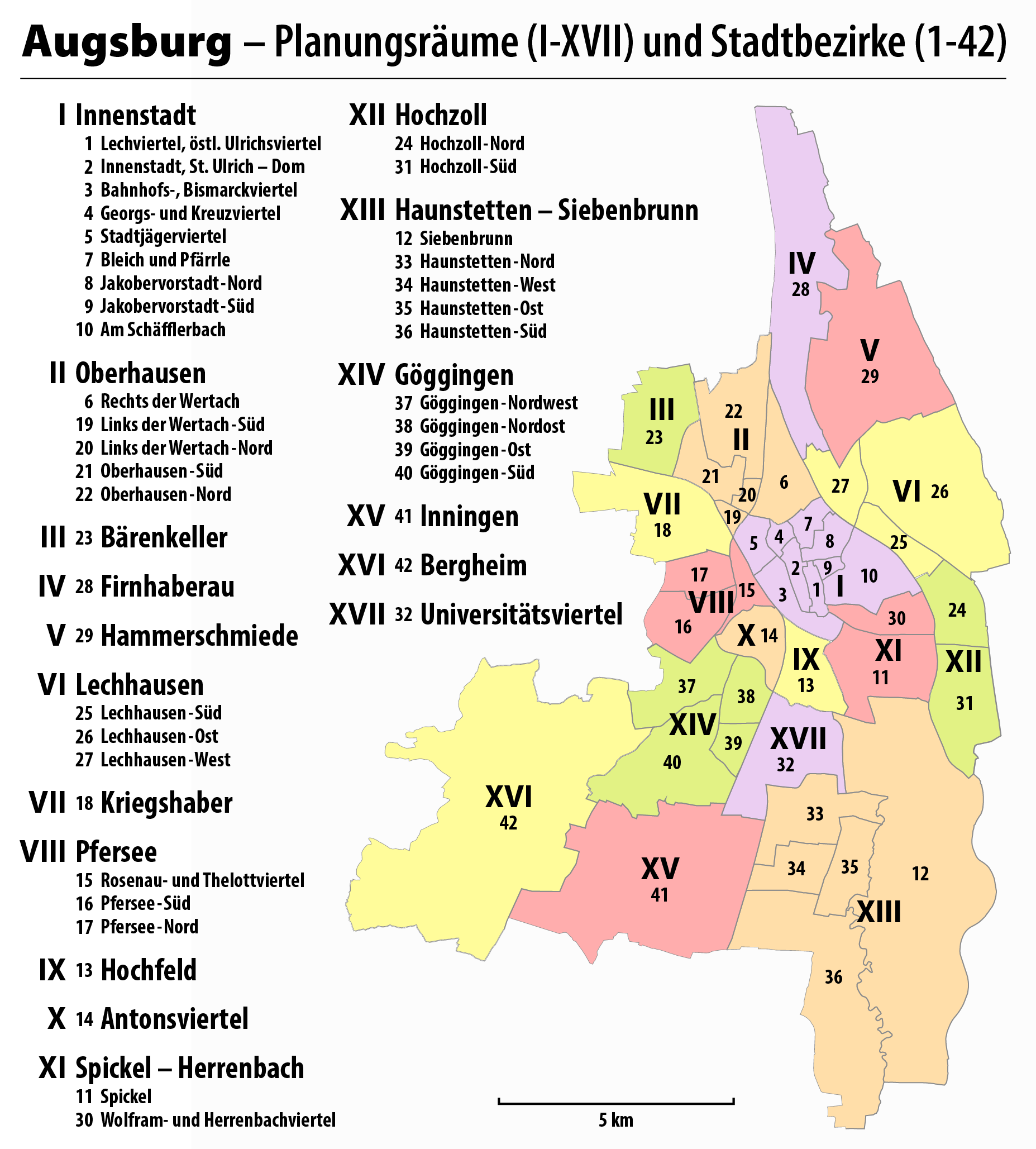
計画地域と市区

アウクスブルク市の構成は行政上、42の市区 (Stadtbezirk) と、その上位組織である17の計画地域 (Planungsraum) で構成されている。こうした構成は1938年に制定された。市域の面積は147km2で、ドイツの大都市中39番目の広さである。
17の計画地域は以下の通り。
| I    | インネンシュタット | X    | アントンスフィールテル             |
| II   | オーバーハウゼン   | XI   | シュピッケル＝ヘレンバッハ         |
| III  | ベーレンケラー     | XII  | ホッホツォル                       |
| IV   | フィルンハーベラウ | XIII | ハウンシュテッテン＝ジーベルブルン |
| V    | ハンマーシュミーデ | XIV  | ゲッギンゲン                       |
| VI   | レヒハウゼン       | XV   | インニンゲン                       |
| VII  | クリークスハーバー | XVI  | ベルクハイム                       |
| VIII | プファーゼー       | XVII | ウニヴァーシテーツフィールテル     |
| IX   | ホッホフェルト     |      |                                    |

市区は、かつて独立した市町村であった地区がアウクスブルクに合併して市区となったものや、新しい住宅地が整備され市区となったものがある。このため、市区と同じ名の住宅地をもつ市区もいくつかある。
フィールテル (Viertel、街区) は英語のクォーター (Quarter) にあたり、市区とは独立した地理上の概念である。たとえば、テクスティル街は一部がシュピッケル＝ヘルンバッハ区、一部がインネンシュタットに属し、市区名でこの街区を規定することはできない。一方アウクスブルガー・アルトシュタット（旧市街）のようにインネンシュタット（中核市区）に内包される街区もある。
以前はアメリカ軍の兵舎・居住区であったレーゼ＝カゼルネ（リース兵舎）は、1998年に最後のアメリカ軍部隊が撤収した後も、この名称を継承している。この中にはセンターヴィル、クレイマートン、リース（レーゼ）、シェリダン、サリヴァン・ハイツ、サプライ・センターがある。

### 水域

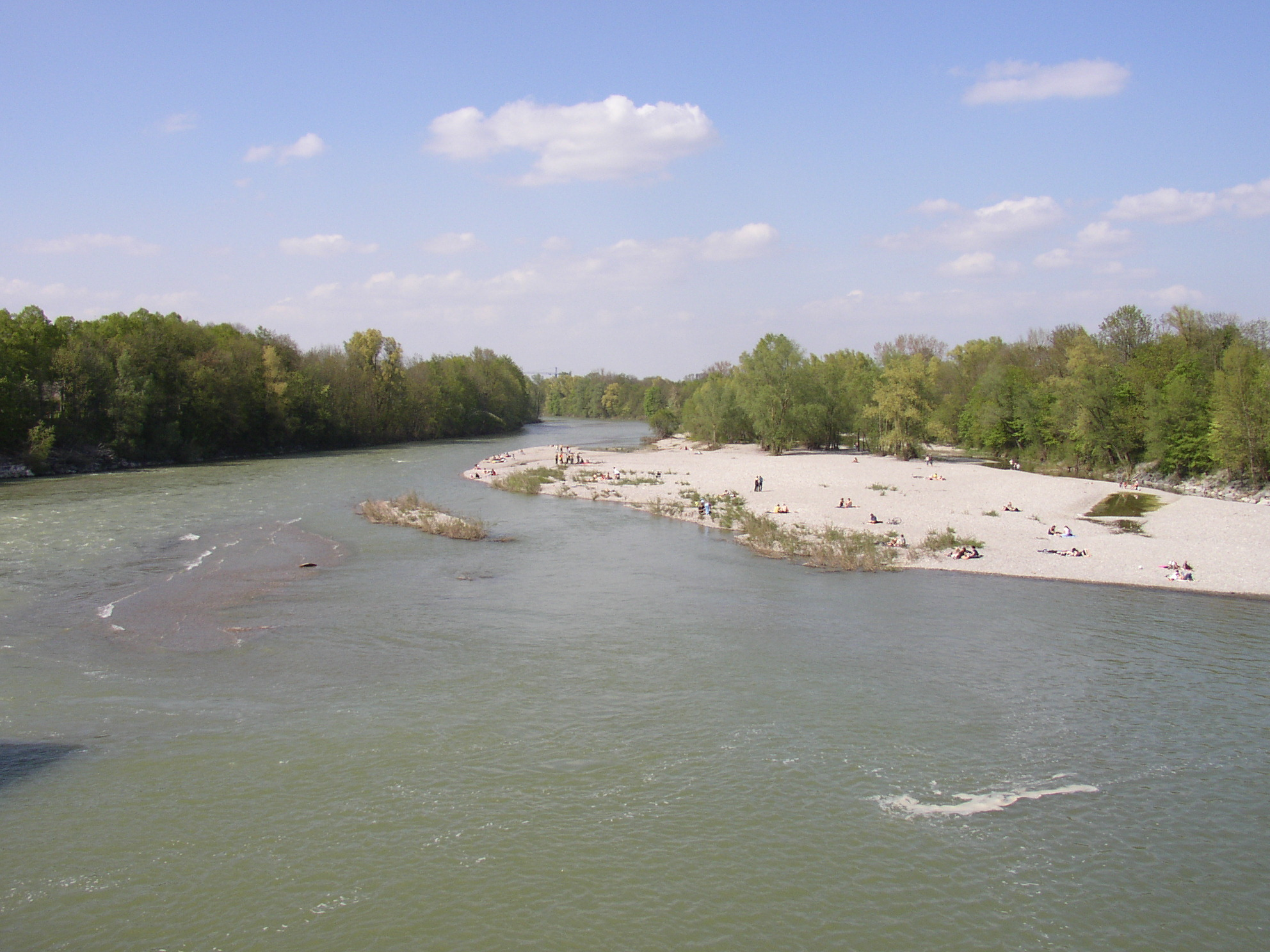
レヒ川

アウクスブルクは3つの川が流れる街である。レヒ川が最も大きな川である。その支流のヴェルタハ川は市内を流れ、ヴォルフツァーナウ風致保護地区北部でレヒ川に合流する。アウクスブルクを流れる3つめの川であるジンゴルト川は、オストアルゴイで湧出し、市内に広く分岐した人工の小川・運河網に注いでいる。その多くが旧市街のレヒ街に張り巡らされている無数の運河網はアウクスブルクを、計500本の橋が架かる橋の街にしている。
| 河川                  | 市内の流域長 |
| --------------------- | ------------ |
| レヒ川                | 19.9 km      |
| ヴェルタハ川          | 13.1 km      |
| ジンゴルト川          | 6.2 km       |
| レヒ運河（29本）      | 77.7 km      |
| ヴェルタハ運河（4本） | 11.6 km      |
| 小川（19本）          | 45.6 km      |
| 合計                  | 174.1 km     |

ジンゴルト川が注ぎ込むファブリーク運河は、ゲッギンゲンでヴェルタハ川から分岐してヴェルタハ運河、ホルツバッハ、ゼンケルバッハと名前を変えながら北に向かって流れ、アウクスブルク風船会社の裏でヴェルタハ川に再び合流する。
ホッホアプラス堰の地点でハウプトシュタットバッハとノイバッハがレヒ川から分岐するが、数百m後には再び合流する。その少し下流で北に向かうヘレンバッハ（下流ではハンライバッハやフィヒテルバッハを分岐しプロフィアントバッハとなる）や西に向かうカウフバッハを分岐する。カウフバッハはシェフラーバッハを分岐し市の堀と中核市区運河として流れる。北に向かいUPM Kummeneで再び合流してシュタットバッハとなり、ヴォルフツァーナウでプロフィアントバッハと合流後、ヴェルタハ川河口の数m上流側でレヒ川に注ぐ。ミュールバッハ川はプファーゼー市区を流れている。ここから無数の小川が分岐し、中核市区の手前で合流する。
レヒ川が流れる森林地域には、余暇施設が人気のクー湖やこれよりも小さなシュテムプフレ湖がある。アウクスブルク北部には、アウトバーン湖、カイザー湖、アウクスブルガー・ミュールベルクのヨーロッパ池がある。アウクスブルク南部には、ヴェルタハ川の堰止め湖、ラウター湖、イルゼ湖（近郊型保養地）がある。
アウクスブルク南部の自然保護地区にはアウクスブルクの飲料水の水源がある。アウクスブルクの市の森やウンターベルゲン近郊のレヒアウヴァルトにも水源はある。硬度 13.5°dH（中硬水）のこの水はアウクスブルク、ノイゼス、フリートベルク、シュタットベルゲンに供給されている。

### 自然と環境
アウクスブルクは、1970年代の大規模な市町村合併後、ドイツの大都市中3番目の緑地・森林面積を有する都市となった。
アウクスブルガー・シュタットヴァルトは、アウクスブルク南東部に位置する21.5 km2の広さのドイツ最大の湿地森林地域である。この森は自然保護区としての役割と、近郊型保養行楽地としての役割の両方がある。
市の南西部はアウクスブルク＝ヴェストリヒェ・ヴェルダー自然公園の一部である。総面積1,175 km2の広さを持つこの自然公園は、バイエルン＝シュヴァーベン地方で唯一のものである。北はドナウ川、東はヴェルタハ川やシュムッター川への斜面、西はミンデル川がその境界である。南はウンターアルゴイ地方にまで広がっている。
アウクスブルクは環境に優しい照明の連邦モデル都市である。公共照明の光害抑制措置により、電力消費とそれに伴うCO2排出量を約20%軽減し、年間25万ユーロの節約になった。

### 気候

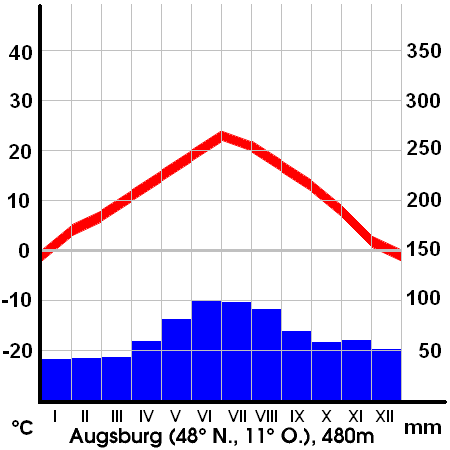
気温、降水量グラフ

アウクスブルク市は、湿潤な大西洋気候と乾燥した大陸性気候の変わり目付近にあたるレヒフェルトの小さな谷に位置している。この他の気候に影響を及ぼす因子には中部ヨーロッパ規模の因子であるアルプスや、それよりは狭い地域の気候境界であるドナウ川がある。これらの因子が干渉しあうことでこの地域の気候は変わりやすい性質を持つ。
季節は穏和でそれほど寒くならない冬と、温暖でひどく暑くはならない夏の間で変わる。気温が氷点下から大きく下がるのを防ぐ大量の降雪は、大体1月から3月半ばまで続く。この街はミュンヘンに次いで、ドイツで2番目に雪の多い大都市である。初夏には湿潤な西風に乗って多くの降水がある。長い乾燥期は盛夏から初秋にかけて訪れる。
アルプス前山地方からアウクスブルクにかけて、南からのとても暑く乾燥した大気をもたらすフェーン現象は一年を通して起こりうる。この現象は有名なバイエルン・ブルーの青空やバイエリシェ・アルペンやアルゴイアー・アルペンのすばらしい眺望と関係している。
年間平均気温は約8.4℃、平均年間降水量は約850mmである。観測史上の最高気温は、1983年7月27日の37.1℃である。また、史上最低気温は、1929年2月12日に観測された -28.8℃である。
アウクスブルクは、バイエルン州でも激しい雷雨が最も頻発する地域に位置しており、猛烈な降水によりレヒ川やヴェルタハ川の洪水にしばしば襲われている。最悪の被害としては、1999年にヴェルタハ川の堰が決壊し、全市が水に浸かった事例がある。
アウクスブルクは秋になるとしばしば霧に覆われる。これは、この街がレヒ川の渓谷に位置していることに起因しているのは明らかである。

## 住民

### 人口推移

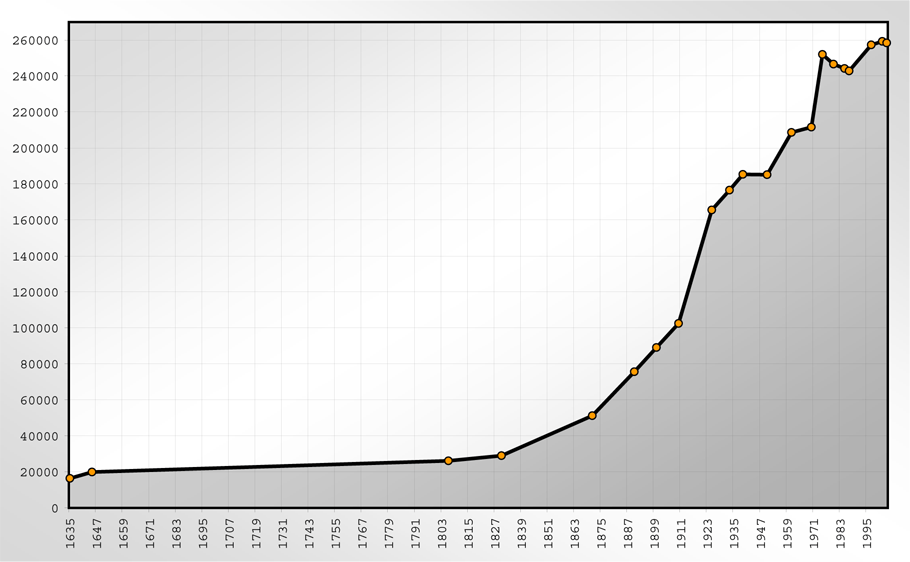
アウクスブルクの人口推移

アウクスブルクにはローマ時代にはすでに12,000人が住んでいた。その後数世紀間、人口増加はほとんどなかった。1500年頃の人口は約30,000人で、ケルンやプラハに次ぐ神聖ローマ帝国最大規模の都市の一つであった。
19世紀の工業化の開始とともにアウクスブルクの人口は急増した。1806年の人口が26,000人であったのに対し、1895年の人口は80,000人に達した。1939年には、さらにこの倍以上の185,000人がアウクスブルクに住んでいたのである。
第二次世界大戦でこの街は人口の20%（38,958人）を失い、その結果1945年のアウクスブルクの人口は146,000人であった。人口が戦前のレベルを回復したのは5年後であった。旧ドイツ領からの大量の難民がこの街に流れ込んだこともこの急速な人口増加の一因である。
1992年にこの街の人口は過去最大の264,852人を記録した。バイエルン州統計・データ管理局の記録に基づく2005年6月30日付けの「公式な人口」は、262,140人（他の自治体との調整後のアウクスブルクを主たる生活場所とする人口）で、ドイツの大都市中25位の人口である。

### 人口統計
アウクスブルクの2008年1月1日時点の人口（アウクスブルクを主たる生活場所あるいは副次的な生活場所とする人口で二重計数を排除した数値）は264,265人である。2008年11月現在、就業可能者138,300人中9,181人が職に就いておらず、失業率は6.5%である。隣接する衛星都市・町村を含めたアウクスブルク都市圏には約50万人が住んでいる。
外国人比率は16.7%（44,895人）で、ドイツの大都市平均よりもやや高い。ドイツ外の出身者の多くはオーバーハウゼン、シュピッケル＝ヘルンバッハ、ホッホフェルト、レヒハウゼン計画地区に住んでおり、トルコ、イタリア、旧ユーゴスラビア、クロアチア出身者が多い。アルメニア系住民もかなりの割合でいるが、彼らはトルコ、シリア、イラン、イラク、レバノンの出身で、多くがシリア正教会に属している。この他に、約5万人の東欧からの引き揚げ者たちもアウクスブルクで暮らしている。彼らはドイツ市民権を有しているが、多くが旧ソヴィエトで生まれた者である。アウクスブルクには、移民を背景にした住民が合計9万人住んでいる。こうした国際的な都市計画は、「In Augsburg ist die Welt zu Hause」（アウクスブルクでは世界中が家にいる）というスローガンに表れている。
アウクスブルクの年齢構成はドイツ平均とほぼ同じで、18歳以下が16.0%（43,213人）である。全住民の52.2%（140,592人）が女性、47.8%（128,857人）が男性である。

### 宗教
アウクスブルクでは、2001年から定期的にユダヤ教、キリスト教、イスラム教、仏教の信者が会する「宗教円卓会議」が開催されている。異なる宗教を信仰する者たちが互いに宗教、霊性、儀典、宗教実践について語り合いを始めている。アウクスブルクには、宗教活動の大きな部分を占めるキリスト教、ユダヤ教、イスラム教の他にも、様々な宗教の小規模な信仰組織が数多く存在する。また、無宗教社会論組織の Bund für Geistesfreiheit も1911年から存在している。

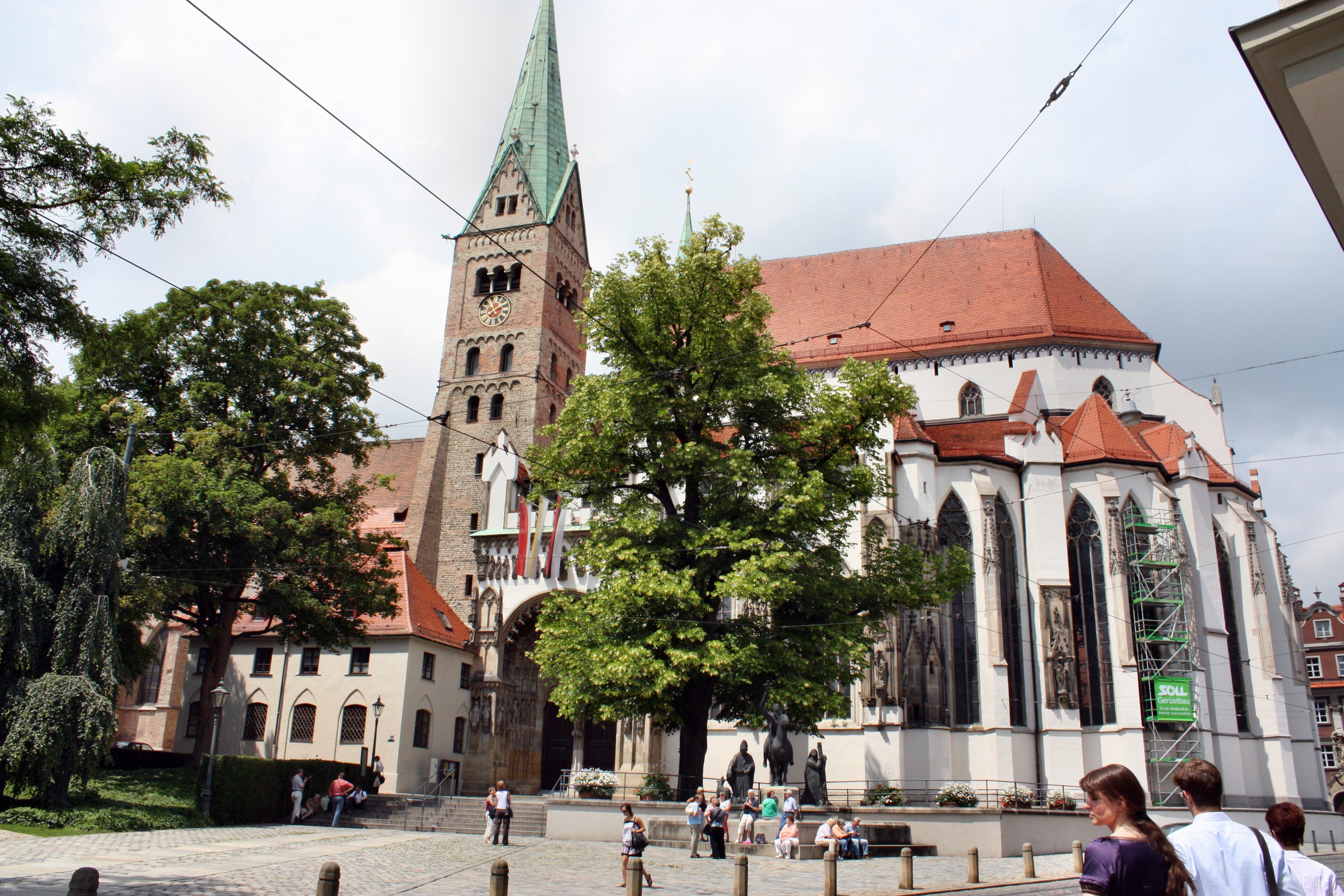
アウクスブルク大聖堂

#### キリスト教
アウクスブルクはローマ・カトリックの司教座都市であり、同時にルター派福音主義教会のアウクスブルク教会管区本部所在地である。住民の多くはカトリック信者であり、8月15日は祝日となっている。さらに8月8日のアウクスブルガー・ホーエ・フリーデンスフェストの日が、ドイツではこの街でだけ、法的な祝日とされている。このため、アウクスブルクではドイツの他の都市や地域よりも祝祭日が1日多い。

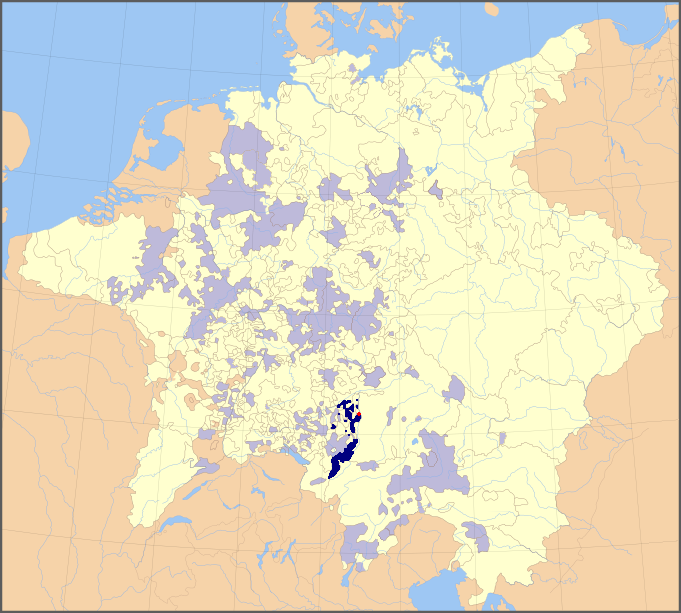
1648年当時のアウクスブルク司教区

アウクスブルクは4世紀から5世紀頃にはすでに司教座となっていた。738年頃にアウクスブルク司教区は更新された。1518年からマルティン・ルターの教義を信奉するものが現れ始めた。この教義は普及するばかりで、ついに1534年から1537年に宗教改革は正式に市参事会に受け容れられた。その後、市はシュマルカルデン戦争に参加し、1548年には移行期の宗教行為を制御する帝国会議がアウクスブルクで開催された（アウクスブルク仮信条協定）。7年後（1555年）のアウクスブルクの宗教和議で、両宗派は同等と認められるに至った。こうした事実やルターが滞在したことから、アウクスブルクはドイツ・ルター都市の一つとなっている。比較的強固な組織である再洗礼派は1524年にこの街での活動を始めた。1927年にアウクスブルクでアウクスブルガー殉教者教会会議とよばれる宗派を超えた会議が開催された。
カトリックの住民は、かつてはマインツ大司教区の管轄下にあったアウクスブルク司教区に属していた。この都市がバイエルン支配下に移された後もしばらくはこの関係は維持された。1821年になってアウクスブルク司教区とその下部にある司祭区は、新たに創設されたミュンヘンおよびフライジング大司教区の管轄下に移された。

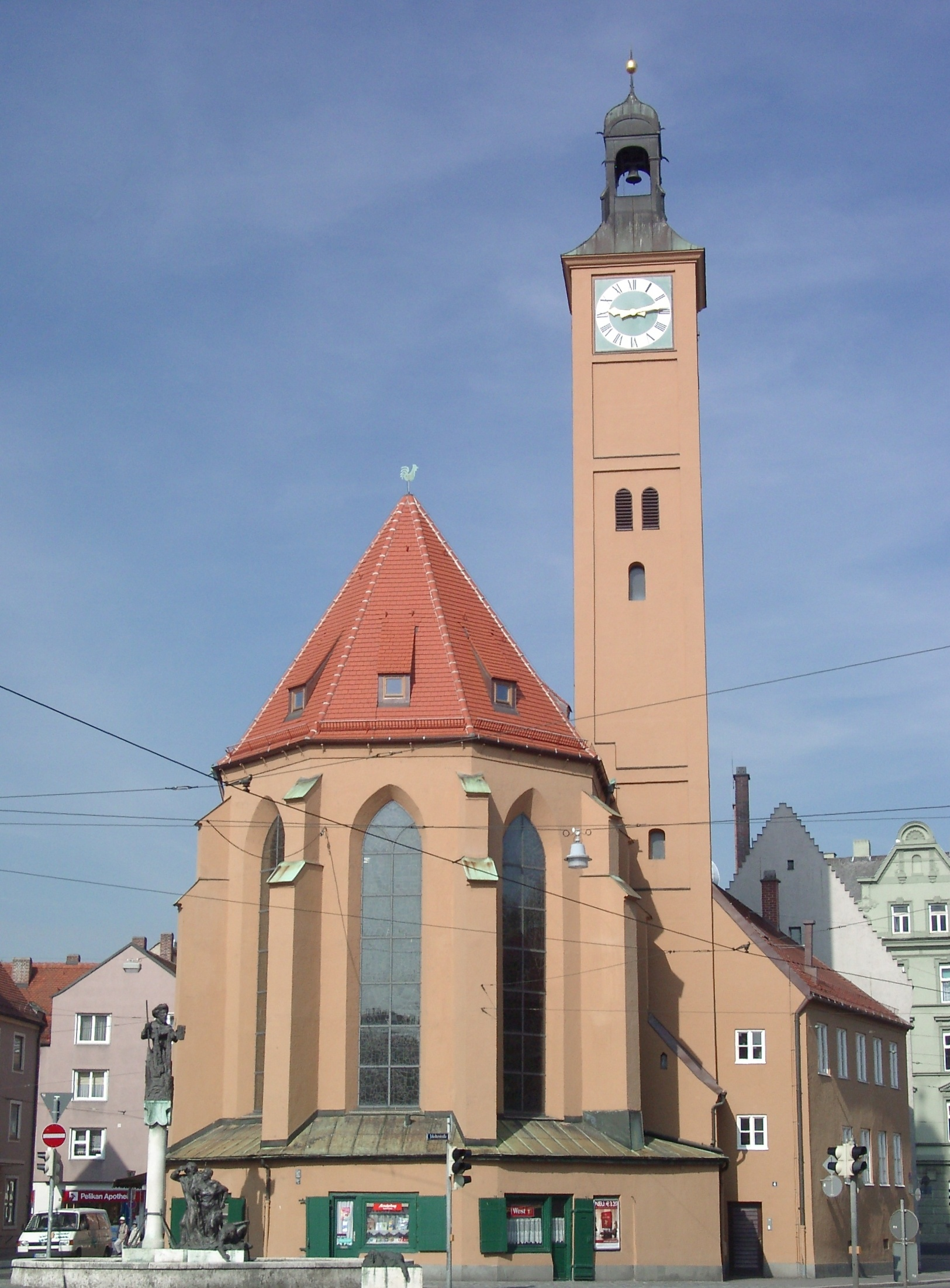
ルター派福音主義教会の聖ヤーコプ教会

プロテスタント信者らは、遅くともヴェストファーレン条約までには、聖アンナ教会、聖ウルリヒ教会、跣足教会、聖ヤーコプ教会を有していた。これらは市参事会の管轄下に置かれていた。アウクスブルクがバイエルンの支配下に置かれた後、これらの教会組織は最初ルター派と改革派の宗教組織を取り込んだバイエルン福音ルター派教会の一部となった。この都市は、1827年にまずバイロイト教会役員会に属す教区監督官本部所在地となり、その後上位組織は1876年からアンスバッハ教会管区、1923年からミュンヘン教会管区と変遷し、1971年からはアウクスブルク教会管区に属している。アウクスブルク教会管区は、市内の教会組織だけでなく、市外、特にアウクスブルク郡やアイヒャッハ＝フリートベルク郡の市町村の教会組織をもその管轄下に置く。
1648年のヴェストファーレン条約は、アウクスブルクにとって、1548年に制定された両宗派対等の行政運営システム（最終的には役職の配分に至るまで両宗派対等とした）を確認するものであった。この対等に関する制度は1805年の陪臣化まで存続した。
自由教会組織は、再洗礼派運動終結後、アウクスブルクでは19世紀から20世紀に再興した。最初はメノー派が1870年からアウクスブルクでの宗教儀式を執行した。1963年にメソジスト教会は「私的教会団体」の権利を得た。1925年頃にはミュンヘンの組織を母体団体とするバプテスト教会が活動を開始した。さらに1968年からアウクスブルクには自由福音派教会がある。
宗派別の人口構成は19世紀の初めまではカトリックが60%、プロテスタントが40%であった。この比率はカトリック信者が多い周辺市町村を合併することでカトリック優位に変化し、1950年頃にはプロテスタント住民の比率は約23%まで低下した。
南欧や東欧の正教会もアウクスブルクに組織がある。シリア正教会はアウクスブルクで宗教儀式を何度か行っている。アウクスブルクの約3,000人のシリア正教徒は主にトルコ南東部（トゥル・アブディン地方）やシリア出身者でイエスの言葉（アラム語、アッシリア語、シリア語）を話し、メソポタミアに先祖を持つ。これらのキリスト教徒は、その多くがトルコで差別を受け迫害された避難民たちで、1980年頃からガストアルバイター（外国人労働者）としてヨーロッパにやってきた。6,000人以上の信者を持つギリシア正教会は米軍撤退後に旧高射砲隊兵舎のゴスペル教会を購入し、守護聖人 Agios Panteleimon にちなんだ名を冠した。
この他、アウクスブルクにはロシア正教ベルリンおよびドイツ主教区に属すロシア正教会もある。この組織は1930年代から存在し、現在は100人ほどの信者がいる。
この他に多くのキリスト教系宗教組織が存在している。たとえば、古カトリック教会、新使徒派教会、エホバの証人などである。

#### イスラム教
イスラム教徒はアウクスブルクで2番目に大きな宗教組織を形成している。市内にはそれぞれの目的や重点によって様々に異なった組織があり、これに応じた祈りの場や集会施設が多く存在している。
イスラム系住民の多くはトルコからの移民の1世から3世で構成される。その他にアラビア系、ボスニア系、イラク系、それぞれの組織や宗教施設があり、アレヴィー派の文化センターもある。

#### ユダヤ教
最初のユダヤ人がアウクスブルクにやってきたのは、1世紀のユダヤ人蜂起の際にローマにイェルサレム神殿が破壊された後のことであった。9世紀にはアウクスブルクのユダヤ人に関する史料上の記述が認められている。1438年7月7日に市参事会はユダヤ人が市内に住むことを禁止したため、ユダヤ人らは市内から追い出され、市門の前の現在のクリークスハーバー地区に住み着いた。
アウクスブルクのユダヤ人組織の歴史は1803年に再開された。この年、市内の商人たちの強い抵抗にもかかわらず、3人のユダヤ人（銀行家のアーロン・エーリアス・ゼーリクマン、後にアイヒタール男爵となるヤーコプ・オーバーマイヤー、ヘンレ・エフライム・ウルマン）に対して、毎年納付金を納め莫大な借金を引き受けることと引き替えに、市民権が与えられた。
その後のユダヤ人家族の増加は緩やかで（1840年 79人、1852年 128人）、定住に際しては相変わらず厳しい審査がなされていた。明らかな方針転換がなされたのは、保守的なカトリック勢力が1857年の選挙で敗北したことによってもたらされた。1861年にはアウクスブルクにイスラエル文化協会が設立された。それまで、クリークスハーバーのラビ管区に置かれていた間の宗教教育は、当時は独立した町であったプファーゼーの教師によって行われていた。
行政当局の認可が得られる3年前の1858年にはすでにヴィンターガッセA13番の屋敷を13,000グルデンで購入しており、最初は純粋なシナゴーグに改造し、後にラビや教師の居住空間を増築した。この建物は1685年に完成した。
19世紀後半、この街のユダヤ人人口は急速に増加し、1895年には1,156人が住んでいた。やがてユダヤ人墓地が造られ（1867年）、慈善活動が活発に行われるようになった。ユダヤ人の工場主、銀行家、貿易商、小売商らが市の経済生活で重要な役割を担い、街の中・上流階級をほぼ独占するようになっていった。

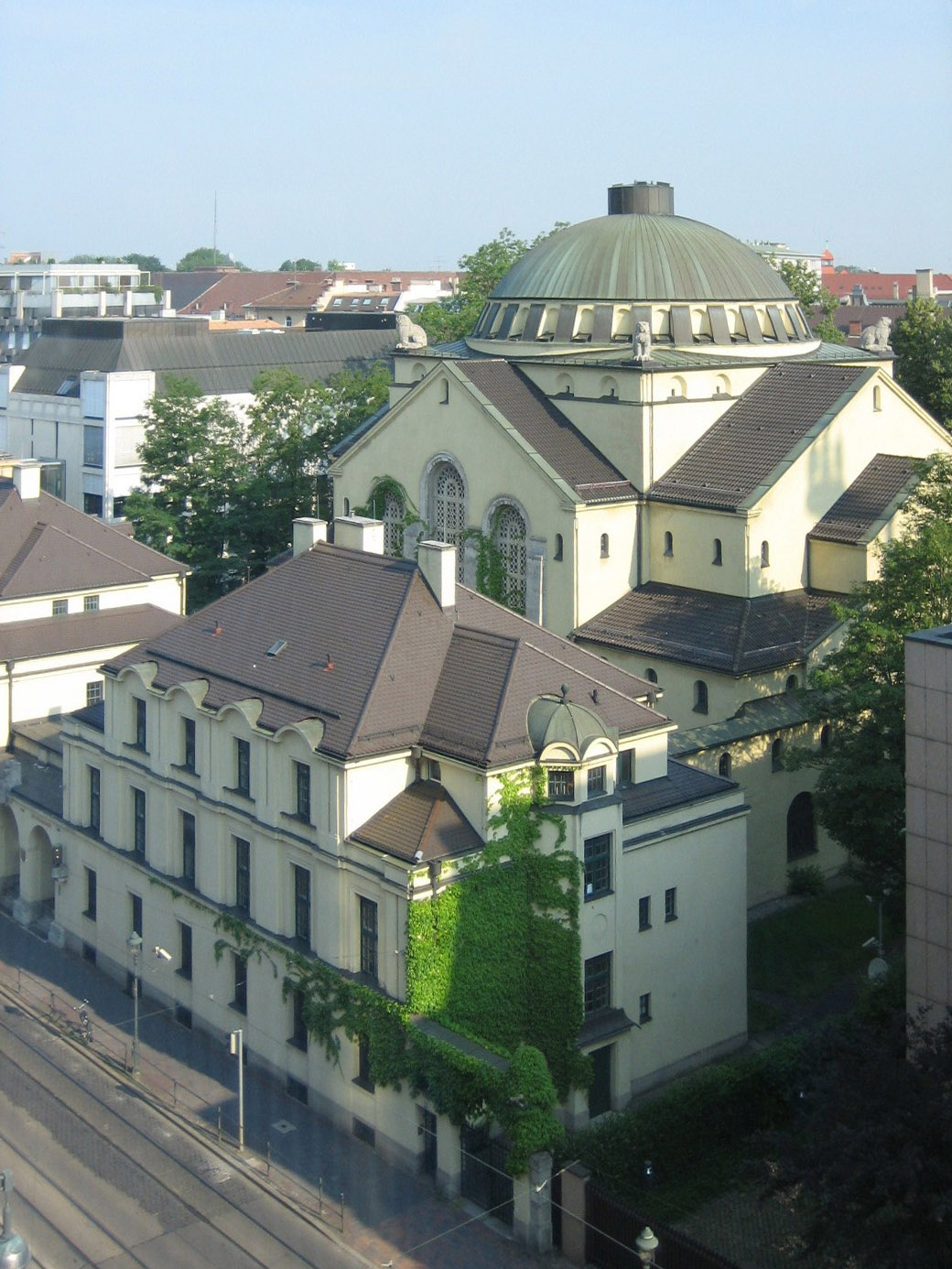
ハルダー通りのシナゴーグ

この頃までにはすでに信者らから新しいシナゴーグ建設の要求が再三行われ、加えて市側からの要求もあった。古い建物は、みすぼらしい状態になっていたのである。そこで1903年にハルダー通り沿いの庭園の地所を獲得し、シナゴーグ建設のための建築コンペが1912年に行われた。1914年から1917年までをかけて最終的にはフリッツ・ランダウアーとハインリヒ・レムペルの設計案が採用された。
1933年のナチスの権力掌握により、アウクスブルクのユダヤ人は迫害の圧力に繰り返し苦しめられるようになった。5年以内にすべてのユダヤ人企業が閉鎖もしくは「アーリア化」された。
ユダヤ人迫害のピークとなる事件が、1938年11月10日早朝の、いわゆる「水晶の夜」である。約30人のNSDAP党員がシナゴーグ内を破壊し、火をつけた。これは周辺の民家や商店、ガソリンスタンドを護るために消火された。こうして焼失を免れたこの建物は、第二次世界大戦中は市立劇場の舞台装置倉庫に転用された。シナゴーグの丸天井には高射砲隊の監視所が設けられた。
1933年以降、多くのユダヤ人が流出したにもかかわらず、周辺の田舎から流入する者があり、市内のユダヤ人人口は大幅には減少しなかった。356人から450人のユダヤ人たちは7回に分け、アウシュヴィッツ、ピアスキ、リガ、テレージエンシュタットに移送された。強制収容所の恐怖を逃れた者はほんのわずかであった。
第二次世界大戦後この街に帰ってきた数少ないユダヤ人の中に、アメリカ軍司令部によって戦後の初代市長に指名されたルートヴィヒ・ドライフスがいた。1946年にはイスラエル文化協会アウクスブルク＝シュヴァーベンが設立されたが、その後長らく大きな成長はなかった。1987年時点での会員数は247人であった。1991年のソヴィエト崩壊に伴う旧ソ連からの移住者によって事態は急速に変わり、シュヴァーベンに属す市町村全体のユダヤ人総数は約1,800人にまで増加した。

#### 仏教
ワット・ブッダ・アウクスブルク（会員約130人）の創設に伴い、2002年にゲッギンゲン地区に寺院が造られた。この寺院の親寺はタイ王国にある。毎月第一日曜日にはバンコク近郊の寺院 Maha Dhamma Kaya Cetiya からインターネット経由で法要が中継される。この日には参詣する信者が増加する。やがて、この宗教団体はケーニヒスブルンに移転した。
仏教徒グループ「禅 イン・アウクスブルク」は2000年から水曜日と日曜日ごとに定期的に瞑想を行っている。教義や作法は伝統的な日本の臨済宗の伝統に則っている。

## 歴史

### 古代

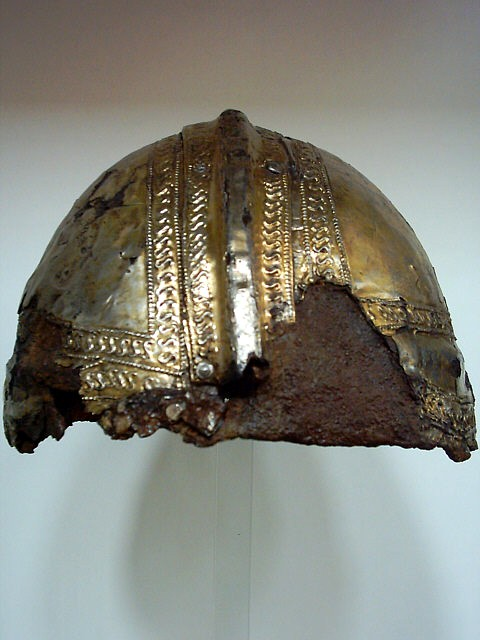
アウクスブルクから出土したローマ時代の兜

アウクスブルクの創設は、現在のオーバーハウゼン地区にローマの軍団基地が設けられた紀元前15年とされている。この基地は後に補給物資倉庫としても利用された。皇帝アウグストゥスの2人の養子ドルーススとティベリウスが運営を任された。この年号は、アウクスブルクがトリーアに次ぐドイツで2番目に古い都市であることを意味している。また、「アウグスタ・トレヴェロールム」（ラテン語: Augusta Treverorum、トリーアの古名）に次ぐ、アルプスの北側で最大のローマ人入植地の一つでもあった。紀元の替わり目直前に建設された基地は、1世紀には入植地「アウグスタ・ヴィンデリコルム」（ラテン語: Augusta Vindelicorum）となり、121年に皇帝ハドリアヌスはこの街にローマの都市権を授けた。アウクスブルクは95年頃にはイタリア北部にまで広がるラエティア属州の首都になっていた。アウクスブルクがいつ首都になったのか、正確なことはわかっていない。ただ、考古学的出土品から1世紀の遅くまでは、アルゴイのケンプテンにその機能が置かれていたことがわかっている。最新の研究では、ネッカー＝オーデンヴァルト＝リーメスはトラヤヌス帝治世下の西暦98年に初めて建設されたとしている。この同じ年にマインツからバート・カンシュタット（現在はシュトゥットガルトの一部）を経由してアウクスブルクに至るローマ街道も建設されている。こうした2つの戦略的プロジェクトの開始は、属州の首都がケンプテンからアウクスブルクに移転したことと関係しているのかもしれないが、これを積極的に支持する証拠は今までのところ発見されていない。
260年、ユートゥンゲン族がイタリアとラエティアに突如来襲し、数千人のローマ人を捕虜にした。しかし、その帰路2日間にわたる戦闘の末、ローマの総督により全滅させられた。1992年にこの時の勝利の祭壇が発掘された。271年にユートゥンゲン族は他の部族を伴いこの都市を包囲する軍事行動を再度行っている。294年のラエティア分割後、アウクスブルクは Raetia Secunda の首都となった。古代後期にはすでにアウクスブルクは司教座都市となっていた。300年頃から司教ナルキスス・フォン・ギローナに関する伝承が遺っている。市の守護聖人となったアウクスブルクのアフラの殉教もこの頃の事である。
450年頃にフン族の襲撃を受けてローマ支配が終焉した後、5世紀からアレマン人がこの地に進出した。しかし入植地は破壊されることなく、その後も存続した。
565年に発表されたヴェナンティウス・フォルトゥナトゥス（600年以後にポワチエで殺害された）の詩 Vita sancti Martini の642節には 聖アフラの墓への巡礼について言及されている。

### 中世

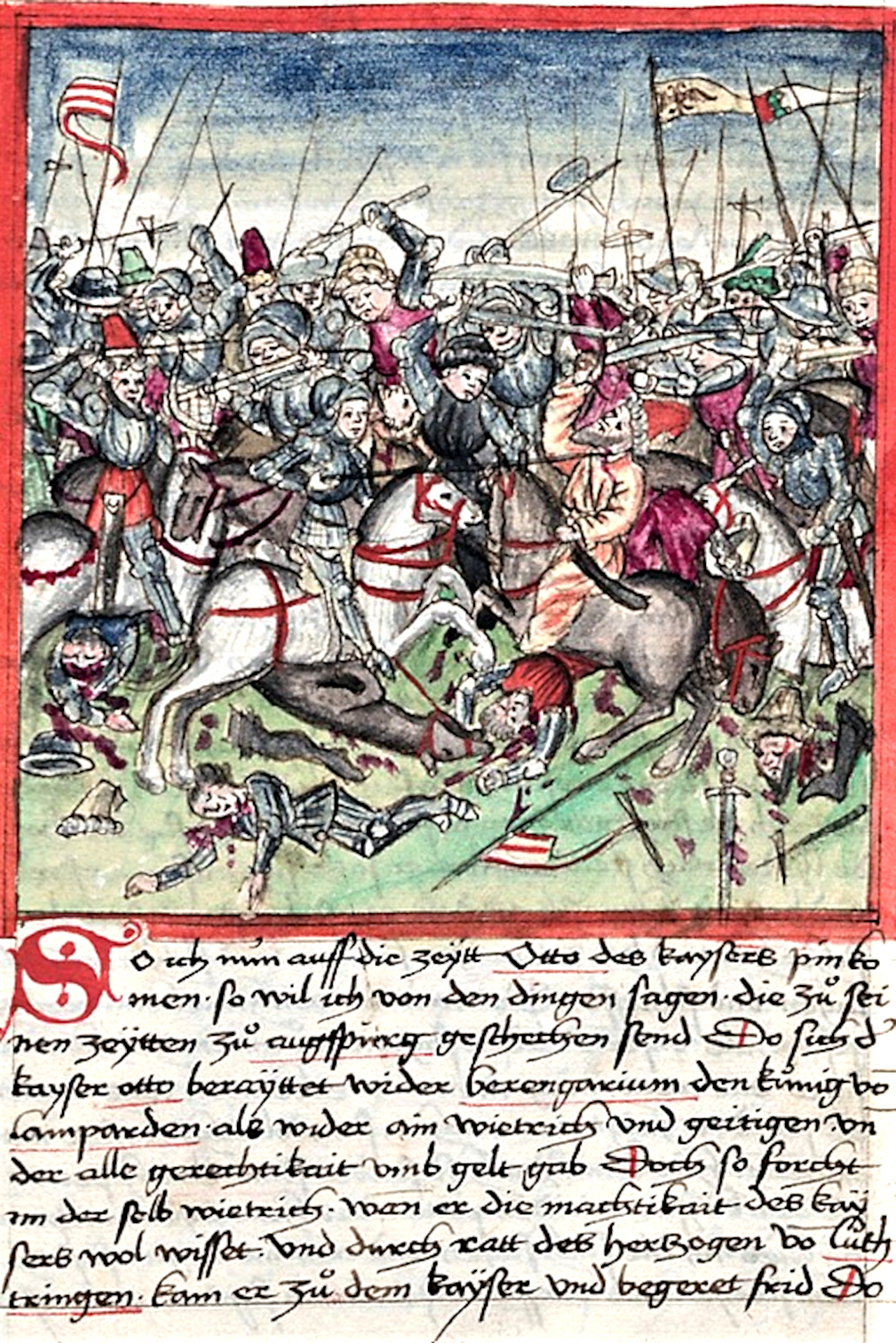
レヒフェルトについて記述した1457年の史料

8世紀にはフランク王国のカール大帝に占領された。その後、フランク王国は分裂し、東フランク王国を経て、アウクスブルクは中世の何世紀もの間、特筆すべき事件なく過ごした後、神聖ローマ帝国の治世に移った。
955年に神聖ローマ帝国の初代皇帝オットー1世がアウクスブルク司教ウルリヒの援助を得てハンガリー大公国と戦ったレヒフェルトの戦いが市の南部で行われた。11世紀にバイエルン大公ヴェルフ1世の支配下に移った。
1156年6月21日に皇帝フリードリヒ・バルバロッサはアウクスブルクに再び都市権を授けた。バルバロッサのアウクスブルクの分割は1158年（アウクスブルクが市に昇格した2年後）にミュンヘンの公式な都市創設会議に記録されている。
それから約100年後の1251年には印章の使用と市民への課税の権利が与えられた。発展のピークは、1276年3月9日にローマ王（ドイツ君主）ルドルフ・フォン・ハプスブルクにより保護特権を与えられ、自由帝国都市の肩書きとともに帝国直轄の地位を得たことである。この都市権は1276年の帝国台帳にも記録されている。この拡大された自治権は、司教領主の世俗領主機関である司教本部との間に激しい論争を引き起こし、最も甚だしい時期には司教の主所在地をディリンゲン・アン・デア・ドナウに移したこともあった。
1331年11月20日、アウクスブルクはシュヴァーベン都市同盟に加盟した。徐々に都市貴族一門が都市の支配権を獲得していったが、問題がないわけではなかった。1368年にツンフト制度を導入しようとした手工業者らが決起した。ツンフト制度導入以後、手工業者らは連帯して業務の調整を行うことでツンフトの権力は急速に拡大した。1388年にシュヴァーベン都市同盟は解消された。

### 近世
近世はじめからルネサンス末にかけてアウクスブルクは世界で最も重要な貿易・経済センターに成長していった。これは特にフッガー家やヴェルザー家といった商家の影響に由来するものであった。

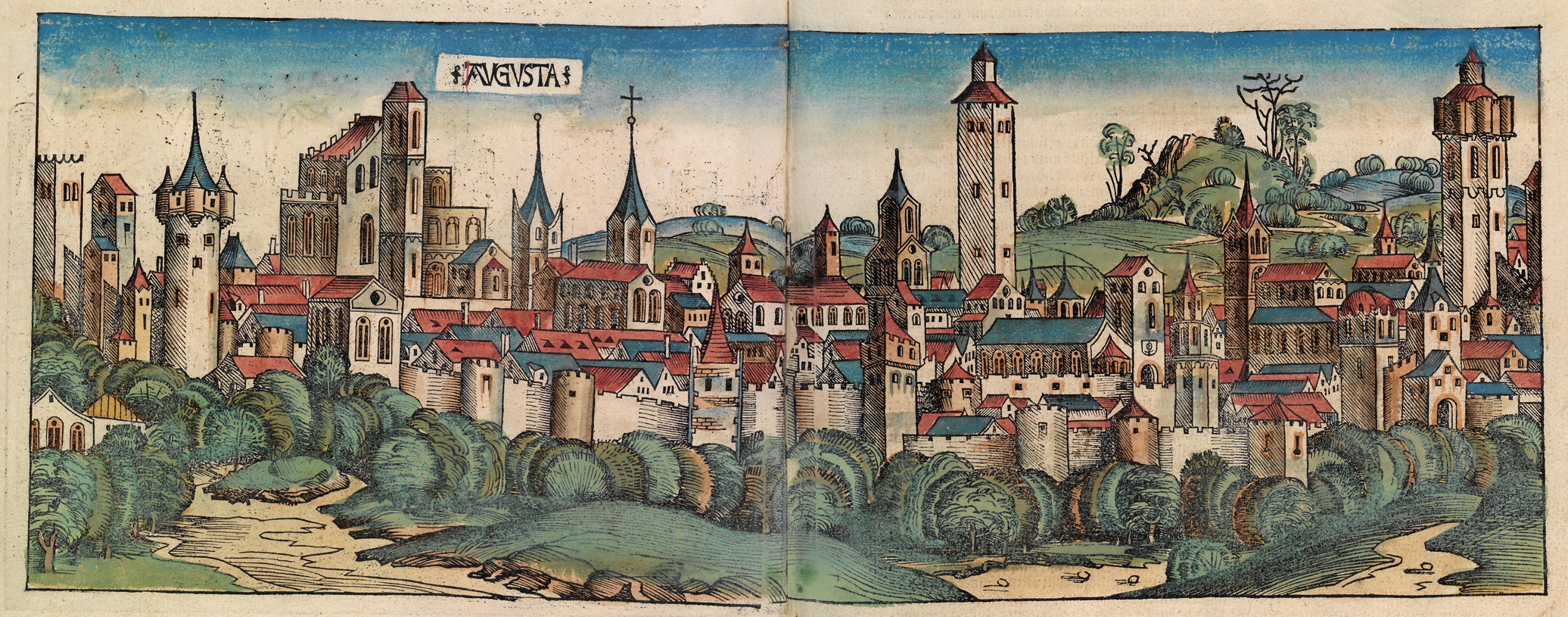
1493年のアウクスブルク

ウルリヒ・シュヴァルツの独裁制がこの時代のピークであった。彼は1469年に大きな政治的ビジョンを持って市長となった。彼は下級のツンフト成員を市行政に登用し、アウクスブルク市の負債を完済した。しかし貴族が彼の妨害をした際に暴力的手段を執り、貴族家の兄弟を死刑にしたことを契機に、1478年に失脚して処刑された。
ギュンター・ツァイナーがこの街に移住したことが、アウクスブルクの印刷業隆盛の端緒であった。1468年に S. Bonaventurae meditationes vite domini が出版された。宗教書の他に、ドイツ語の通俗本、精神修養書、医学書、暦が出版された。1471年にツァイナーはドイツ初のアンティーク書体の一つである Type3を制作した（1470年のNicolas Jensonによる「Jenson-Antiqua体」がドイツ初と見直されている）。エルハルト・ラートドルトはヴェネツィアから移入したアンティーク体を洗練させた。この他に、15世紀から16世紀への変わり目頃に印刷工場も造られ、アウクスブルクはヨーロッパで最も名高い出版都市に数えられるようになった。この帝国都市には大学がなく、科学や宗教以外の世俗の大衆に市場を求めたことから、1480年から1500年までの間にアウクスブルクで出版された書物の75%がこの地方の方言で書かれていた。ドイツ語版イソップ寓話集は22版と版を重ねた。ヨハン・シェーンスペルガーもこれに貢献した。シェーンスペルガーの Theuerdank はルネッサンスに出版された書物で最大の成功を収めた作品である。

### 宗教改革

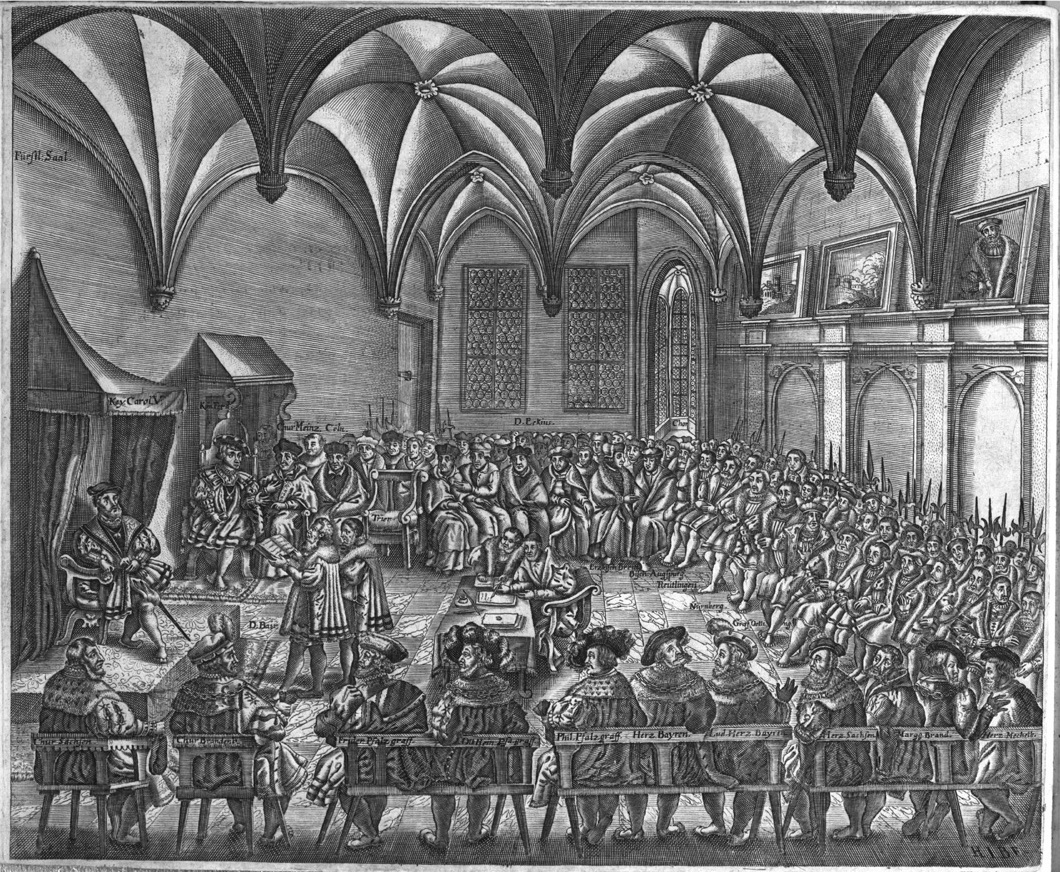
アウクスブルク帝国会議においてカール5世の前でアウクスブルク信仰告白を読み上げるメランヒトン

この都市は、1529年のシュパイアー帝国会議では新教支持の少数派であったが、プロテスタント運動には加わらなかった。1530年のアウクスブルク帝国議会におけるフィリップ・メランヒトンのアウクスブルク信仰告白で述べられた福音派信仰の布教が妨げられないことを市民階級は要求した。「アウクスブルク信仰告白」はルター派教会の教義と設立意義を述べたものである。
アウクスブルク市には1524年から1573年までの間、重要な再洗礼派の組織があった。特に1527年8月に行われたアウクスブルク殉教者会議は、異なった再洗礼派グループの使節が集まる国際会議で教義の確認を行っている。アウクスブルクの再洗礼派の重要人物はヤーコプ・ダハザーとハンス・ロイポルトである。この教会会議の参加者は、そのほとんどが後に殉教している。
1534年7月22日に市参事会は、指名された説教師だけが市内での説教を許されることを決議した。カトリックの礼拝は8つの教会に制限され、小さな教会や修道院教会は廃止された。参事会はこの宗教令によって形式上、教会の高権 (Kirchenhoheit) を市に委譲するよう要求したことになる。

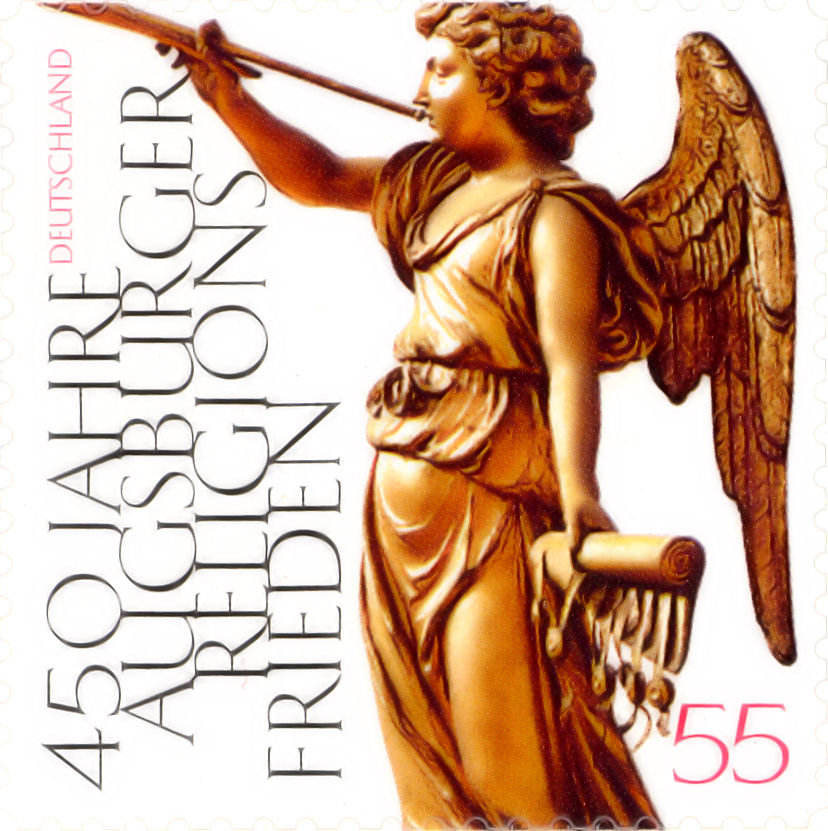
2005年に発行されたアウクスブルクの宗教和議 450年記念切手

1540年にはすでにアウクスブルク証券取引所が創設されていた。ツンフトは、その7年後の1547年までには市政に関与するようになっていった。1547年に最終的にツンフト支配が力を失った後、1548年に皇帝カール5世は市政構造の刷新を促し、アウクスブルク仮信条協定を公布した。新しい市政構造では、カトリックとプロテスタントが対等となる統治管理システムが採用された。1555年のアウクスブルクの宗教和議と帝国執行令はこの都市でも市民の共存に関する議論を沈静化させた。その28年後、1583年2月24日にアウクスブルクでグレゴリオ暦が採用された。
三十年戦争の間、1632年4月20日にアウクスブルクはスウェーデン軍に占領された。この時代に、ともにアウクスブルクの防衛施設の一部であるスウェーデン塔やスウェーデン階段が造られた。

### 18世紀
スペイン継承戦争では、1703年12月13日にバイエルン選帝侯マクシミリアン2世エマヌエル率いるバイエルン軍によってアウクスブルクは占領された。この軍は1704年にこの都市を明け渡した。
18世紀にアウクスブルクで精密器具製造が新たな隆盛を迎えた。これはゲオルク・フリードリヒ・ブランダー（1713年 – 1783年）の名前と密接に結びついている。
1784年から1785年に織工の暴動が起き始めた。これは最終的には1794年1月29日の織工の反乱にまで発展した。この争乱の背景には、織工が携わる手工業的繊維業を脅かすコットン織機（プリント模様の平織り綿布の織機）による繊維産業の工業化の兆しがあった。1771年にヨハン・ハインリヒ・シューレはヨーロッパ大陸初の工場である Schüleschen Kattunfabrik をアウクスブルクに設立していたのである。

### 近代

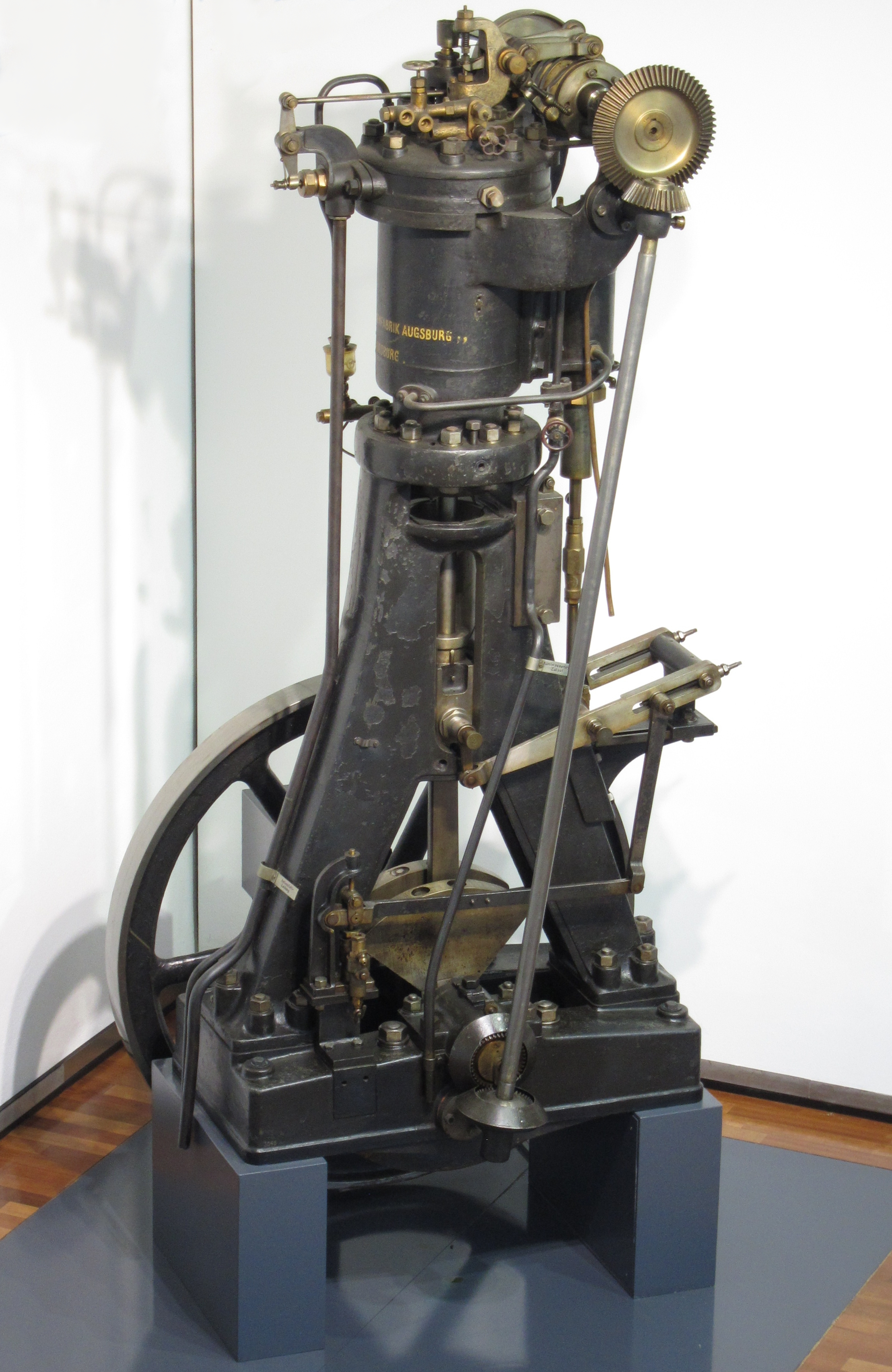
最初のディーゼル・エンジン

1805年12月21日にはすでにバイエルン軍に占領されたアウクスブルクは、同年12月28日のプレスブルクの和約により帝国自由都市の地位を失い、バイエルン領となった。それまでこの都市は7つの都市貴族家によって支配されていた。1809年に市警察本部が設けられ、市はクライス行政部の直下に置かれた。
1862年にベツィルクスアムト・アウクスブルク（後のアウクスブルク郡）が成立した。この郡は、1972年の郡域再編で旧シュヴァープミュンヘン郡、旧ヴェルティンゲン郡の一部、ドナウヴェルト郡およびノイブルク・アン・デア・ドナウ郡のいくつかの町村を合併した。その後1994年にバールをアイヒャッハ＝フリートベルク郡に移管し、現在の郡域となった。アウクスブルク市自身は郡独立市を保持している。
19世紀にアウクスブルクは繊維工業と機械生産のセンターとして重きをなした。現在MANの略号で知られるMaschinenfabrik Augsburg Nürnbergで、ルドルフ・ディーゼルは1892年にディーゼルエンジンを発明した。この他にも、たとえばメッサーシュミットは1927年からこの街に本社を置いている。また1798年にヨハン・フリートリヒ・コッタによって創刊された最も重要な日刊紙の一つであるアルゲマイネ・ツァイトゥングが、1807年からアウクスブルクに移転してきていた（1882年にミュンヘンに転出）。
19世紀末から20世紀初めにかけて、フッガーシュタットにも技術革新が起こった。1881年に鉄道馬車が敷かれ、1898年に路面電車が営業を始めた。第一次世界大戦後の1917年にこの街に電灯が灯った。それまですべての灯りはガス灯であった。

### 国家社会主義と第二次世界大戦
1933年の帝国議会選挙で、国家社会主義ドイツ労働党 (NSDAP) は32.3%の票を獲得した。3月9日の「バイエルン国家革命」の開始により、アウクスブルクでは政敵に対するテロが始まった。1929年に選出された市議会は1933年3月末に解散され、3月5日の帝国議会選挙の結果に基づいて（ただしドイツ共産党 (KPD)を除いた形で）市議会の議席が割り当てられた。市政のすべての委員会から締め出されたドイツ社会民主党 (SPD) はNSDAPの市議らによる圧力を受けて5月に市議会を去り、7月5日にはバイエルン人民党 (BVP) の議員もこれに続いた。ドイツ国家人民党 (DNVP) の議員はNSDAPに協力を誓った。
4月28日の市議会で第2市長でSPD所属のフリードリヒ・アッカーマンは名目上辞任をし、それ以前に委任を取り付けていたヨーゼフ・マイアー (NSDAP) が新たに第2市長に就任した。7月31日には上級市長のオットー・ボール (BVP) が解任され、8月3日に開催された市議会はエドムント・シュテックレ (NSDAP) を後任とした。こうしてこの街におけるナチスの権力掌握は完了した。

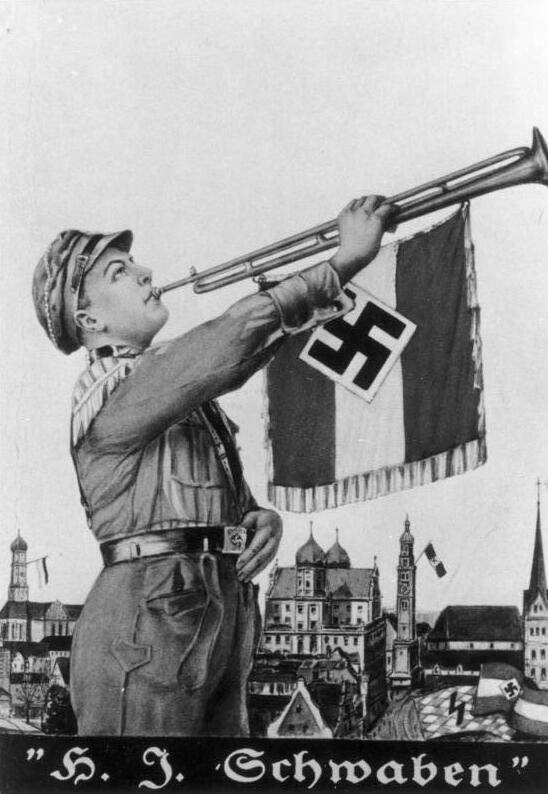
アウクスブルクのヒトラー・ユーゲントを描いた絵はがき

これ以前の3月9日にはすでに共産主義活動家が「保護検束」（すなわち拘禁）された。逮捕は初め共産主義者や社会民主主義者に対して行われていたが、やがてユダヤ人やBVP議員などのNSDAPの政敵らにも及ぶようになった。1934年4月30日のゼンガーハレ（現在のヴィッテルスバッハ公園内）の火災はその逮捕の波を助長させた。
1933年新たに成立したドイツ帝国はバイエルンを6つの大管区に分割した。アウクスブルクはシュヴァーベン大管区の首都となった。
1938年11月のユダヤ人排斥運動では11月10日にハルダー通りのシナゴーグが放火され、ユダヤ人の商店や私邸が襲撃された。1985年にシナゴーグは長い修復作業を終えて再開され、一部はユダヤ博物館に利用されている。ハウンシュテッター通りのユダヤ人墓地にはユダヤ人犠牲者のための追悼碑が建てられている。ビーボ・ヴァーガーをはじめとするレジスタンス運動の闘士や、SPDの州議会議員クレメンス・ヘックらがナチス時代に殺害されている。
第二次世界大戦中は、軍需産業の分散化政策に基づき、飛行機製造のメッサーシュミットAG がアウクスブルクに造られ、周辺地域にはダッハウ強制収容所の外部収容所が多く設けられた。クリークスハーバー地区では、現在のウルマー通り沿いの産業公園の場所に女子収容所が造られ、500人のハンガリー系ユダヤ人が収容されていた。ハウンシュテッテン地区では、インニンガー通りの旧砂利採取場付近に2,700人を収容する男子収容所が建設された。この収容所が空爆により破壊された後、プファーゼーの空軍兵舎の場所に新しい収容所が設けられた。ガプリンゲン地区にも1,000人を収容する施設があり、ホールガウにも収容所が設けられていた。235人の収容者が親衛隊に殺害されたか、あるいは劣悪な生活環境に耐えられず亡くなり、西墓地に埋葬された。ここには3つの記念板が掲げられている。2,000人の収容者は1945年の春にプファーゼー兵舎からクリンマハ（現在はシュヴァープミュンヘンの一部）へ死の行進が行われ、多くが命を落とした。
アウクスブルクは第二次世界大戦中、空爆により甚大な被害を受けた。メッサーシュミットやMANといった重要な軍需企業があったため、連合軍の空爆目標になったのである。アウクスブルクは10回以上の空爆を受け、このうち2回は大きな被害をもたらした。1942年4月17日の攻撃ではMANのU-ボートのエンジン生産が、1944年2月25日から26日の攻撃ではメッサーシュミットの工場と南ドイツの鉄道の分岐点となっていた中央駅が破壊された。
1945年4月28日にアメリカ軍の第7軍の部隊が抵抗を受けることなくアウクスブルクに入り、多くの兵舎や基地をこの街に築いた。これらは最後の部隊が撤退した1998年になって初めて完全に返還された。

### ドイツ連邦共和国
重要な建築物があった旧市街は戦後に大部分が復興されたが、一部の作業は現在も続いている。アウクスブルクはドイツおよびバイエルン州の政治システムにおいてはシュヴァーベン行政管区の本部所在地となった。

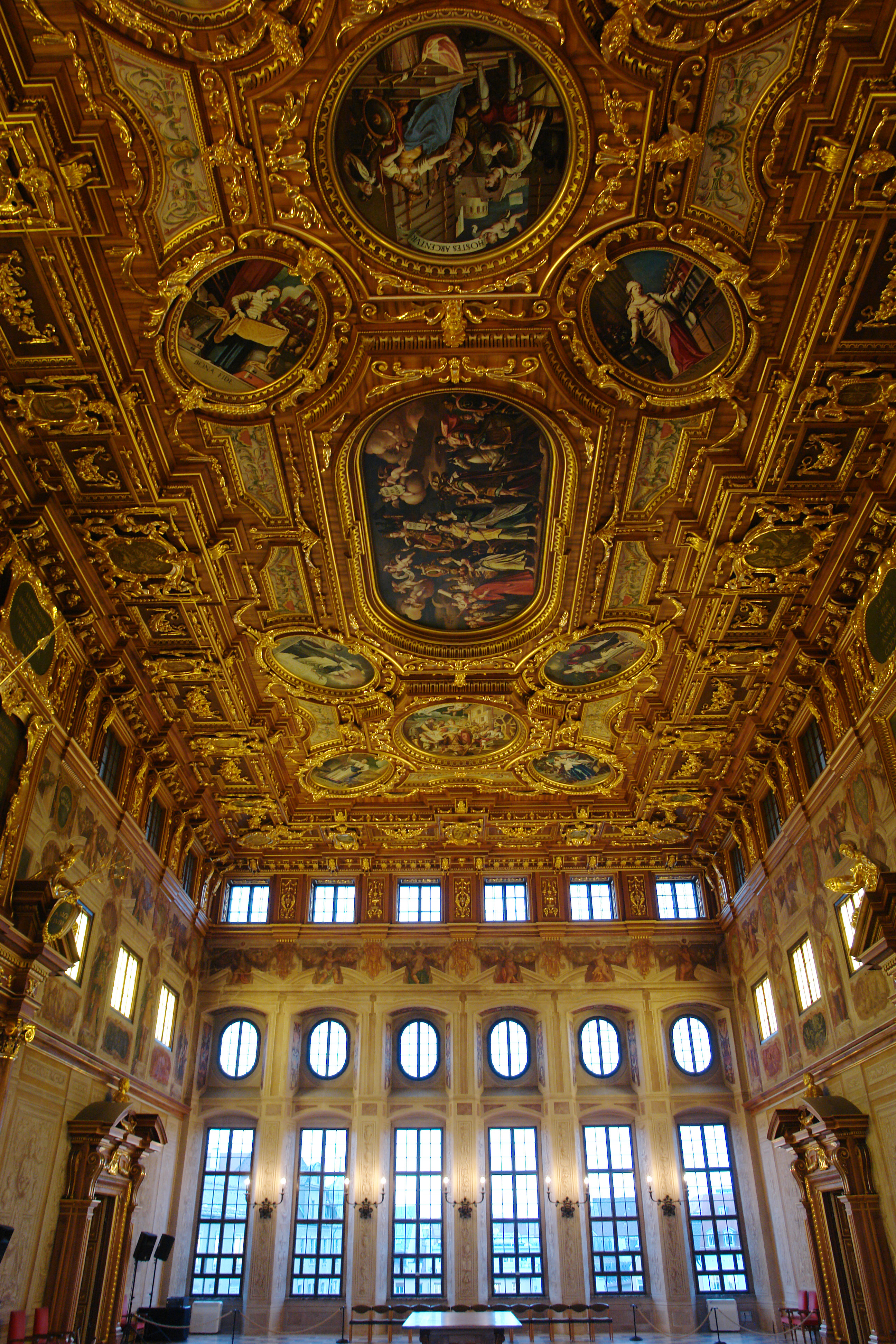
修復された黄金の広間

ローゼナウシュターディオンを建設した（1951年完成）ことにより、この街は戦後無数に開催された大規模なスポーツイベントの多くの開催地となった。大規模スポーツイベントの最大のものは、「アイスカナル」でのカヌーおよびカヤックの競技会と1972年ミュンヘンオリンピック大会で、バスケットボール、サッカー、ハンドボールの予選がアウクスブルクで開催されている。
多くの単科大学を統合した後継者として、経済学、社会学を専門分野とするアウクスブルク大学が1970年に創設された。その後、他の学部が新設され、1974年から新しいキャンパスが設けられ、現在では確固たる地位を築いている。2008年から2009年の学期で約14,000人の学生がこの大学に籍を置いている。
市の健康医療システムは何世紀もの間分散化し、組織化されない状態にあったが、「クリニクム・アウクスブルク」と呼ばれる中央病院が建設された1982年に大きな転換点を迎えた。これ以降は、すべての救急患者と手術患者は中央病院で集中的に扱うこととなった。小規模なクリニックは、やがて専門化していった。
建都2000年にあたる1985年から黄金の広間の修復が始まり、1996年に完成した。
1999年には大きな自然災害も経験した。レヒ川とヴェルタハ川の渓谷に降雨があったと同時にアルプスの雪解けが始まり、増水した川の水が堤を越えたのである。最終的には堰が決壊して全市内が水浸しとなり、多大な被害となった。
さらにその後、深刻な不況から大企業の倒産が相次ぎアウクスブルクの経済を揺さぶった。この街の失業率はバイエルン州の平均を超えた。さらに飛行場を大規模な地方空港に拡大する計画の頓挫やBMWの工場誘致失敗といった20世紀の終盤に起こった積極的経済政策失敗の反動が市を直撃したのである。近年のアウクスブルクはモーツァルト・イヤーやブレヒト・イヤーといった様々な大規模文化イベントで注目を集めるようになっている。
アウクスブルクは2011年の女子サッカーワールドカップ開催地の一つになっている。

### 町の伝承

#### 女神 Cisa
Cisa（dea Ciza) がアウクスブルクの女神である。シュヴァーベン族によってレヒ川とヴェルタハ川の間に築かれた都市 Cisaris（後のアウクスブルク）に対するローマ人の包囲戦失敗について、1135年頃にウルスベルク修道院で制作された『Excerptum ex Gallica Historia』の傍注に記述されている。それによれば、この街は女神 Cisaの聖域にちなんで名付けられたとされている。この文書にはさらに、地区名のクリークスハーバーはグリーヒェン・アファー（ギリシアのAvar）に、ハーフェンベルクはローマの軍事長官ハベーノ（またはヘバイノ）にプファーゼーは軍事司令官フェレスにそれぞれ由来すると記述している。この12世紀のテキストは明白な重点をもった散漫な寄せ集めであり、伝承研究にとっては、アレマン時代以前の地域名にありきたりでファンタジックな解釈を施したものに過ぎない。ただし、女神 Cisa についてはヤーコプ・グリムがその著書『ドイツ神話学』で「注目すべき伝承」とはっきりと重視しており、議論の対象となっている。
現在の聖ウルリヒおよび聖アフラ教会に近いキッツェンベルク付近でアレマン人によるテュール神崇拝の儀式が行われていたかどうかは、未だに学問上確定していない。アウクスブルクでは、遅くとも中世後期以降にはローマ属州時代のメドゥーサの首が、現在のウルリヒ教会に塗り込められていた。これは現在、市内のローマ博物館で見ることができる。Cisaの姿はペルラハ塔の風見に見ることができる。また、アウクスブルク聖堂の聖堂の扉の彫刻にこの女神を示唆するものがある。

#### シュトイネルネ・マ

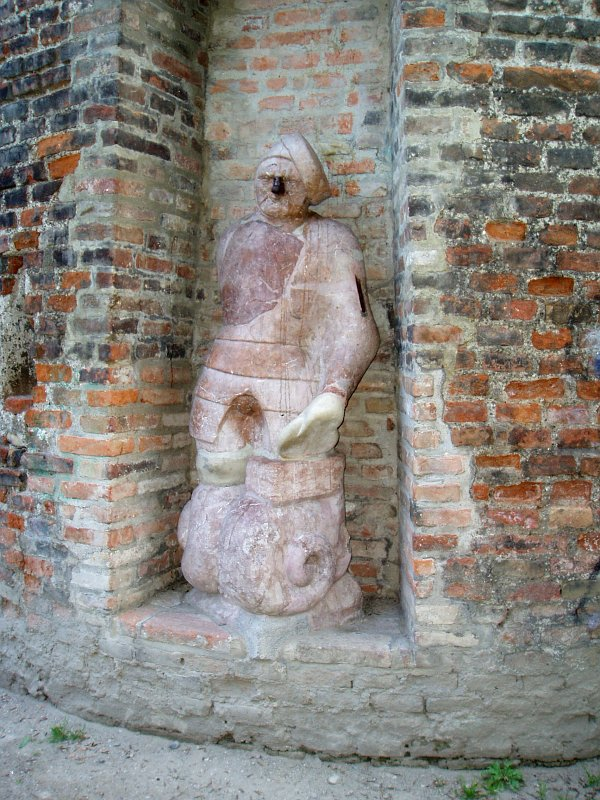
シュトイネルネ・マ

「シュトイネルネ・マ」（＝「石の人」）は東の市壁、いわゆる「スウェーデン階段」脇のガルス教会に隣接して建つ等身大以上の石像である。これは、パンの塊と盾を持った片腕のパン焼き職人の像である。足下には螺旋状にひねった台座がある。
パン焼き職人「コンラート・ハッカー」の伝説は以下のような話である。アウクスブルクが長い包囲戦に見舞われたとき、彼はおがくずでパンを焼き、包囲軍に見せつけるようにしてこれを堀に投げ込んだ。アウクスブルクには壁から投げ捨てるほど大量のパンがあると思った包囲軍は士気を失い、苛立って弩を発射した。その一発がパン焼き職人の腕に当たった。包囲軍はやがて撤収した。歴史上、この事件は三十年戦争時代、精確には1634年から1635年のできごとで、カトリック軍がプロテスタントのスウェーデン軍に占領されていたこの街を包囲した際のものである。パン屋の働きについては、信頼できる証拠はもちろん遺されていない。
こうした伝承の背景については、1941年に刊行された「シュヴァーベン歴史協会雑誌」第54号に詳細な研究論文が掲載されている。この論文でエドゥアルト・ラムパートは、以下のように述べている。かつてプルファー通りとウンテラー・グラーベンに面した家の角に素人細工の元々対にならない像があった。これは街の土木工事の際に見つかり、何世代かのうちに前述の家の角に運ばれたものである。この家は1810年まで「市の建築監督官」の公舎となっていた。この像をここに建てたのは、おそらく18世紀の初めから中頃のある建築監督官であろう。歴史的に裏付けのないパン屋のハッカーの話は後に考えられたものである。
この像は市壁沿いに散歩する市民に愛されている像である。鼻に触れると幸運になると言われており、恋人たちの好む習慣となっている。

#### 7人の子供

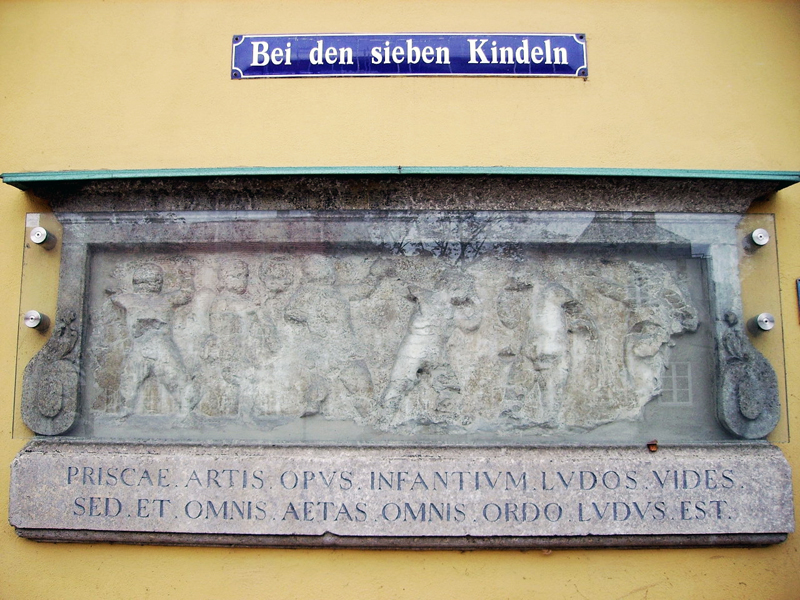
7人の子供のレリーフ

バイ・デン・ジーベンキンデルン3番地の家の壁にローマ時代のレリーフ石板が掲げられている。このレリーフには棺の周りに集まって遊ぶ6人の子供が彫られている。
伝説では、ローマ時代の司令官が溺死した子供の思い出に制作を依頼した記念板であるという。（「7人の」子供という名であるのに6人しか子供が描かれていない。7人目の子供は棺の中にいるのである。）現在の研究によれば、この石板に描かれているのはキューピッドであり、この石板はかつて石棺の側板であった。

### 市町村合併
市域は古くから周辺地域を併合して拡大しているが、20世紀になされた合併が大きな割合を占めている。合併には2つの波があった。1つは第一次世界大戦前あるいは大戦中で、2つめはバイエルン州の市町村再編がなされた1972年である。アウクスブルクの当時の上級市長ハンス・ブロイアーはさらに多くの市町村合併を目論んだのだが、相手先自治体住民の抵抗に遭い失敗した。1999年7月1日に郵便配送センター建設のため、隣接するゲルストホーフェンとの間で市域の交換がなされた。
| 日付         | 合併した地区                                           | 面積       |
| ------------ | ------------------------------------------------------ | ---------- |
| 1910年7月1日 | メリンゲラウ（現在のジーベンブルンネン地区）           | 953.7 ha   |
| 1911年1月1日 | プファーゼー                                           | 345.8 ha   |
| 1911年1月1日 | オーバーハウゼン                                       | 862.2 ha   |
| 1913年1月1日 | レヒハウゼン                                           | 2,794.4 ha |
| 1913年1月1日 | ホッホツォル（1905年まではフリートベルゲラウと称した） | 435.0 ha   |
| 1916年4月1日 | クリークスハーバー                                     | 5.9 ha     |
| 1972年7月1日 | ゲッギンゲン                                           | 1,079.2 ha |
| 1972年7月1日 | ハウンシュテッテン                                     | 1,393.2 ha |
| 1972年7月1日 | インニンゲン（ベルクハイムを含む）                     | 3,383.9 ha |
| 1978年5月1日 | ザンクト・アントン集落                                 | 32.0 ha    |
| 1979年7月1日 | ゲルストホーフェンの一部                               | 38.1 ha    |
| 1999年7月1日 | ゲルストホーフェンの一部（市域交換）                   | 1.6 ha     |

### 名前の由来
アウクスブルクの名前は、ローマ時代の都市名 Augusta Vindelicorum を起源とする。現在の市名に引き継がれた前半部分の Augusta は、紀元前15年にこの街（最初は軍事施設であったが）の建設を2人の養子ドルーススとティベリウスに命じた皇帝アウグストゥスを示す。後半の Vindelicorum は当時ヴェルタハ川（ラテン名 Vinda）とレヒ川（ラテン名 Licus）の間に住んでいた部族であるヴィンデリカー族 (Vindeliker) を示している。

## 行政

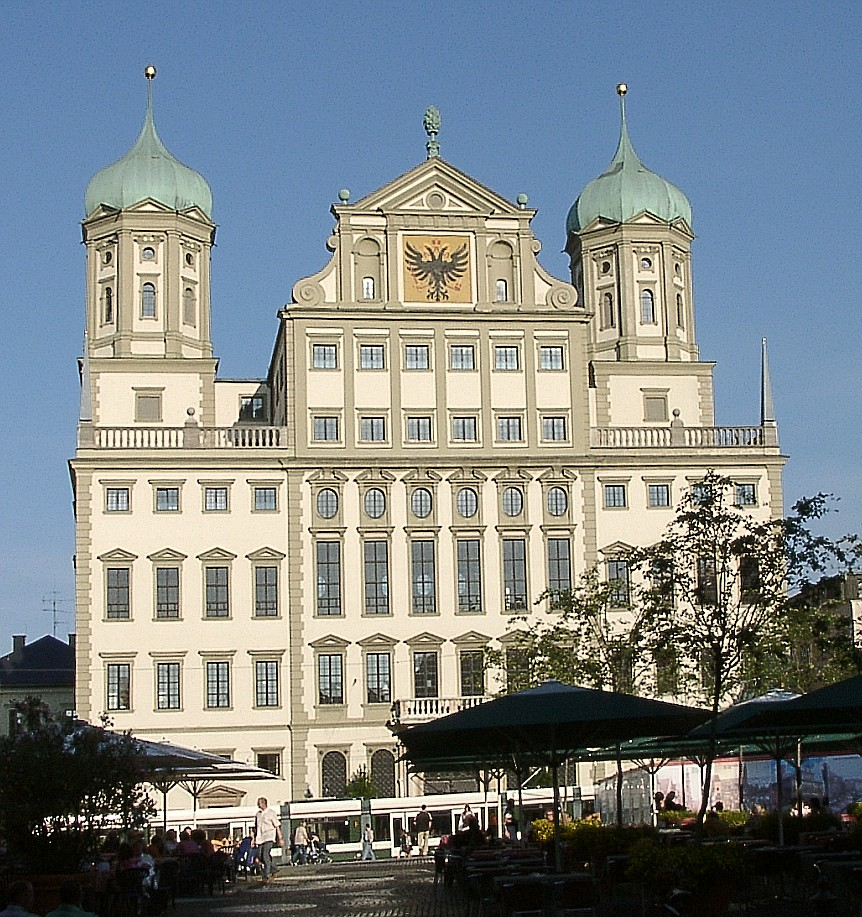
市庁舎

アウクスブルクのトップとしては、1266年に市参事会の議長を務めた Stadtpfleger（市の保護者）という職名が遺されている。この職は、時々は Bürgermeister（後の市長にあたる言葉）と称することもあり、さらに2つの肩書きが同時に使われることもあった。1548年になって初めて肩書きが Stadtpfleger に固定された。この職の在職期間は長期におよび、やがて終身職となり、何人もの Stadtpfleger が同時に存在した。
バイエルン州への移管後、アウクスブルクには2人の Bürgermeister職が設けられた。1919年に「市議会」が開設されることとなり、これ以後 Erste Bürgermeister（第一市長）が市の代表者となった。第一市長はもっぱら Oberbürgermeister（上級市長）の肩書きで呼ばれる。
第二次世界大戦後の上級市長を列記する。
| 名前                           | 在職期間  | 特記事項                                |
| ------------------------------ | --------- | --------------------------------------- |
| ルートヴィヒ・ドライフス       | 1945–1946 |                                         |
| オットー・ヴァインカム (CSU)   | 1946      |                                         |
| ハインツ・ホーナー (CSU)       | 1946–1947 |                                         |
| ニコラウス・ミュラー (CSU)     | 1947–1964 |                                         |
| ヴォルフガング・ペッパー (SPD) | 1964–1972 |                                         |
| ハンス・ブロイアー (SPD)       | 1972–1990 |                                         |
| ペーター・メーナッヒャー (CSU) | 1990–2002 |                                         |
| パウル・ヴェンゲルト (SPD)     | 2002–2008 |                                         |
| クルト・グリープル (CSU)       | 2008–2020 | CSUに所属するが選挙当時は無所属であった |
| エーファ・ヴェーバー (CSU)     | 2020-     |                                         |

2008年3月16日にクルト・グリープルは決選投票の末に当時現職のパウル・ヴェンゲルトを破り、2008年5月2日に上級市長職に就任した。

### 市議会
| 1972年以降の市議会議員選挙における政党別得票率 (%) | 1972年以降の市議会議員選挙における政党別得票率 (%) | 1972年以降の市議会議員選挙における政党別得票率 (%) | 1972年以降の市議会議員選挙における政党別得票率 (%) | 1972年以降の市議会議員選挙における政党別得票率 (%) | 1972年以降の市議会議員選挙における政党別得票率 (%) | 1972年以降の市議会議員選挙における政党別得票率 (%) | 1972年以降の市議会議員選挙における政党別得票率 (%) | 1972年以降の市議会議員選挙における政党別得票率 (%) | 1972年以降の市議会議員選挙における政党別得票率 (%) | 1972年以降の市議会議員選挙における政党別得票率 (%) | 1972年以降の市議会議員選挙における政党別得票率 (%) |
| 年                                                 | CSU                                                | SPD                                                | FDP                                                | Grüne                                              | ödp                                                | DKP/PDS/Linke                                      | REP                                                | NPD                                                | Pro Augsburg                                       | AfD                                                | その他                                             |
| -------------------------------------------------- | -------------------------------------------------- | -------------------------------------------------- | -------------------------------------------------- | -------------------------------------------------- | -------------------------------------------------- | -------------------------------------------------- | -------------------------------------------------- | -------------------------------------------------- | -------------------------------------------------- | -------------------------------------------------- | -------------------------------------------------- |
| 1972                                               | 44.9                                               | 46.5                                               | 2.3                                                | –                                                  | –                                                  | 0.7                                                | –                                                  | 0.9                                                | -                                                  | -                                                  | 4.7                                                |
| 1978                                               | 46.8                                               | 44.5                                               | 2.7                                                | –                                                  | –                                                  | 0.4                                                | –                                                  | 0.6                                                | -                                                  | -                                                  | 4.9                                                |
| 1984                                               | 32.9                                               | 44.9                                               | 1.3                                                | 4.2                                                | –                                                  | 0.2                                                | –                                                  | 0.7                                                | -                                                  | -                                                  | 15.8                                               |
| 1990                                               | 43.1                                               | 28.4                                               | 2.5                                                | 10.8                                               | –                                                  | –                                                  | 10.0                                               | –                                                  | -                                                  | -                                                  | 5.2                                                |
| 1996                                               | 44.1                                               | 29.4                                               | 1.7                                                | 10.5                                               | –                                                  | –                                                  | 2.8                                                | –                                                  | -                                                  | -                                                  | 11.5                                               |
| 2002                                               | 43.5                                               | 36.4                                               | 3.5                                                | 8.7                                                | 1.8                                                | 1.2                                                | –                                                  | –                                                  | -                                                  | -                                                  | 4.9                                                |
| 2008                                               | 40.1                                               | 30.1                                               | 2.7                                                | 10.3                                               | 1.5                                                | 3.5                                                | –                                                  | –                                                  | 9.4                                                | -                                                  | 2.4                                                |
| 2014                                               | 37.7                                               | 22.4                                               | 1.6                                                | 12.4                                               | 1.9                                                | 3.2                                                | –                                                  | –                                                  | 5.1                                                | 5.9                                                | 9.6                                                |
| 2020                                               | 32.3                                               | 14.3                                               | 2.3                                                | 23.4                                               | 2.2                                                | 3.7                                                | -                                                  | -                                                  | 1.8                                                | 6.6                                                | 13.4                                               |
| 2020年現在の 議席配分                              | 20                                                 | 9                                                  | 1                                                  | 14                                                 | 1                                                  | 2                                                  | –                                                  | –                                                  | 1                                                  | 4                                                  | 8                                                  |

1. ↑  2008年に左翼党（Linke）と改名
2. ↑  FREIE WÄHLER/FREIE WÄHLER Augsburg: 3議席、Augsburg in Bürgerhand: 1議席、Generation AUX: 1議席、Die PARTEI: 1議席、V-Partei: 1議席、WSA: 1議席

### 連邦議会選挙
アウクスブルクは第253アウクスブルク市選挙区に属す。この選挙区にはアウクスブルク郡のケーニヒスブルンも含まれる。

### 紋章
- 1811年から1985年まで用いられていた黄色い柱頭が描かれた市章
- 1985年以降用いられている市章

アウクスブルクの市章の公式な紋章学上の記述は、赤字と銀地に左右二分割。中央に緑のツィルベルヌス（直訳するとツィベルキーファーという植物の種子であるが、ここでは図案化されたマツカサ状の意匠を指す）。1985年以降、ツィルベルヌスは緑の柱頭の上に描かれている。市の旗はこれに対応して赤 - 緑 - 白である。
確認されている最も古いアウクスブルクの市章は1237年のもので、2つの塔がある胸壁の門とその上に星というデザインのものである。門の中には生命の樹が描かれていた。1260年からは、その下にブドウが加えられた。これはブドウの種名である「アウクステル」が市の名前を暗示するものである。
15世紀に紅白に左右分割された地の上に緑のブドウが描かれたものが現れ、マツカサ（ローマ時代の墓石の上に飾られていた）が発掘されたことで、1467年にこれに変更された。これ以後、ブドウの代わりにマツカサが描かれるようになった。柱頭は1521年に初めて見られ、1811年から城壁冠となった。このシンボルの意味は明らかでない。市の色は1372年以降、知られている。建都2000年を機会に1985年に紋章は時代趣味に従って新しく改変された。
ツィベルヌスは様式化されたマツカサでありローマ軍の軍団識別標識であり、後にラエティア属州の首都のシンボルとなった。現在もツィベルヌスは市内の至る所で見ることができる。

### 姉妹都市

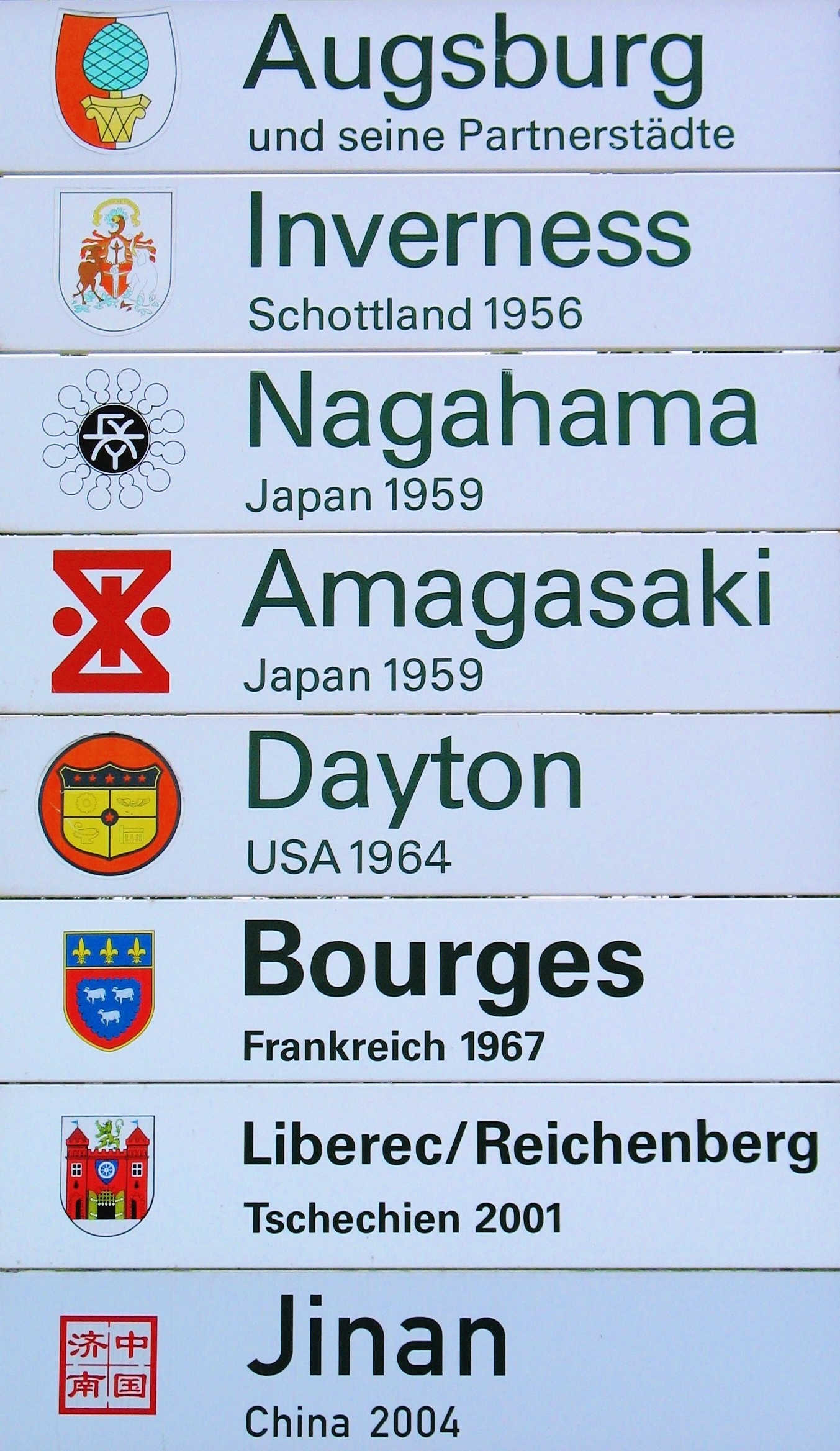
姉妹都市を示す看板

- インヴァネス（イギリス、スコットランド）1956年
- 長浜市（日本、滋賀県）1959年
- 尼崎市（日本、兵庫県）1959年
- デイトン（アメリカ合衆国、オハイオ州）1964年
- ブールジュ（フランス、シェール県）1967年
- リベレツ（チェコ、リベレツ州）2001年
- 済南市（中華人民共和国、山東省）2004年

他のドイツの都市と同様に、アウクスブルクの姉妹都市の歴史は第二次世界大戦後に始まった。1956年、ミュンヘンにあるイギリス総領事館からスコットランドの都市とアウクスブルクとの間で姉妹都市の提携を結びたいとの希望が示され、その候補として第3の都市であるインヴァネスが提案された。同じ年に公式な代表団の相互訪問がなされた後、継続的な文化交流がなされ、姉妹都市となった。興味深いことに、この姉妹都市協定は文書での契約が記録として残されていない。
最初のドイツ＝日本間の姉妹都市協定は、第二次世界大戦前にミュンヘンで学び、その研究に関連してルドルフ・ディーゼルに興味を持ってアウクスブルクをたびたび訪れていた一人の日本人、山岡孫吉の功績による。山岡は戦後、ヤンマーディーゼルの社長となり、ヴィッテルスバッハ公園に記念林を贈った。その後、彼は政治上、あるいは個人的な影響力を行使して、1959年に自らの会社の工場がある長浜市および尼崎市とアウクスブルク市の間で二重の姉妹都市協定を締結した。
そのわずか5年後に、今度はアメリカ合衆国の都市デイトンと姉妹都市協定を締結した。これは元々、1956年にアイゼンハワー大統領が発表した「ピープル・トゥー・ピープル」プロジェクトの一環であった。これに、デイトンを本拠とするアメリカのNCRコンツェルンのドイツ本部がアウクスブルクにあったことが、友好関係を助長した。最終的に姉妹都市関係は「シスター・シティー・コミッティー」（姉妹都市委員会）の創設により牽引された。
1963年の独仏友好条約を承けて、その1年後にアウクスブルク市議会はフランスの都市との姉妹都市協定を結びたい意向を示した。国際市長同盟での協議を経てフランス中央に位置するブールジュがその相手となった。姉妹都市協定は1967年4月に締結された。その以前から、良好な相互訪問や交流が行われている。
次の姉妹都市協定は、この31年後に締結されたのだが、これはそもそも第二次世界大戦直後にまで遡る。1955年にアウクスブルクはチェコの都市リベレツ（ドイツ名: ライヒェンベルク）からの避難民すべてに対する保護協力を申し出ていた。これに基づき、アウクスブルクの至る所で新しい家屋が見られるようになった。冷戦終結後に旧避難民たちはかつての故郷と定期的な相互訪問プログラムなどの、とりわけ文化レベルでの接触を再開し始めた。こうした交流が発展し、2001年5月1日に公式な姉妹都市協定が締結されるに至った。
1987年7月9日にバイエルン州と中国の山東省との間で姉妹州協定が締結された。これを承けて、省都である済南市がバイエルン州の都市との姉妹都市協定に関心を寄せた。相互訪問や公的接触の後、2004年9月3日に両市の市長は姉妹都市協定締結に関する公式文書を発効した。
このようにアウクスブルクは3つの大陸の7つの都市と姉妹都市協定を結んでおり、住民の相互理解を深めるような親密な交流を行っている。それは様々な分野でなされており、とくに交換留学、スポーツ・音楽・芸術交流、あるいは様々な郷土グループの相互訪問などの活動として表れている。

### 保護協力関係

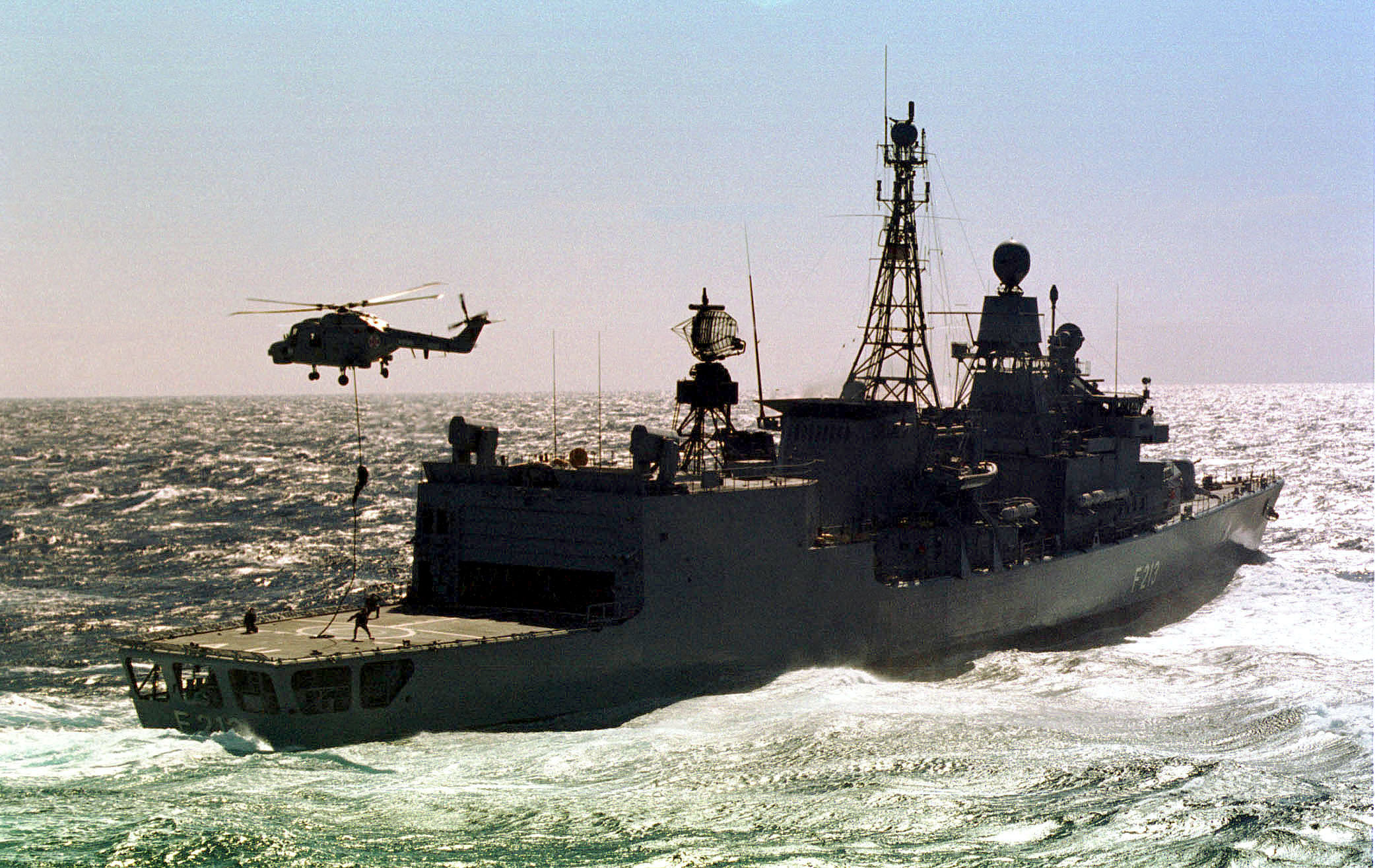
アウクスブルクと名付けられたフリゲート艦

1954年、ドイツ都市会議の提案を承けて、ゲッギンゲン市はズデーテン地方のノイデック市（チェコ名: Nejdek）およびノイデック郡からのドイツ人避難民に対する保護協力を引き受けた。アウクスブルクはゲッギンゲンを合併して以降、この保護協力関係を引き継いでいる。同じ年にアウクスブルク自身は、新たに市に昇格したシュヴァーベンのイレルティッセンの後見役となっている。
その1年後にアウクスブルクは、現在はチェコに属すライヒェンベルク（チェコ名: リベレツ）からのドイツ人難民すべてに対する保護協力を引き受けた。この関係から、鉄のカーテンが外された後、両者の間で公式な姉妹都市協定が結ばれた（姉妹都市の項参照）。
このフッガー都市はこの他に、いくつかの乗り物の後見役にもなっている。帝国時代の1909年からSMSアウクスブルク号という小型巡洋艦があり、連邦海軍は1958年からF222とF213の2隻のフリゲート艦に「アウクスブルク」の名をつけている。2008年からはアンマーゼー船団の客船アウクスブルク号が就航しており、ドイツ鉄道のICE 3型車両にも2002年からアウクスブルク号が登場している。

## 文化と見所
アウクスブルクは、歴史上常に文化的中心であり続け、現在もなお様々な文化・芸術分野で地域を越えて重要な都市である。
Augusta Vindelicorum としてローマ人が定住していた時代からは、わずかな出土品が保存されているが、その大部分が博物館で展示されている。現在も大部分が保存されているローマ時代のクラウディア・アウグスタ街道沿いに立つのが、最もよく当時の生活を感じ取る方法である。

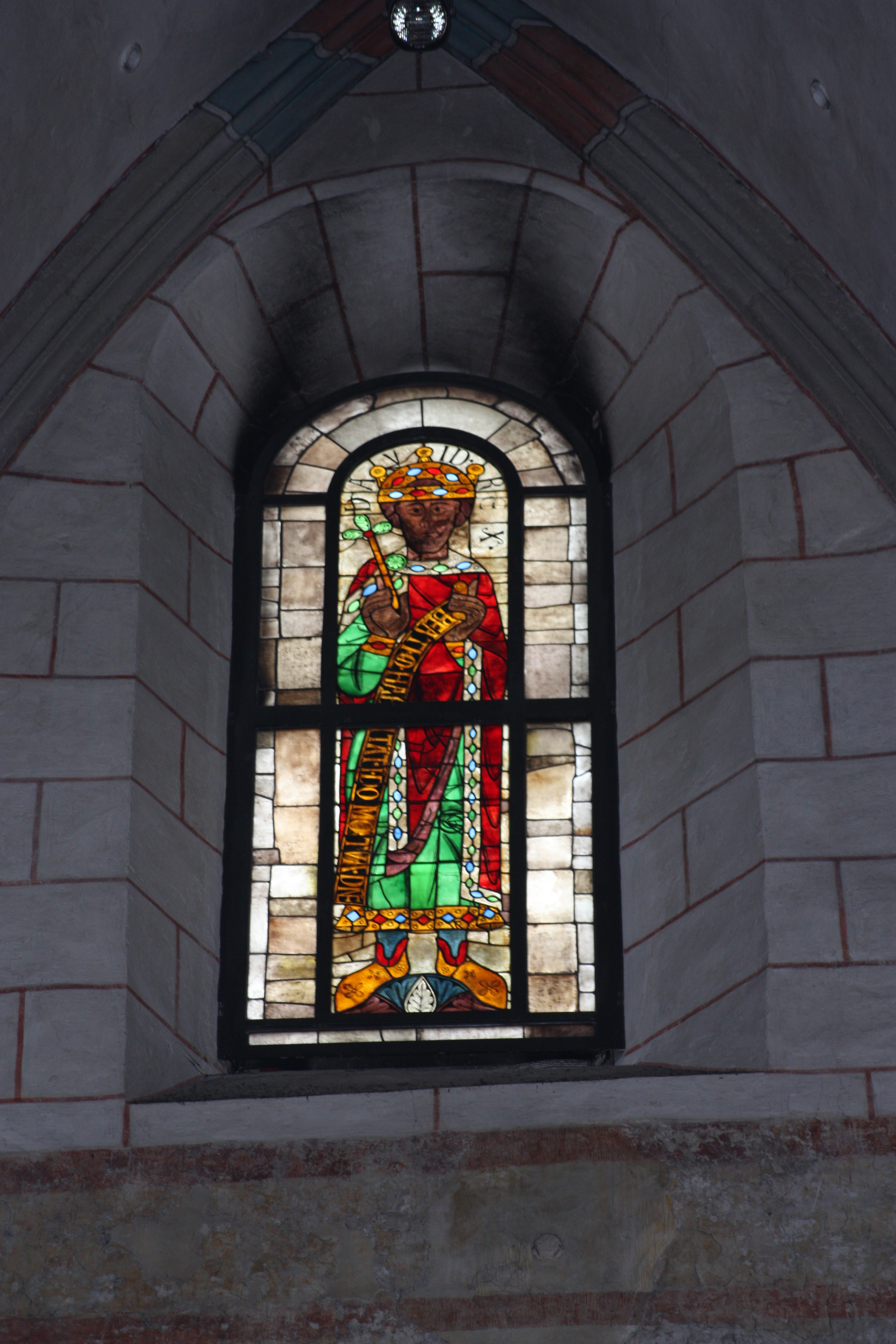
大聖堂のロマネスク様式のステンドグラス

中世には、街の姿を特徴付けるような建築物、特に宗教建築が建造された。なかでも重要なのは、「我らが聖母大聖堂」と「聖ウルリヒおよび聖アフラ教会」である。大聖堂の南のクリアストリーにある1140年頃に創られたステンドグラスは、ロマネスク様式のステンドグラスとして世界で唯一のものである。この時代のもう一つの重要な教会芸術作品が1065年に製作されたアウクスブルク聖堂のブロンズの扉である。この扉は2000年に修復された。

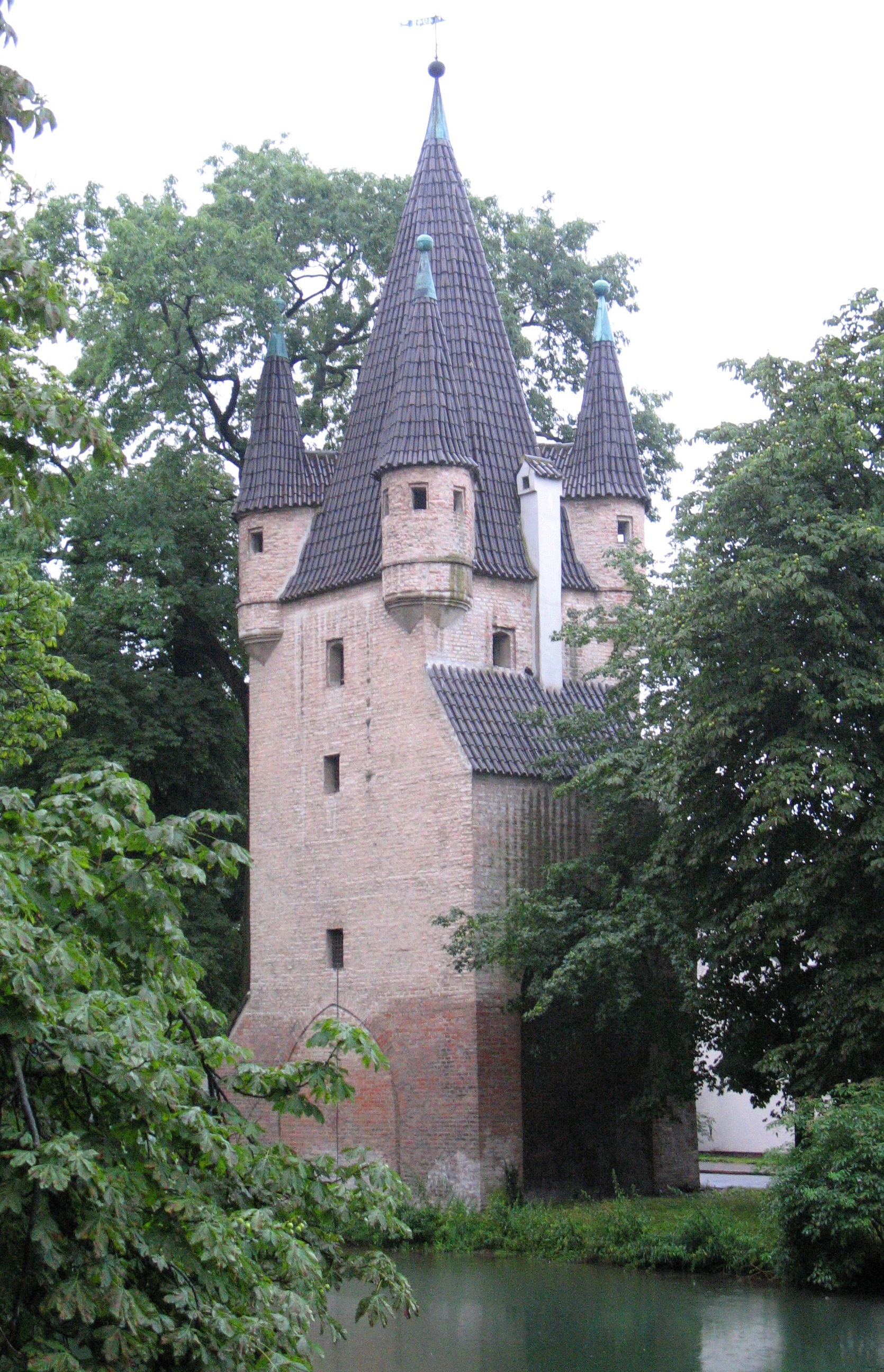
フュンフグラート塔

中世のアウクスブルクは大規模な防衛施設とそれを結ぶ市壁に取り囲まれていた。フュンフグラート塔やヴェルタハブルッカー門をはじめ、これらの施設の一部は現在も保存されている。市壁内には当時、金銀細工師が住んでおり、何世紀にもわたり高い名声を享受していた。その作品は現在も様々な博物館や展示会で見ることができる。この都市は現在も、この分野の手工芸品製造者人口が他の都市に比べて突出して高い。
ルネサンス期にアウクスブルクは圧倒的な隆盛を経験した。ハンス・ホルバインやハンス・ブルクマイアーといった傑出した芸術家がこの街で活動し、中央ヨーロッパで最も重要な文化的中心都市となったのである。この時代には、特にフッガー家やヴェルザー家といった裕福な商人の経済的援助を得て、重要で有名な建造物が建設された。エリアス・ホルは市庁舎を建設した。この建物は、アルプスの北側で最も重要な世俗ルネサンス建築と賞賛され、プラハトブルンネン（直訳すると「豪華な泉」、アウグストゥスの泉、ヘラクレスの泉、メルクリウスの泉の総称である）の上にそびえている。この他、フッゲライは最古の社会福祉住宅であり、現在も同じ用途に用いられている。

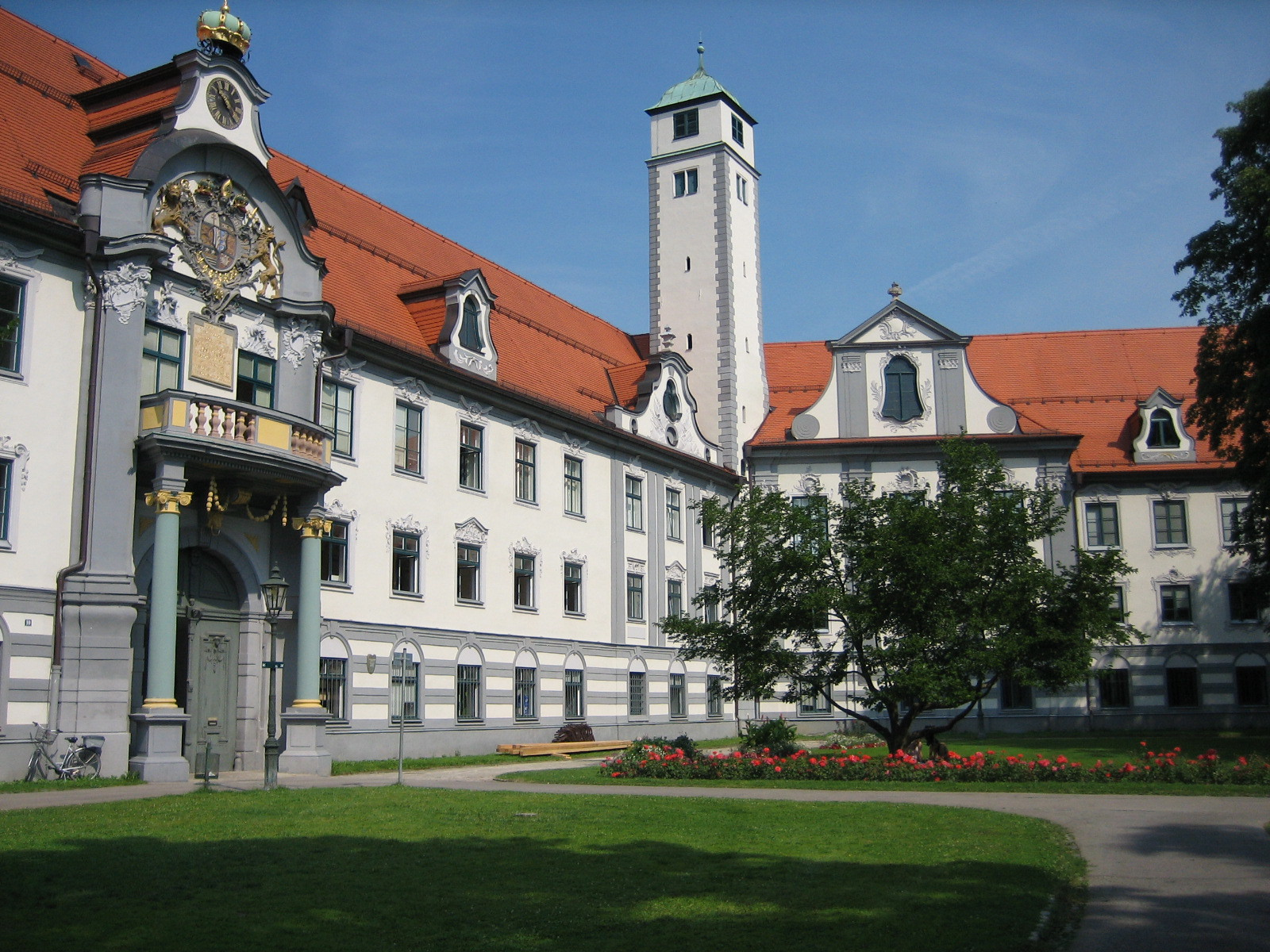
司教宮殿

その後の時代様式もアウクスブルクにその痕跡を残している。特にロココは、「アウクスブルク風」とも呼ばれ、この街に印を刻んでいる。この時代の建造物には、司教宮殿やシェツラー宮殿などがある。
産業革命の時代には、たとえばシュレーシェ・カッツンファブリーク、グラスパラスト、あるいはファブリークシュロスといった工場施設が建設され、現在はその大部分が別の目的（博物館や芸術ギャラリー）に用いられている。またGignoux家、ハーク邸、ジルバーマン邸といった工場経営者の邸宅も建てられた。ユーゲントシュティールはアウクスブルクにシナゴーグ、プファーゼー地区のヘルツ・イェズ教会やアルテス・シュタットバート、その他の風変わりな建物を遺した。
第二次世界大戦勃発前の1937年にアウクスブルク動物園が開園した。戦後この動物園はエキゾチックな動物を展示し、年間50万人を超える来園者がある、バイエルン＝シュヴァーベン地方で最も来訪者の多い文化施設である。
第二次世界大戦後には、特に大規模な催事場が造られた。なかでもローゼナウシュターディオンは当時最も近代的なスタジアムとして建設された。また、シュポルトハレ（体育館）、ホテル塔を併設した会議センター、クルト・フレンツェル・シュターディオンといった打放しコンクリートの建造物が多く建てられた。
バイエルン州文化財保護局が作成・発表している文化財リストには2009年の時点で1226件のアウクスブルクの個別文化財が登録されている。これは、この都市の全建造物の約1.6%にあたる。さらにアウクスブルクは20件の建造物群および65の広場ならびに通りの景観で構成される広域旧市街建造物群が登録されている。
- 聖ウルリヒおよび聖アフラ・バシリカ教会
- 大聖堂のブロンズの門扉
- ヴェルタハブルッカー門
- メルクリウスの泉
- シェツラー宮殿
- アウクスブルク体育館

### 博物館とギャラリー
マクシミリアン博物館は1855年に建設された建物で、2000年前後に大規模な改修がなされたが、その歴史モダンな雰囲気は保たれている。展示スペースは何階にもわたっており、彫刻、金細工作品、建築図面、市の歴史コレクションといった展示品目ごとに分けられている。また、一部入れ替え展示がなされている。

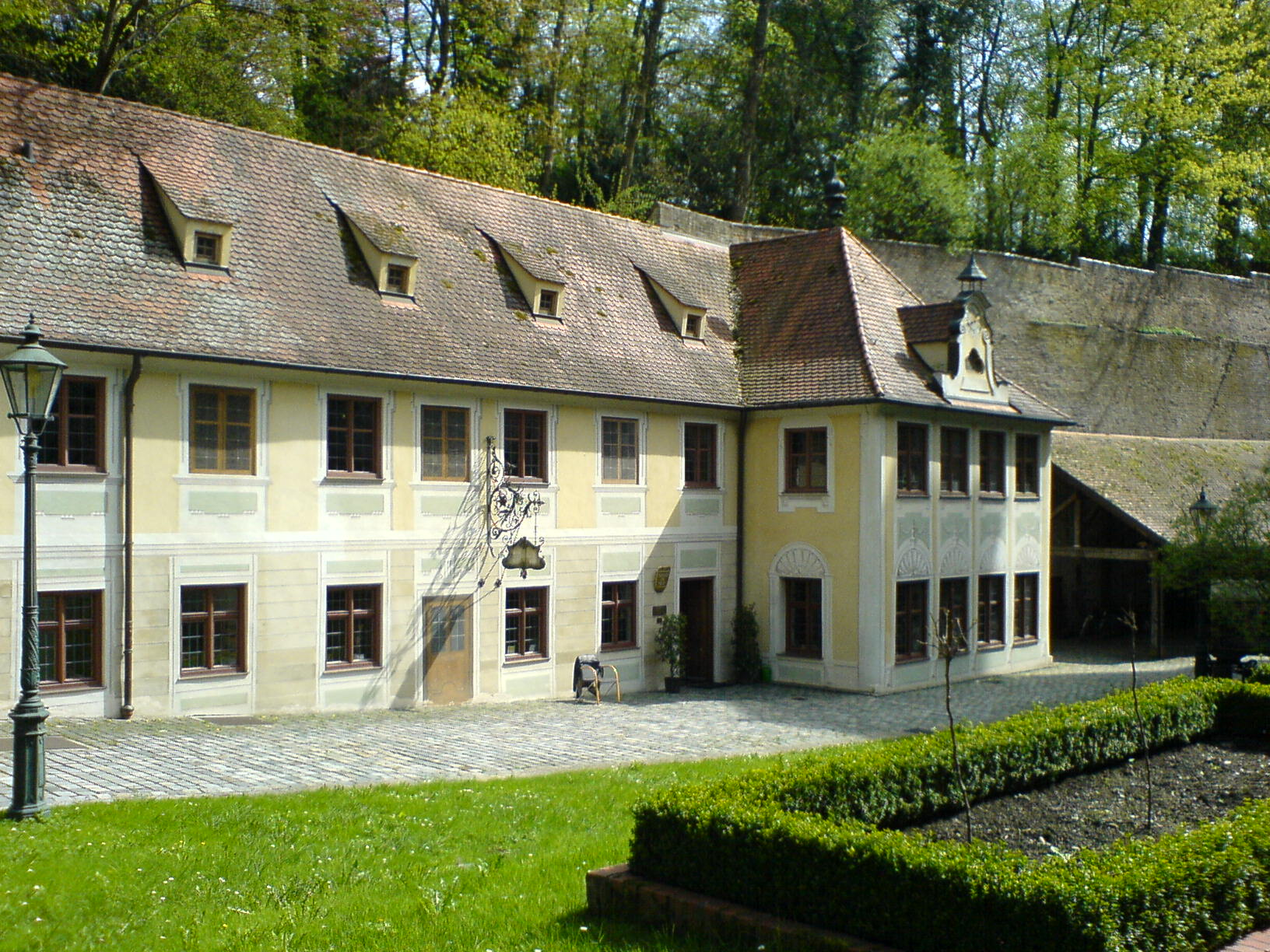
シュヴァーベン手工業博物館

シュヴァーベン手工業博物館はシュヴァーベン手工業会議所が運営する博物館で、たとえば理髪師兼外科医、馬具職人、靴作り職人、時計作り職人、パン焼き職人、製本職人、服飾雑貨製造職人といった古く、多くは後継者のいない手工芸について紹介している。ここでは、その設備、道具、材料を見ることができる。この他ツンフトに関する展示もある。
旧ドミニコ会聖マグダレーナ修道院の一角にあるローマ博物館にはアウクスブルクおよびその周辺地域で発見された石器時代から青銅器時代を経て古代後期・中世初期に至る考古学的出土品が展示されている。とはいえ、重点はやはりローマ属州の首都時代のものにおかれている。
2006年に徹底的な改修が行われたシェツラー宮殿は見応えのあるロココ建築であるが、その一方では多くの重要な芸術ギャラリーを内包している。ドイツ・バロックギャラリー、グラフィックス・コレクション、カールおよびマグダレーナ・ハーバーシュトック財団、カタリーナ教会の州立ギャラリー 「古いドイツのマイスター」がそれである。ここでは特にアルブレヒト・デューラーの作品を見ることができる。

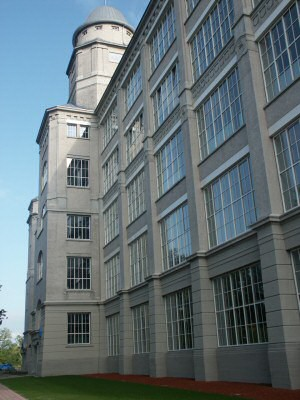
グラスパラスト

近代芸術愛好家にはヴァルター美術館やギャラリー・ノアがあるグラスパラストがよい。ここは5,500m2のスペースに収集家イグナツ・ヴァルターの私的コレクションが展示されている。コレクションの中心は現代美術である。ハイライトは、ピカソ、ミロ、ブラックといった優れた芸術家と多くの作品を共同で制作したエギディオ・コンスタンティーニのガラス芸術作品である。この他に、ピナコテーク・デア・モデルネ（ミュンヘン近代絵画館）の分館である州立近代芸術ギャラリーや、H2 現代芸術センターもある。
アイスホッケー博物館は、プレラーの近くにあり、たとえばグスタフ・イェネッケの遺品をはじめ、国内外の有名なホッケー選手に関する様々な展示を行っている。また、ドイツ名声の殿堂は選手、審判、トレーナー、事務方、ジャーナリストらを顕彰している。
ベルトルト・ブレヒトやレオポルト・モーツァルトの生家は、それぞれにちなんでブレヒトハウスおよびモーツァルトハウスと呼ばれ、この街の最も有名な出身者である2人のそれぞれの生涯や作品に関して展示を行っている。
アウクスブルガー・プッペンキステ（操り人形劇団）の操り人形博物館ディー・キステは旧聖霊病院内にあり、ウルメル、ジム・クノプフ（ジム・ボタン）、あるいはカレ・ヴィルシュといった「糸のスター」を展示されている。
16世紀にフッガー家によって建設されたことで有名な庶民住宅地フッガーライは、現在も住宅として活用されているが、その一部にフッガー博物館が設置されており、当時の生活を偲ぶことができる。
この他にも、このフッガーシュタットには様々なテーマの博物館やギャラリーが数多く存在している。さらに、アウクスブルク鉄道パーク、バイエルン紡績・工業博物館、ガス製造博物館は、2009年現在準備中もしくは開館直後であり、近い将来この街の重要な博物館にこの3館が加わる。
- マクシミリアン博物館
- ローマ博物館
- アイスホッケー博物館
- モーツァルトハウス
- アウクスブルク鉄道パーク

### 演劇と劇場

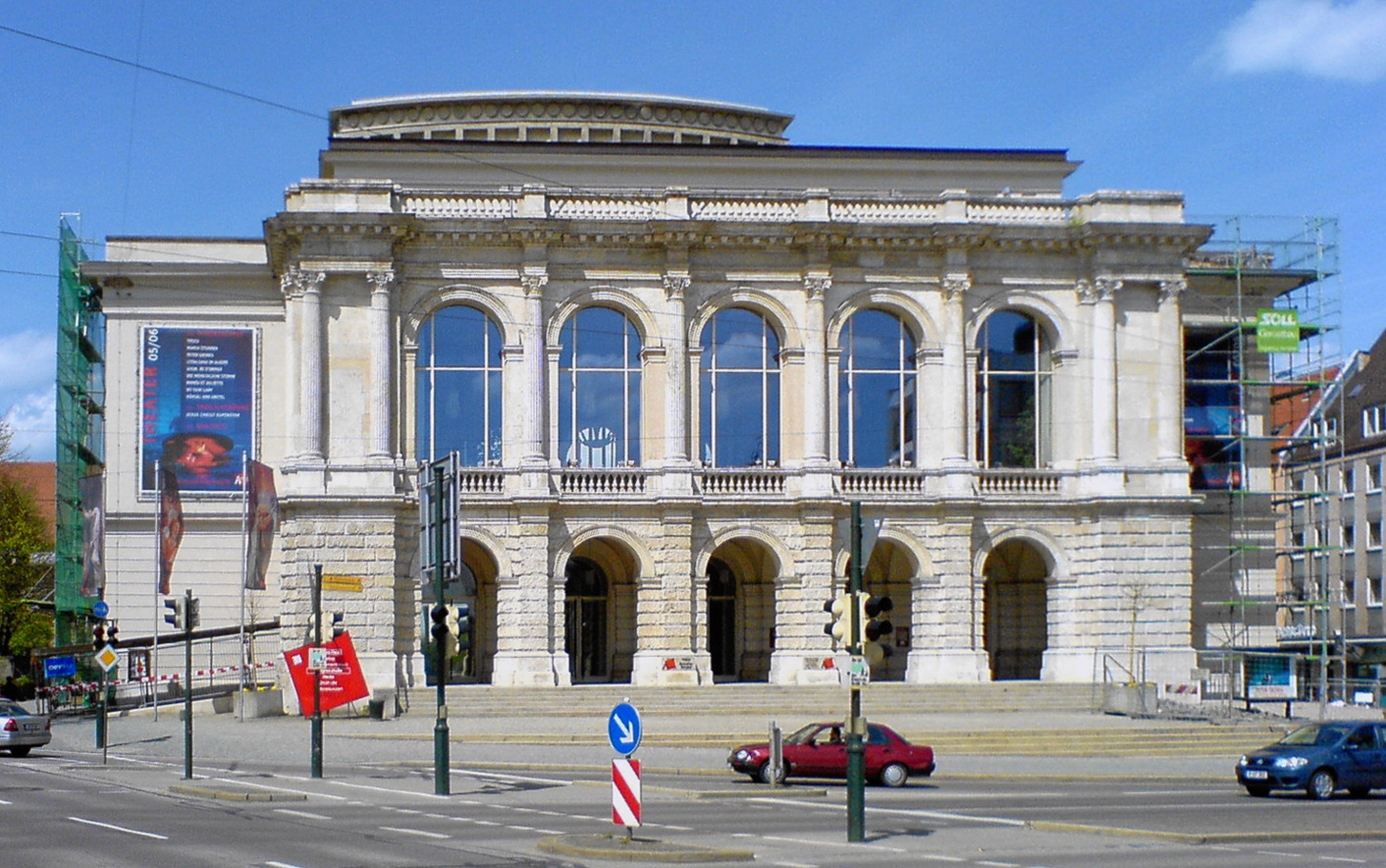
アウクスブルク市立劇場

この街の文化的重要性にふさわしく、アウクスブルクには多くの劇団・劇場がある。
アウクスブルク劇場はこの街の最も重要な劇団であり、音楽劇、演劇、バレエのアンサンブルがあり、多くの舞台（“大劇場”と呼ばれるアウクスブルク市立劇場、ブレヒト劇場、ホフマン＝ケラー、コングレスハレの赤の門の野外劇場）に出演する。
アウクスブルガー・プッペンキステはドイツ全土で有名で大人にも子供にも人気の人形劇場である。プッペンキステは、『氷から生まれた小さな恐竜ウルメル』(Urmel aus dem Eis) や『ジム・ボタンの機関車大旅行』(Jim Knopf und Lukas der Lokomotivführer) といった伝説的なプロダクトをこれまでに制作し、それにもかかわらず、モダンなテイストの新しい作品を成功させ続けている。
S’アンサンブル・テアターは地域を越えて注目を集める実験演劇グループで、はじめは野外劇場で上演していたが、やがてアウクスブルク文化工房で上演するようになった。S’アンサンブル・テアターの作品は、芝居、音楽劇、即興劇、象徴劇からパフォーマンスアートやインスタレーションまでと幅広い。
この街には、様々な種類の演劇に用いられる劇場や文化センターが数多くある。この他に、多くの学校にはそれぞれ演劇グループがある。アウクスブルク大学のロマニステンテアターもその一つである。
- Gignoux-Haus(ドイツ語版)内に2010年7月まで存在したアウクスブルク・コメディ劇場
- 赤の門の野外劇場（背後に見える塔が赤の門）
- アウクスブルガー・プッペンキステ

### 映画

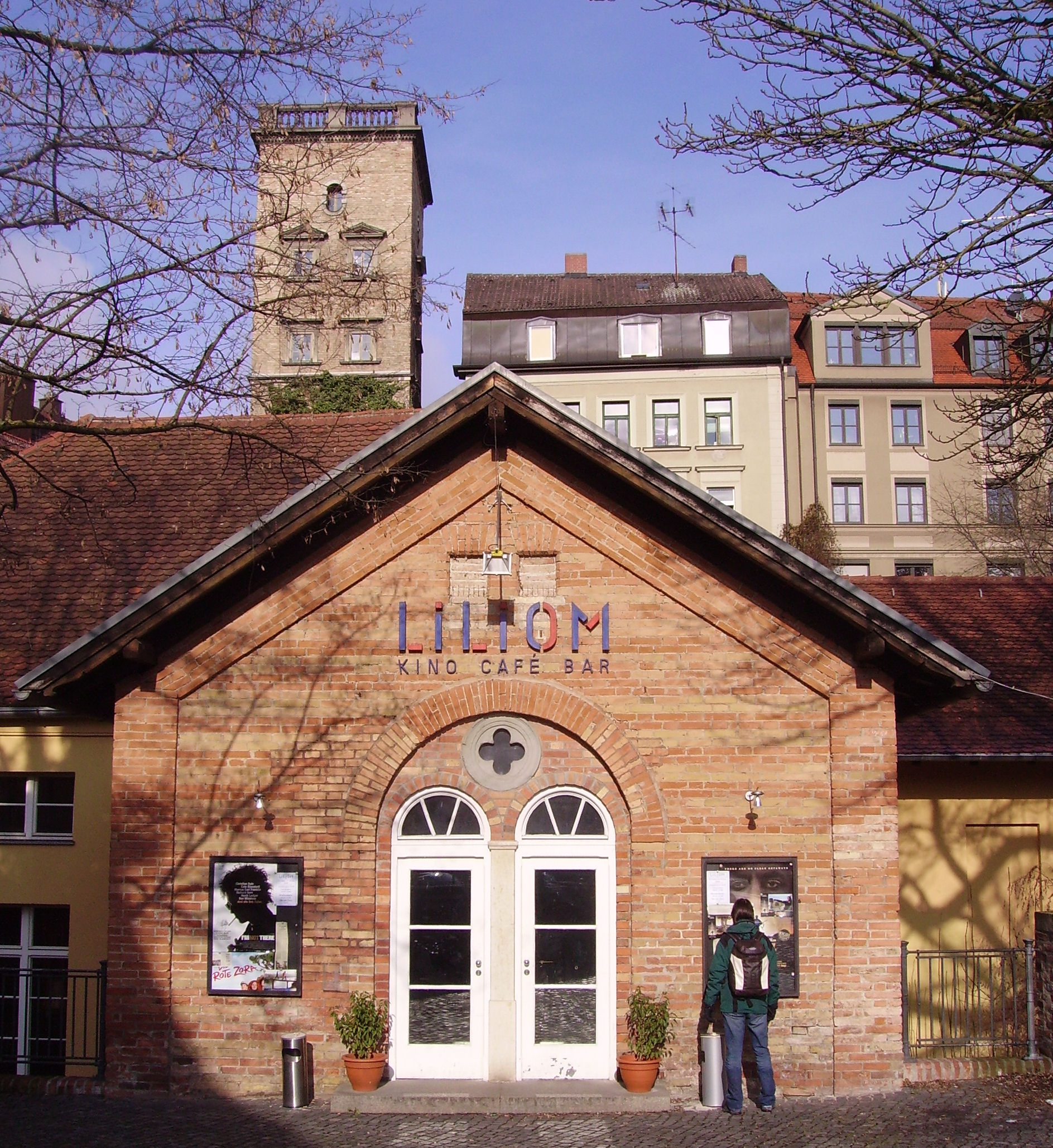
映画館 リリオム

アウクスブルクの映画館は長い歴史を持つ。記録に残る最初の映画上映は、1869年10月19日にユーデンベルクのコーヒーハウス「メルキュール」で行われた。この時には、たとえば列車が駅に到着する場面などのショートフィルムがシネマトグラフによって上映された。その後数年間は、移動式シネマトグラフによって様々な祭りの機会などに定期的に上映が行われていた。
最初の映画館は、日用雑貨商のフリドリン・ヴィトマンが経営するミュージック・ホールの施設を転用して1906年11月に開業した。このアウクスブルク最古の映画館Thalia-Theaterは、1909年の初めにこの名前がつけられたことがわかっている。
かつてあった映画館の多くは現在では閉館しているか、名前を変えている。2000年に造られた2つのシネマコンプレックス（1つはCinestar系列、もう1つがCinemaxx系列である）が、Capitol や Filmpalast といった伝統的な映画館の閉館の決定的な要因の一つであった。これらのシネマコンプレックスはハリウッドのブロックバスター映画を集中的に上映している。
リリオム（Liliom）やメフィスト（Mephisto）、ザフォイ（Savoy）、タリア（Thalia）といった小規模な映画館の多くは、商業ベースに乗らない「プログラム映画」を上映し、映画上映以外のイベントにもスペースを貸し出している。
毎年夏にアウクスブルガー・レヒ映画祭が開催される。この映画祭では、様々な地区 なかでも屋外プールや湖畔の野外劇場で毎日異なったジャンルの映画が大きなスクリーンで上映される。来訪者らはプラスチック椅子を持ち込んで座ったり、芝生に寝ころんだりして鑑賞する。
ドイツ全土で注目され、ドイツ映画奨励賞を受賞した2006年夏のバイエルン映画「Wer früher stirbt ist länger tot」（直訳すると「先に死んだ奴は長く死んでいる」）は、メフィストで封切られた。

### 音楽

#### バンド・演奏家
アウクスブルクはドイツ全土で知られたバンドや演奏家のふるさとである。最も有名なのは、1990年に結成された The Seer で、讃美歌風のロックとフォークの要素をミックスした作品を演奏する。
それよりも10年前に脚光を浴びたバンドが Impotenz で、はじめはその挑発的な歌詞が注目された。彼らの楽曲 "Nutten an die Macht" はバイエルン放送の放送禁止リストに挙げられた。彼らは1984年にロイ・ブラックとシングルを発表する予定であったが、その曲が健康的であるという理由で成立しなかった。
アウクスブルクでは、1960年代にはすでにバンド活動が行われていた。The Roughroads や The Shotgunsといった名前のこうしたバンドは、しかし地方レベルのバンドであった。これに対してもっと若い世代では Nova International や Anajo といったポップバンドが知られている。後者は、ブンデスビジョン・ソング・コンテストの2007年バイエルン代表で出場した。
Dear John Letter はポストロックのバンドで、地域を越えた成功を収めた。
The Cannonsでビート歌手としてのキャリアを踏み出し、その後ポピュラーミュージック（たとえば "Du bist nicht allein"）で成功したロイ・ブラックはアウクスブルク生まれではなく、数km南のシュトラースベルク（ボービンゲンの一部）出身である。ただし、その幼少期はこのフッガーシュタットと縁が深く、この街のホルバイン・ギムナジウムでアビトゥーアを取得した。
建都2000年の機会に制作されたアルバム「2000 Töne」で多くの有名なアウクスブルクのバンドの音楽を聴くことができる。

#### 合唱団
アウクスブルクの最も重要な合唱団にドームジングクナーベン（聖堂児童合唱団）がある。この合唱団は我らが聖母大聖堂（聖マリア聖堂）の援助の下で運営されている純粋な少年少女合唱団であり、このため「マリアナー」とも呼ばれている。長い歴史を持つ合唱団で、1439年に最初の記録が遺されている。聖堂での宗教儀式の際に定期的に演奏を行う他、団員はコンサートに出演し、国外ツアーにも出かけている。いくつかのレコードやCDでも知られている。
テアター・アウクスブルクは、専属の混声合唱アンサンブルを有しており、定期的にオペラやミュージカルの他、コンサートにも出演している。
2006年のモーツァルトイヤーをきっかけにアウクスブルク・モーツァルト合唱団はドイツ全土で知られるようになった。この合唱団は1976年に結成された経験豊かなアマチュアの合唱団である。主なレパートリーは独奏者やオーケストラとともに演奏するオラトリオが中心である。
この他に多くの合唱団があるが、その大部分はキリスト教団体、音楽学校や一般の学校に属している。なかでも混声合唱団アルベルト・グライナー・ジング・ウント・ムジークシューレや聖シュテファン・ギムナジウム合唱部は市外でもよく知られている。

#### オーケストラ
バイエルン室内フィルハーモニーは、1990年の創設ながら、アウクスブルクで最もよく知られたオーケストラである。この室内オーケストラは、特に古典派音楽と現代音楽の演奏を行っており、独自の音楽世界を築いている。この功績により1996年にヨーロッパ経済奨励賞とヨーロッパ地域文化賞の2つの重要な賞を受賞した。
アウクスブルク・フィルハーモニー管弦楽団はアウクスブルク劇場に所属するオーケストラで、年間120に及ぶ音楽劇公演に出演しているほか、独自のシンフォニー・コンサートのシリーズを持っている。70人の音楽家は、並行して独自の演奏活動や合唱団との共演も行っている。
アウクスブルク南地区にある東欧の学生のためのブコヴィナ財団は1991年から、約30人のアマチュア音楽家や音楽大学の学生で構成される独自のサロン・オーケストラを有している。この若いオーケストラは国外ツアー（主に東欧諸国）を行い、大きな成功を収めた。
これらの他にも、多くの学生、組織、音楽愛好者らが作っているオーケストラがあり、この街は音楽イベントに恵まれた環境にある。

### 文化イベント

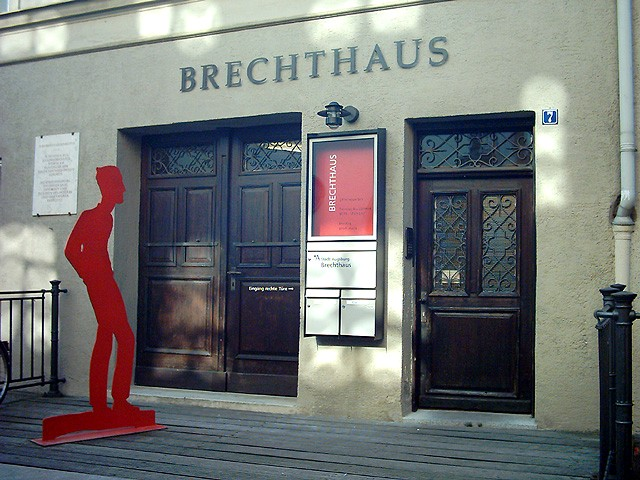
ブレヒトハウス

アウクスブルクは、その長い歴史の中で重要な人物を何人か輩出しており、その記念の年を機会に大規模なイベントがなされている。ベルトルト・ブレヒトに関しては、文学プロジェクトや舞台上演など、定期的に大きなイベントが開催されている。
アマデウス・モーツァルトの父親レオポルトや家族がこの街および周辺地域の出身で、アマデウス自身もこの街の少女に幼い恋を経験したことから、2006年のいわゆるモーツァルトイヤーにあたり、アウクスブルクは重要なモーツァルトシュタット（モーツァルトゆかりの街）として名乗りを上げた。その一環として無数のコンサートやイベントが開催された。
1985年から毎年3月にアウクスブルク国際映画の日が開催されている。このイベントは4つのサブイベントに分けられる。アウクスブルク子供映画祭、独立系映画の日、アウクスブルク短編映画の週末および若手映画監督や映画を学ぶ学生による国際シンポジウム「明日の映画」である。この映画祭は2006年に財政難に陥ったが、同じ年の秋には再開され、今後も開催されていく予定である。

### その他のイベント

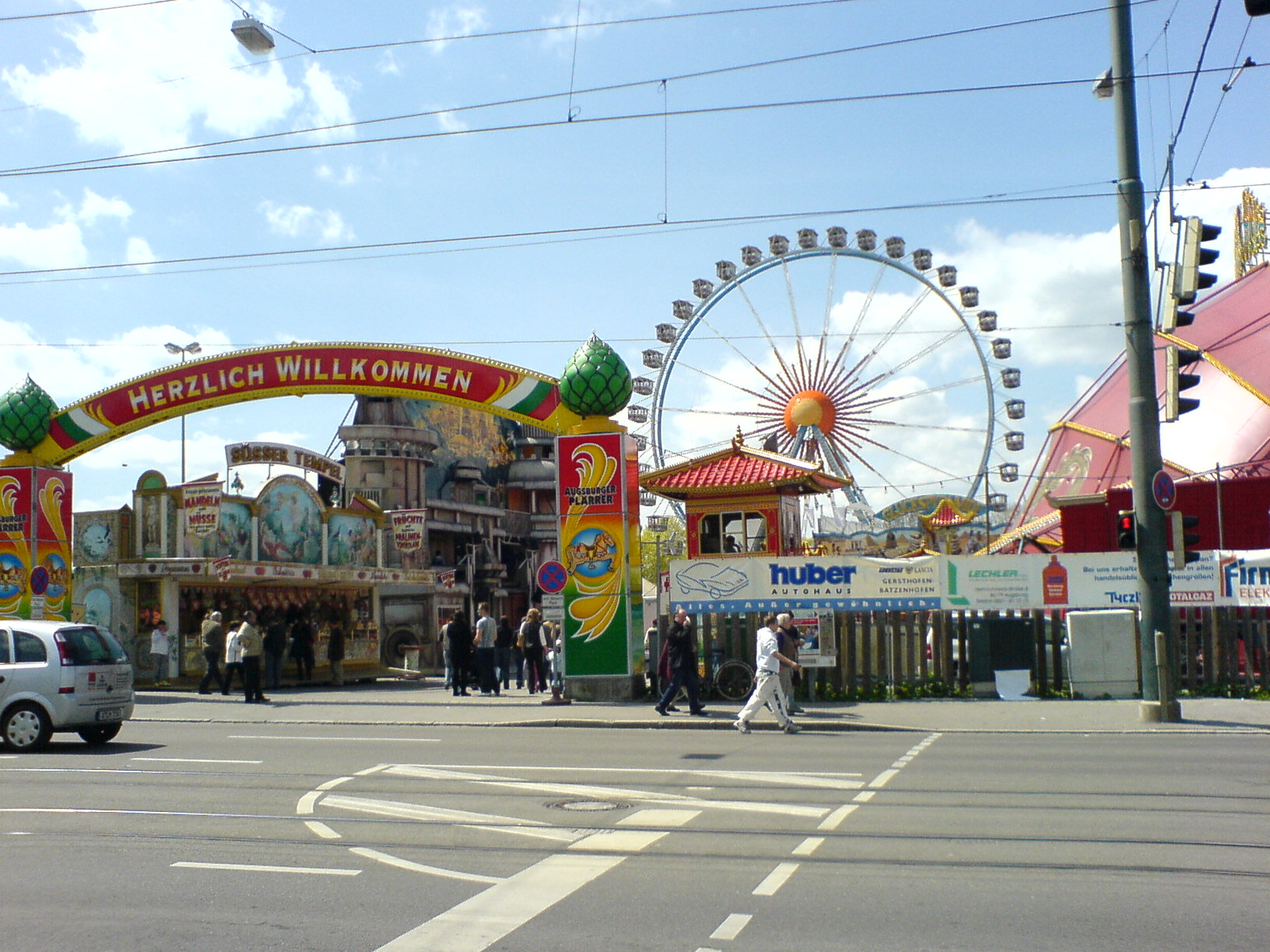
2006年、復活祭のアウクスブルガー・プレラー

アウクスブルガー・プレラーはバイエルン＝シュヴァーベン地方最大、バイエルン州で3番目の規模の民衆祭で、早春（復活祭の日曜日から始まる）と晩夏（8月末から9月の初め）の年2回開催される。プレラーは市立野外プール近くのいわゆる「小練兵場」を会場に、約2週間の日程で開催される。興行師は主に南ドイツから集まってくる。この民衆祭は千年の歴史を有し、毎回1日あたり数千人の来訪者がある。ベルトルト・ブレヒトは1917年に詩『プレラーの歌』でこの祭りを詠っている。
2番目に大きな民衆祭は、かつては教会祭であったアウクスブルガー・ドゥルトである。この祭りではヤーコバー紋とフォーゲル門の間、約1kmの連邦道を使って年の市が開催される。ドゥルトは年2回で、数千人が訪れる。開催は、復活祭頃（早春のドゥルトまたはオスタードゥルト）と聖ミヒャエルの日である9月29日頃（秋のドゥルトまたはミヒャエリドゥルト）である。
聖ミヒャエルの日は、トゥーラミヒェーレと呼ばれる 大天使ミカエルのからくり人形を見物できる年に1度の機会である。この人形は毎正時にペルラハ塔の一番下の西窓に現れ、鐘の音に合わせて槍で悪魔を突く。この日、ラートハウス広場（市庁舎前広場、ペルラハ塔もこの広場に面している）では大規模な子供祭りが開催されている。
毎年、アドヴェントの時期にはラートハウス広場でアウクスブルクのクリスマス市が開催される。この市場は1498年の記録が遺っており、このためドイツで最も古いクリスマス市の一つとされている。1977年からはアドヴェントの週末と市場の開閉幕時に「エンゲレスシュピール（Engelesspiel：天使の芝居）」が行われる。これは24人の天使に扮した子どもらが市庁舎のバルコニーに登場するというものである。
1555年、カトリックとプロテスタントの間の初の平和協定であるアウクスブルクの宗教和議と帝国執行令の舞台となったアウクスブルクは自らを「平和都市」と称し、3年に1度アウクスブルク平和賞を授与している。これまでの受賞者の中には、ミハイル・ゴルバチョフやリヒャルト・フォン・ヴァイツゼッカーらがいる。

### ナイトライフ
アウクスブルクのナイトライフの中心はマクシミリアン通り周辺で、特に近年多くのバー、クラブ、カフェができ、幅広いスタイルの遊びを提供している。2016年以降、毎年夏に「アウクスブルガー・ゾンマーネヒテ」と呼ばれるオープン・エアー・ストリートフェスティバルが開催されている。

### 名物料理

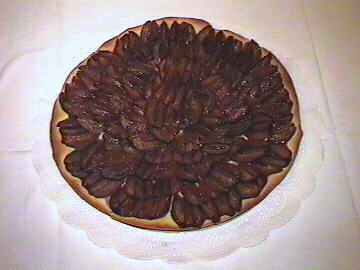
ツヴェチュゲンダッチ

最もよく知られた郷土料理は、アウクスブルク市民のあだ名にもなっている「ツヴェチュゲンダッチ」(Zwetschgendatschi) という焼き菓子である。これはスポンジ生地あるいはビスケット生地を焼き、その上に半分に切ったプラム (Zwetschge) を敷き詰めたもので、この街で創案された。このためアウクスブルク市民を「ダッチブルガー」(Datschiburger) と呼ぶ。
もう一つのポピュラーな料理がヴァイスヴルスト（白ソーセージ）で、バイエルン食肉販売連盟はこの街をミュンヘンに次ぐ第2の本場としている。「本場ミュンヘンの白ソーセージ」 (Original Münchner Weißwurst)という肩書きは、アウクスブルクの食肉業者もこの肩書きを使う権利を有する形で商標・特許局に出願されている。
アウクスブルク料理の典型的な付け合わせは、小麦粉、卵、塩から作った麺をゆでたシュペッツレ（de:Spätzle）である。これを別の料理として供される変則的な場合もある。こうしたアウクスブルク風の食し方は元々アルゴイ地方(de)でなされていたものである。この料理は焼タマネギやサラダとともに供される。
この他に、シュプフヌーデル(de)やシュヴァインスブラーテン（ローストポーク）はバイエルン全土で大事にされている郷土料理である。

## スポーツと余暇
アウクスブルクにはプロサッカークラブのFCアウクスブルク (FCA) がある。1907年に創設されたこのクラブは23年ぶりにレギオナルリーガ・ジュートで優勝し、ブンデスリーガ2部に復帰した。ヘルムート・ヘラー、クリスティアン・ホッホシュテッター、ベルント・シュスター、アーミン・フェーら多くのタレント選手を輩出したFCAは、1970年代半ばの最盛期に記録した、ホームゲームの1試合平均入場者数23,000人というバイエルンリーガ記録を持っている。
TSVシュヴァーベン＝アウクスブルクはFCAに次ぐ伝統を持つサッカー部門を有するクラブである。しかし、このクラブを有名にしているのは別の種目、特にカヌーおよびカヤックの部門で、オリンピックのゴールドメダリストを3回（1992年、1996年、2008年）輩出している。また、TSVシュヴァーベンの女子サッカー部門は、TSVプファーゼー・アウクスブルクとともにレギオナルリーガ・ジュートでプレイしている。
この街で最も人気のプロ・スポーツは、ドイツ・アイスホッケー・リーガ (DEL) 1部でプレイするアウクスブルガー・パンサーである。このチームは1878年にドイツ初のスケートクラブとして設立されたアウクスブルガーEVを母体とする。クラブは後継の会社が運営しており、このクラブ自身にもアマチュアのアイスホッケーチームがある。EG Woodstocksがアウクスブルクの3つめのアイスホッケーチームである。
トゥルンフェライン・アウクスブルク1847（体操クラブ・アウクスブルク1847）は様々な種目で大きな成果を上げているこの街第2のスポーツクラブである。ファウストボール、リズミック・スポーツ体操、体操ジュニア団体でドイツチャンピオンになっている。
1999年にそれまで多くのクラブが合併する形で設立された DJK アウクスブルク＝ホッホツォルは、特にハンドボールやバレーボールで高い評価を得ている。男子チームは一時期、ブンデスリーガ1部に昇格したこともある。
1970年代にクロアチア人によって設立された FC エニコン・アウクスブルクは、1995年に廃止されるまで、ドイツで最も成功した移民のクラブであった。最終シーズンは、当時のドイツのサッカーシステムでは4番目のリーグであったバイエルンリーガでプレイした。
ポストSVアウクスブルクは、1966年の卓球ブンデスリーガ発足時の参加クラブの一つで、6年間このリーグでプレイした。降格された後、復帰は果たせていない。このクラブでプレイした有名選手には、ペーター・シュテーレ、トニ・ブロイマイアー、マルティン・ネスらがいる。

### スポーツイベント

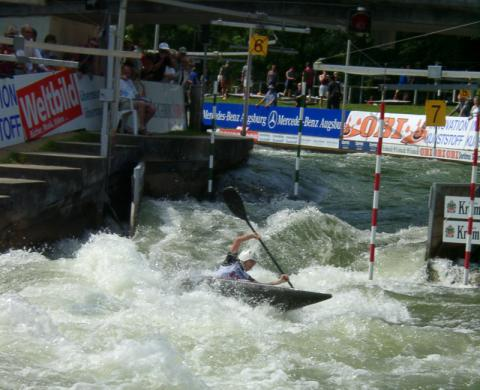
アウクスブルガー・アイスカナル

アウクスブルク最大のスポーツイベントは毎年夏に開催されるアウクスブルガー・シュタットラウフ（アウクスブルク都市レース）である。2008年のこのイベントには約5,000人のプロ選手やアマチュア・アスリートが参加した。参加者は4つのコースで競い合う。この都市レースはバイエルン＝シュヴァーベン地方最大の大衆スポーツイベントである。
2番目に大きなイベントは、RT.1 スケート・ナイト・アウクスブルクで、やはり毎年夏に何日もの会期をかけて開催される。名前のRT.1は、メインスポンサーであるラジオ局の名前である。数時間の間通行止めにされた大都市の道路や広場を平均4,000人のインラインスケート愛好者らが滑って楽しむのである。
カヌー競技のワールドカップは毎年アウクスブルクにやってくる。アウクスブルクには世界最高の人工急流アイスカナルがあり、カヌー競技の連邦トレーニングセンターが置かれている。ワールドカップ期間中、数日間にわたって毎日数千人のスポーツファンが見物に訪れる。2003年にはここでカヌー競技の世界選手権も行われた。
この他に、市内の様々な地区で無数の、特に若者向けの、スポーツイベントが開催されている。ショッピングセンター「シティー・ギャラリー」前のヴィリー・ブラント広場では、毎年クリスマスの少し前に大規模なスノーボード・レイルバトルが開催される。このイベントには15,000人以上の観客が集まり、アメリカからプロ選手が参加するほど有名なイベントとなった。
変わった競技では、2000年から毎年謝肉祭の火曜日に開催されていたアウクスブルク背走レースがあった。このレースは2007年に中止された。
アウクスブルクは2009年に完成したインパルス・アリーナを使って、2011年女子サッカーワールドカップの競技を行った。

### 余暇・スポーツ施設

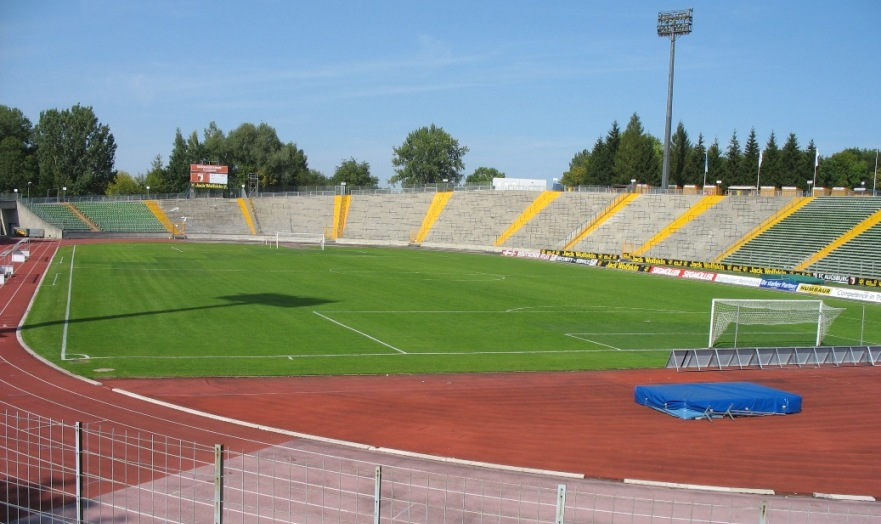
ローゼナウシュターディオン

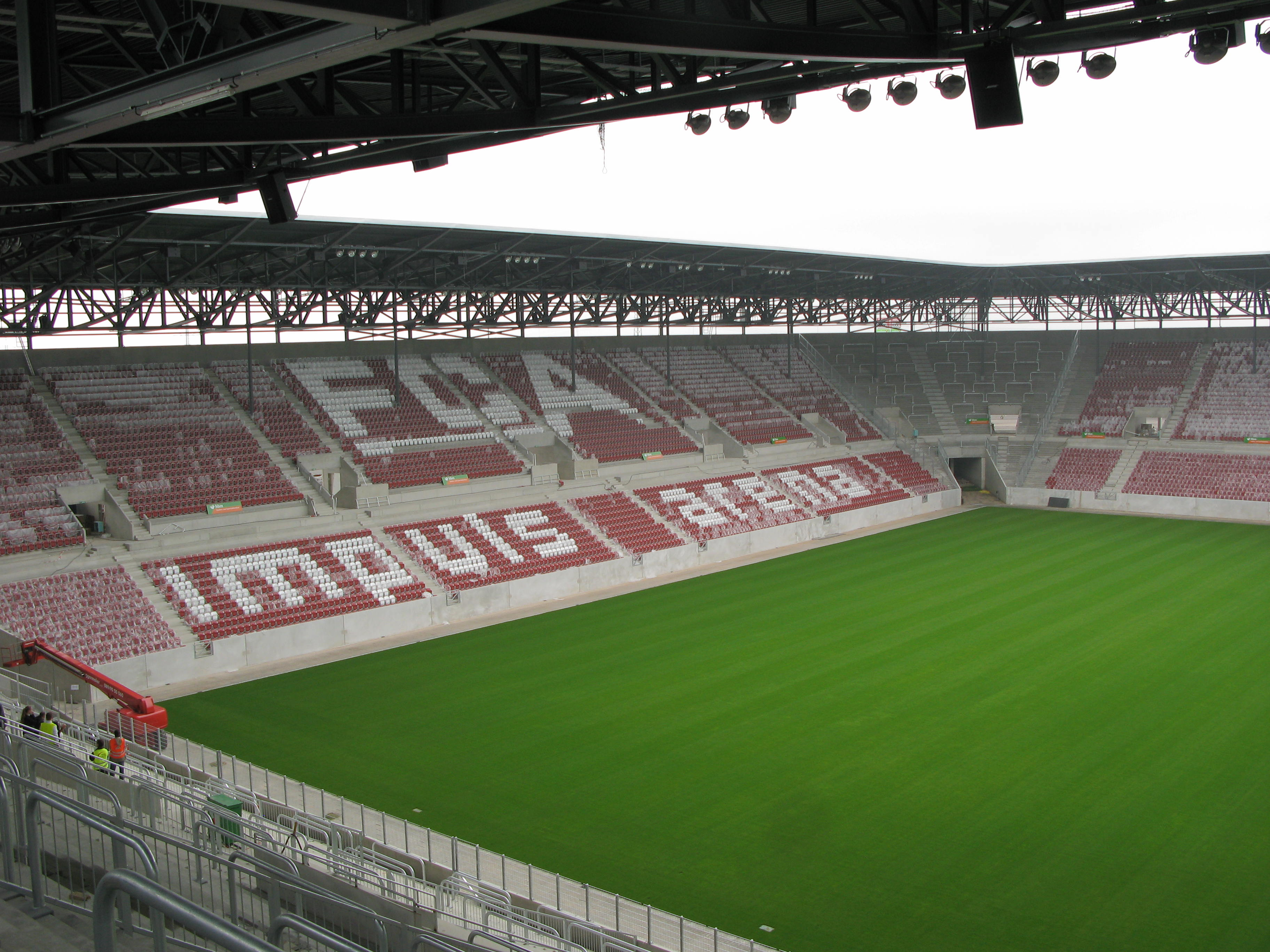
WWKアリーナ

1949年から1951年に、当時アウクスブルク最大で最も有名なスポーツ施設として建設されたローゼナウシュターディオンは、ヨーロッパで最も近代的なスタジアムの一つであった。ミュンヘンのオリンピアシュターディオンが完成するまではドイツのスポーツ施設の中で重要な地位を占め、1972年ミュンヘンオリンピックでも多くのサッカー予選試合や陸上競技の一部種目がここで行われた。2009年の時点ではFCアウクスブルクのホームスタジアムとなっている。

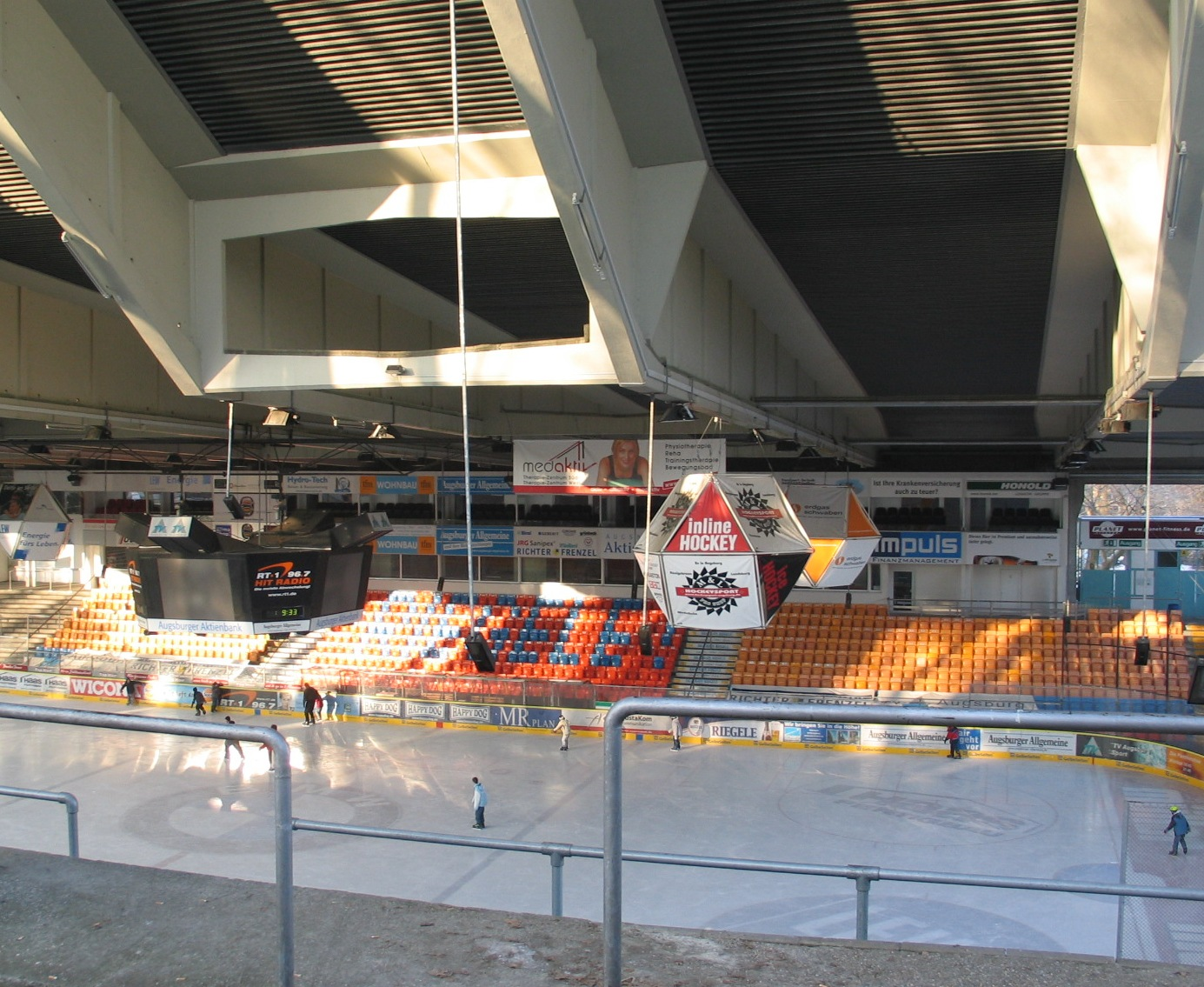
クルツ・フレンツェル・シュターディオン

1963年11月2日にオープンしたクルト・フレンツェル・シュターディオンは、アウクスブルク・パンサーのホームスタジアムとして使われているが、アイスホッケーのブンデスリーガ1部および2部のホームスタジアム中、天井が完全に閉鎖されていない唯一の施設である。このスタジアムは2010年から2011年に改装され、天井も完全に封鎖される。
スポーツハレ・アウクスブルク（アウクスブルク体育館）は1965年に、アウクスブルクでは第二次世界大戦後初の大規模なホール建築としてオープンした。プレストレスト・コンクリート製の吊り天井構造は建築上の優れた業績であると評価され、2003年に文化財リストに登録された。ミュンヘンオリンピックの際にはハンドボールとバスケットボールの試合が行われた。現在ではコンサートや文化行事の開催に利用されている。
ミュンヘンオリンピックの競技に利用された第3の施設は、このオリンピックのために造られたアウクスブルガー・アイスカナルで、ここではオリンピックのすべてのカヌー競技が開催された。世界初の人工急流は24,000の観客が観戦でき、その後はカヌー・スラロームのワールドカップが開催されている。
エルンスト・レーナー・シュターディオンは、ローゼナウシュターディオンに次ぐフッガーシュタットで2番目に大きなスタジアムで、TSVシュヴァーベン・アウクスブルクがホームスタジアムとしている。このスタジアムは南部スポーツ公園の敷地内にある。南部スポーツ公園はジーベンティシュヴァルトの西端にあり、運動競技場とランニングコース（たとえば、マックス・グートマン・ランニングコース）がある。

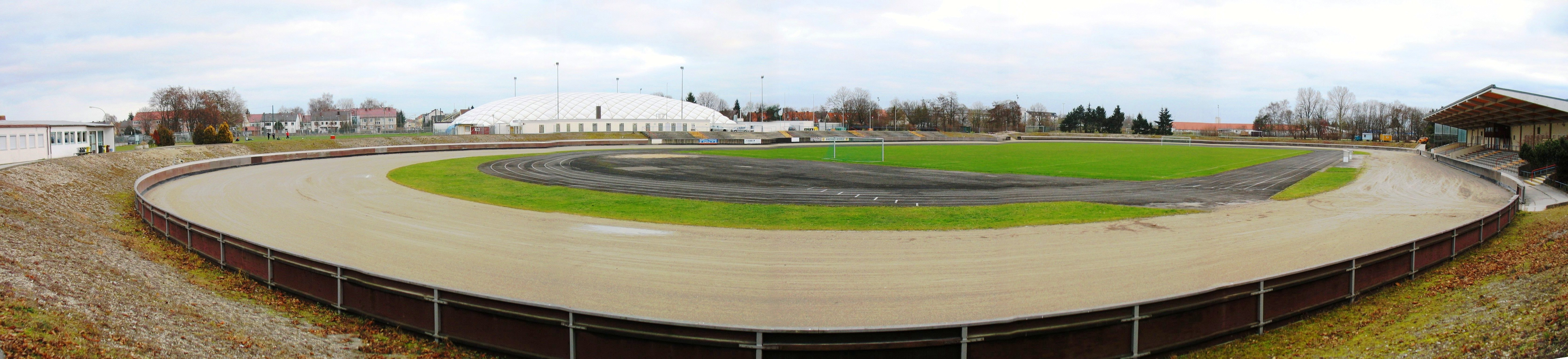
ハウンシュテッテン競技場

この他にもいくつか競技場がある。たとえば、ハウンシュテッテン競技場（芝生のグラウンド、陸上競技用の400mトラックと、その外側に1970年代以降国際大会が開催されているダート競技用の500mの砂地競技場）、パウル・レンツ競技場（FCアウクスブルクのトレーニンググラウンド）、ゲッギンゲン地区のカール・メーゲル競技場とアントン・ベツラー体育館などである。1988年以降レヒハウゼン地区には、アウクスブルク自転車スポーツ協会の200mの室内自転車競技場がある。
ローゼナウシュターディオンの後継となるアウクスブルク最大の競技場としてWWKアリーナが2009年に完成した。この新しいスタジアムはサッカー専用スタジアムであるが、コンサートなどの大規模イベントに使用できる。第2期拡張工事後には48,860人収容となる。
アウクスブルクには4つの室内プールがある。アルテ・シュタットバート、シュピッケルバート、ハウシュテッテン室内プール、ゲッギンゲン室内プールである。さらに屋外プールは5つある。ファミリープール、ベーレンケラー・プール、レヒハウゼン・プール、フリッベ、ハウシュテッテン自然屋外プールである。

### 緑地と公園
アウクスブルクは、1997年に「ヨーロッパで最も緑に恵まれた居住価値の高い都市」の肩書きを獲得する以前からすでに、緑地、公園、庭園が極めて多い。こうした施設は建て込んだ都会の空間にゆとりを与え、住民に憩いと安らぎの機会を提供している。
最もよく知られた公園は市の心臓部にあたるケーニヒスプラッツに面した公園である。中央に泉を配した樹木の多い緑地は、市電やバスといった近郊公共交通機関の同名の停留所に隣接している。この公園は1911年の駅前地区再開発により設けられたが、現在では評判は芳しくなく、特に夜にはアルコール中毒者や薬物依存者が集まり取引する場所になっている。

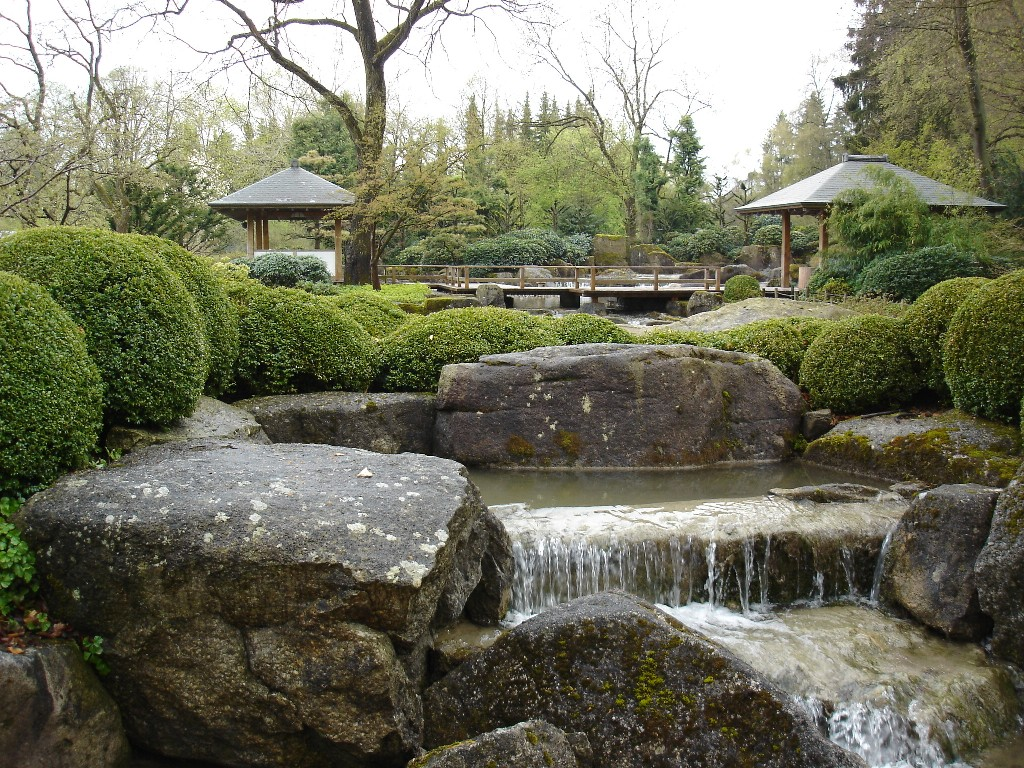
アウクスブルク植物園の日本庭園

ジーベンティシュヴァルトの北端にある植物園では、少額の入場料と引き替えに、約10haの敷地内にある日本庭園、樹木および薬草園など様々な種類の庭園を楽しむことができる。敷地内全体であわせて100万株の球根植物、1200種以上のシダや野草、280種のバラ、450種の樹木があり、温室内では1,200種の植物が栽培されている。
面積20.8haのヴィッテルスバッハ公園は、建て込んだ市街地内では最大の緑地であり、その北東に位置するシュタットガルテンやヴェルタハ渓谷の斜面とともに1980年に風致地区に指定されている。貴族のヴィッテルスバッハ家の名前を冠したこの施設は1906年が初出であるが、その前身となる緑地はそれよりもずいぶん前からすでにあった。見本市会場が建設されるまではアウクスブルクの春の見本市はこの空き地で開催されていた。1944年にヴィッテルスバッハ公園の地下に長さ1kmにおよぶ防空壕が掘られ、その一部は現在も遺っている。

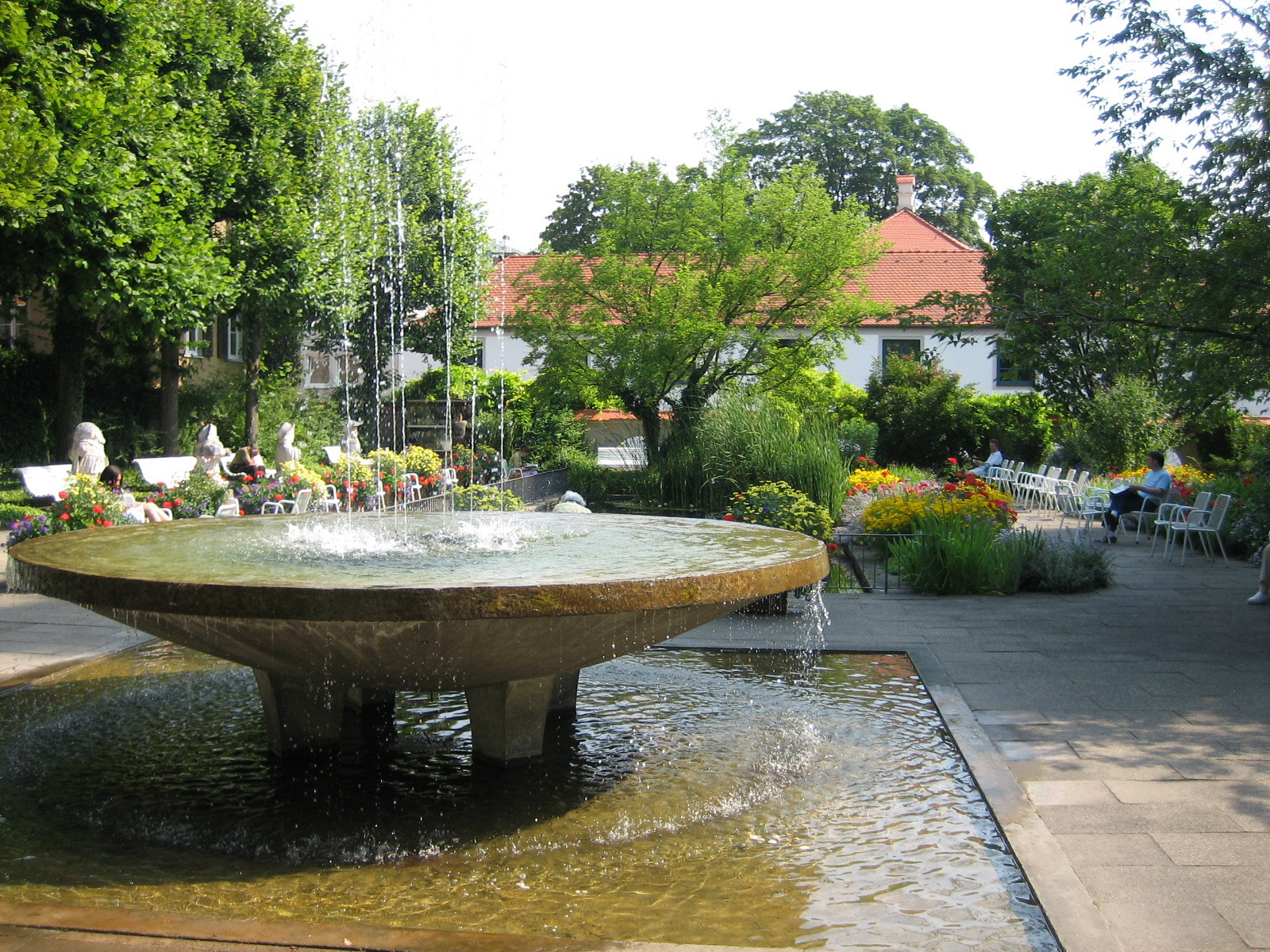
ホーフガルテンの噴水

ホーフガルテン（宮廷庭園）は1739年から1744年に造営されたが、司教宮殿の敷地内であったため1965年まで一般の人は近づくことができなかった。第二次世界大戦後には長らく果樹園として利用されていた。1960年代に改造され、様々な樹木、灌木、花壇、生け垣、ピラミッド型花壇などが設けられた。現在ではスイレンの池や大きな噴水が賞賛されている。

## 経済と社会資本
アウクスブルクはバイエルン州に23ある上級中心都市の一つであり、ドイツ南部で最も重要な工業都市の一つである。

### 交通

#### 道路交通
市内を通る最も重要な広域自動車道は、ミュンヘン方面とシュトゥットガルト方面を結ぶ連邦アウトバーンA8号線で、アウクスブルク市には2つのクローバー型インターチェンジ（アウクスブルク東インターチェンジとアウクスブルク西インターチェンジ）がある。さらに衛星都市のダージング、ノイゼス、デルヒングにもインターチェンジがある。

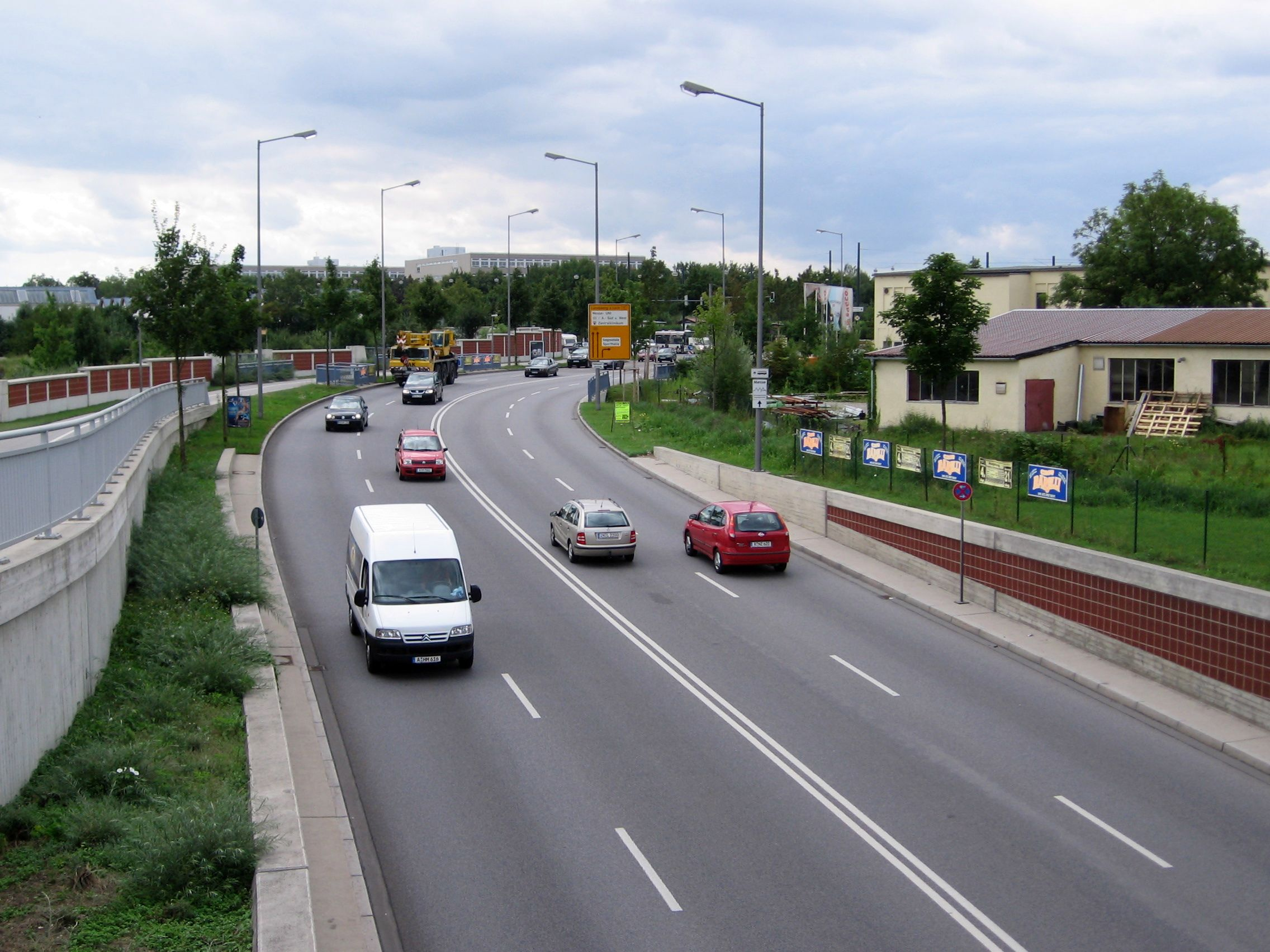
連邦道B300号線

また、アウクスブルクは4つの連邦道の交差点である、B2号線、B10号線、B17号線、B300号線が南北方向、および東西方向に市を貫いている。
「黄色いアウトバーン」と呼ばれる連邦道B2号線（連邦道の路線名表示が黄色地であることから、連邦道でありながらアウトバーン並みの規格（アウトバーンの路線名表示は青地）であることを意味する）は北からアウクスブルクに入り、やはりアウトバーン風の連邦道B17号線（西バイパス）に接続する。B17号線は市内では多車線に拡張されており、一部は地下を通ってシュタットベルゲン/プファーゼー方面の交差点に至る。その後B17号線は南に向かい、数kmでアウトバーンA96号線に接続する。B17号線のシュタットベルゲンからオーバーハウゼンまでの区間は、姉妹都市デイトンにちなんで「デイトン・リング」と名付けられている。連邦道B300号線は市内と衛星都市を結ぶ区間だけは多車線に拡張されているが、最終的には片側1車線に狭くなる。
1993年から2004年まで10年以上の工期を要したシュライフェン街道はレヒハウゼンのブリュッヒャー通りからB300号線に接続するまで（ホッホフェルトのハウンシュテッター通り）、市街地の東と南を結んでいる。この路線は終始4車線に拡張されており、レヒハウゼンから市街地、新しく建設されたレヒ川の橋、テクスティール街を通り、プロヴィーノ通り付近から長さ480mのトンネルに入りB300号線の下をくぐり抜けたところで地上に再び現れ、赤の門を遠巻きに迂回してホッホフェルトでB300号線に合流する。シュライフェン街道 (Schleifenstraße) という名前はこの道路によってアウトバーンの東西のインターチェンジが市街中心部を環状に (schleifenförmig) 取り囲む形で結ばれたことによる。この道路により、市内を通り抜けようとする車両による赤の門付近の渋滞が緩和された。B17号線同様、この道路も区画ごとにアウクスブルクの姉妹都市の名がつけられている。東から南の順にアマガサキ・アレー、ナガハマ・アレー、インヴァネス・アレーである（アレーは並木道の意）。
| アウトバーン A8号線 | カールスルーエ – プフォルツハイム – シュトゥットガルト – ウルム – アウクスブルク – ミュンヘン – ローゼンハイム – ザルツブルク                |
| 連邦道 B2号線       | ポーランド国境– ベルリン – ライプツィヒ – ニュルンベルク – アウクスブルク – ミュンヘン – ガルミッシュ＝パルテンキルヒェン – オーストリア国境 |
| 連邦道 B10号線      | レーバッハ – カールスルーエ – プフォルツハイム – シュトゥットガルト – ウルム – アウクスブルク                                                |
| 連邦道 B17号線      | アウクスブルク – ランツベルク・アム・レヒ – ショーンガウ – フュッセン – オーストリア国境                                                     |
| 連邦道 B300号線     | ガイゼンフェルト – シュローベンハウゼン – アイヒャッハ – アウクスブルク – クルムバッハ – メンミンゲン                                        |

市内中心部を含む環境ゾーンは2009年7月1日に運用が始まった。2010年10月1日以降は黄色と緑のステッカー、2012年10月1日からは緑のステッカーの車両だけがこのゾーン内への進入が許されるようになる（ドイツの原動機付き車両は排気ガスレベルに応じて色の異なるステッカーをつけている）。

#### 公共交通機関

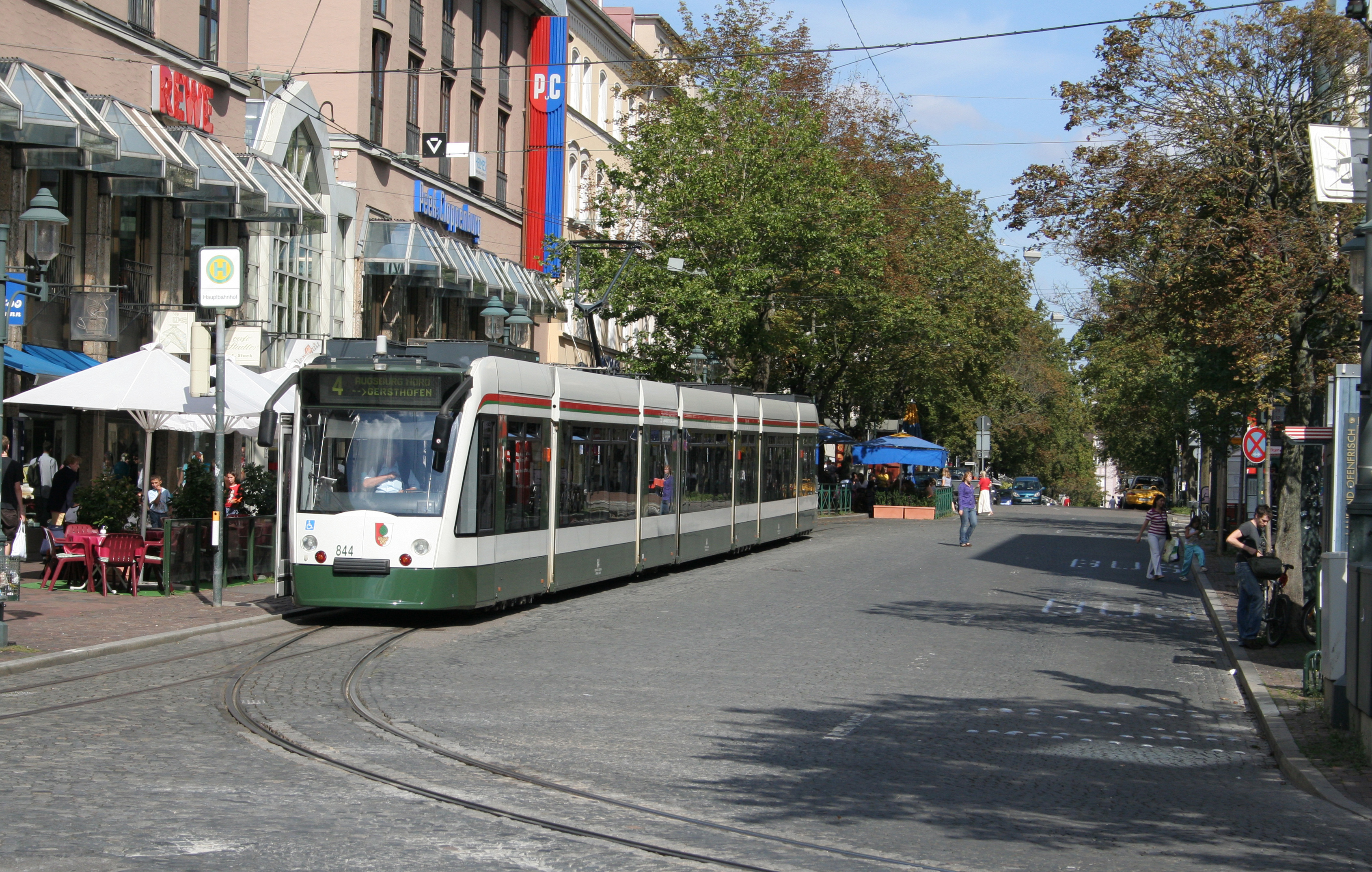
アウクスブルクの路面電車

市域全域は、シュヴァーベン中部をカバーするアウクスブルク交通連盟 (AVV) のサービス提供エリアに属し、アウクスブルク交通会社およびゲルストホーフ交通会社により4系統の路面電車（アウクスブルク市電）、27系統の市バス、6系統の夜行バスおよび様々なタクシー・サービスが提供されている。

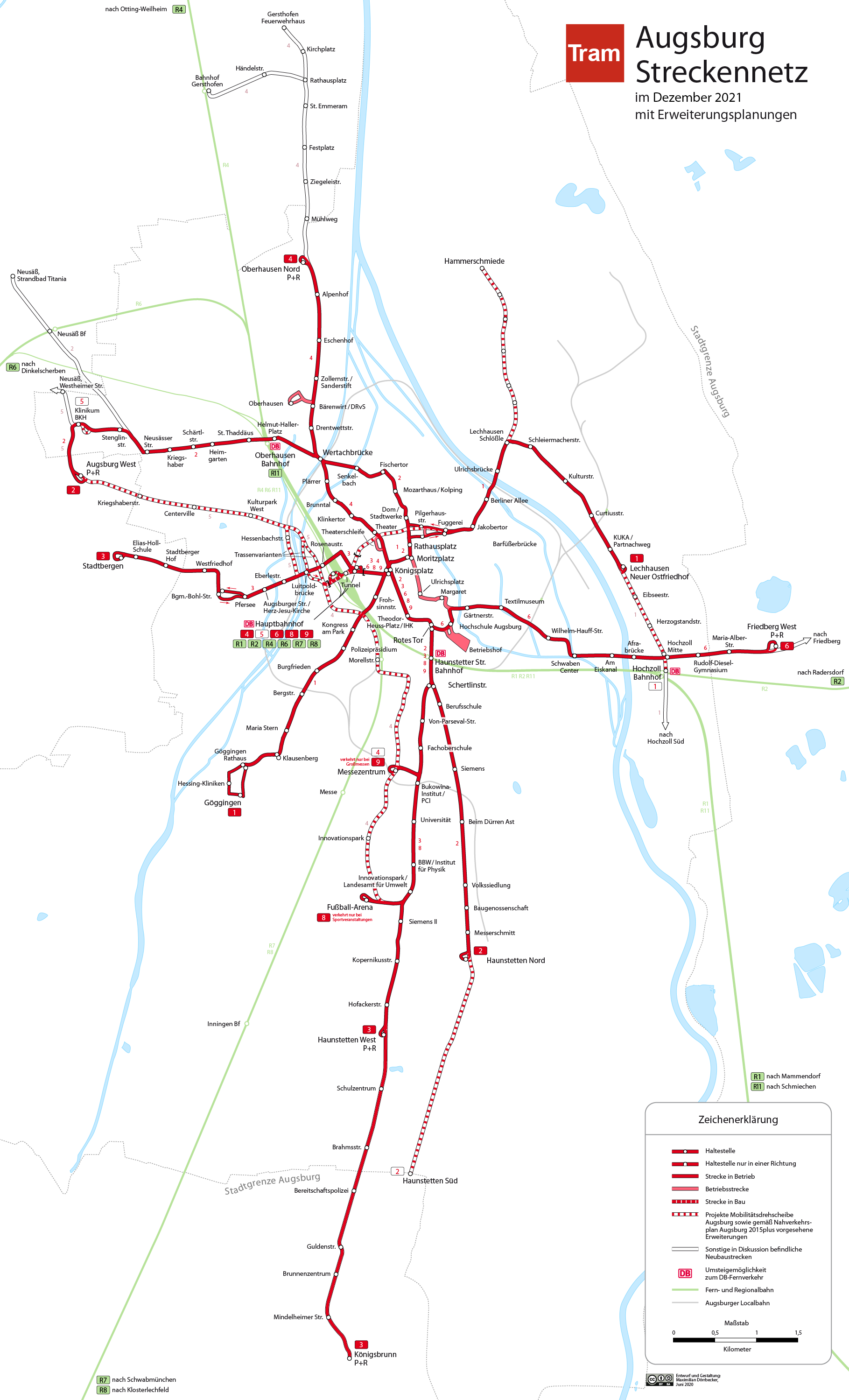
路面電車経路図

路面電車網の総延長は、大学への路線（1996年）、北の市境への路線（2001年）、病院への路線（2002年）といった新線開通により 35.5 km に及んだ。さらに2本の路線が計画されており、2011年までに完成予定である。
このほかにドイツ鉄道の6つの AVV-レギオナルバーン路線の7つの駅には定期的に列車が発着し、将来的にはSバーン風のシステムに拡大される予定である。さらに8つめの駅としてヒルプリンガー・シュトラーセ駅が計画されたが、この計画は放棄された。
地域交通はアウクスブルク地域バスGmbHや数多くの乗り合いバス会社が運営している。多くのバス路線がアウクスブルク中央駅に乗り入れており、市内の近郊交通に利用できる。

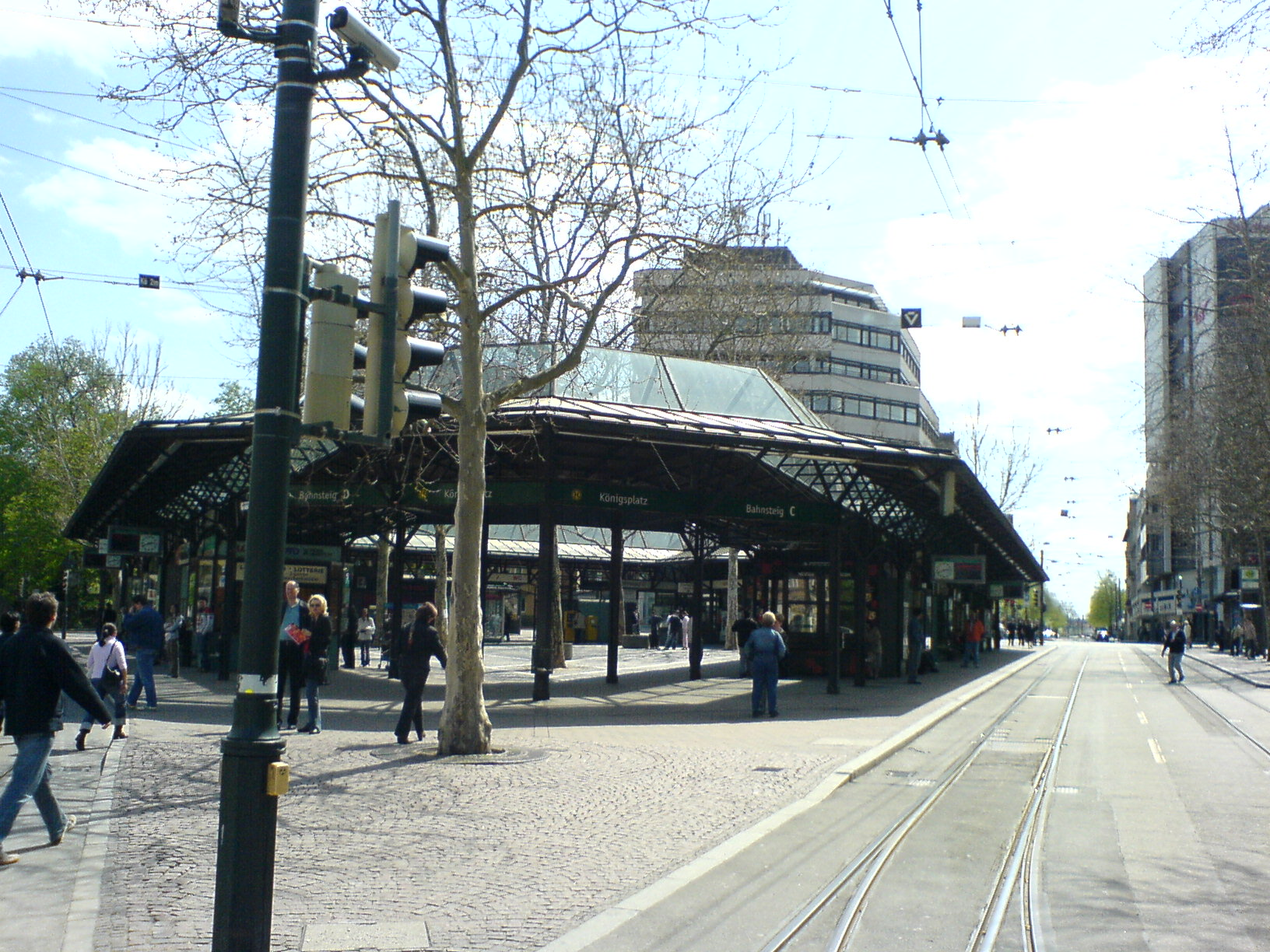
ケーニヒスプラッツ停留所ゾーン

路面電車やバス路線の主要な乗換駅は、1933年から1945年までアドルフ・ヒトラー・プラッツと呼ばれたケーニヒスプラッツ (Kö) である。1914年にコンラート・アデナウアー・アレーの東に停車場が造られ、住民はこれを「ピルツ」と呼んだ。やがて交通本数が停留所の処理能力を超えたため、2年間の工事期間をかけ、1977年に通りの反対側に大規模な停留所ゾーンが設けられた。しかしこれも飽和に近づいたため、2009年までにプラットホームや路面電車の軌道の増設が必要となった。2007年11月25日に Kö 拡張計画反対の住民投票が行われ、53.2 % が拡張反対に票を投じた。

#### 鉄道

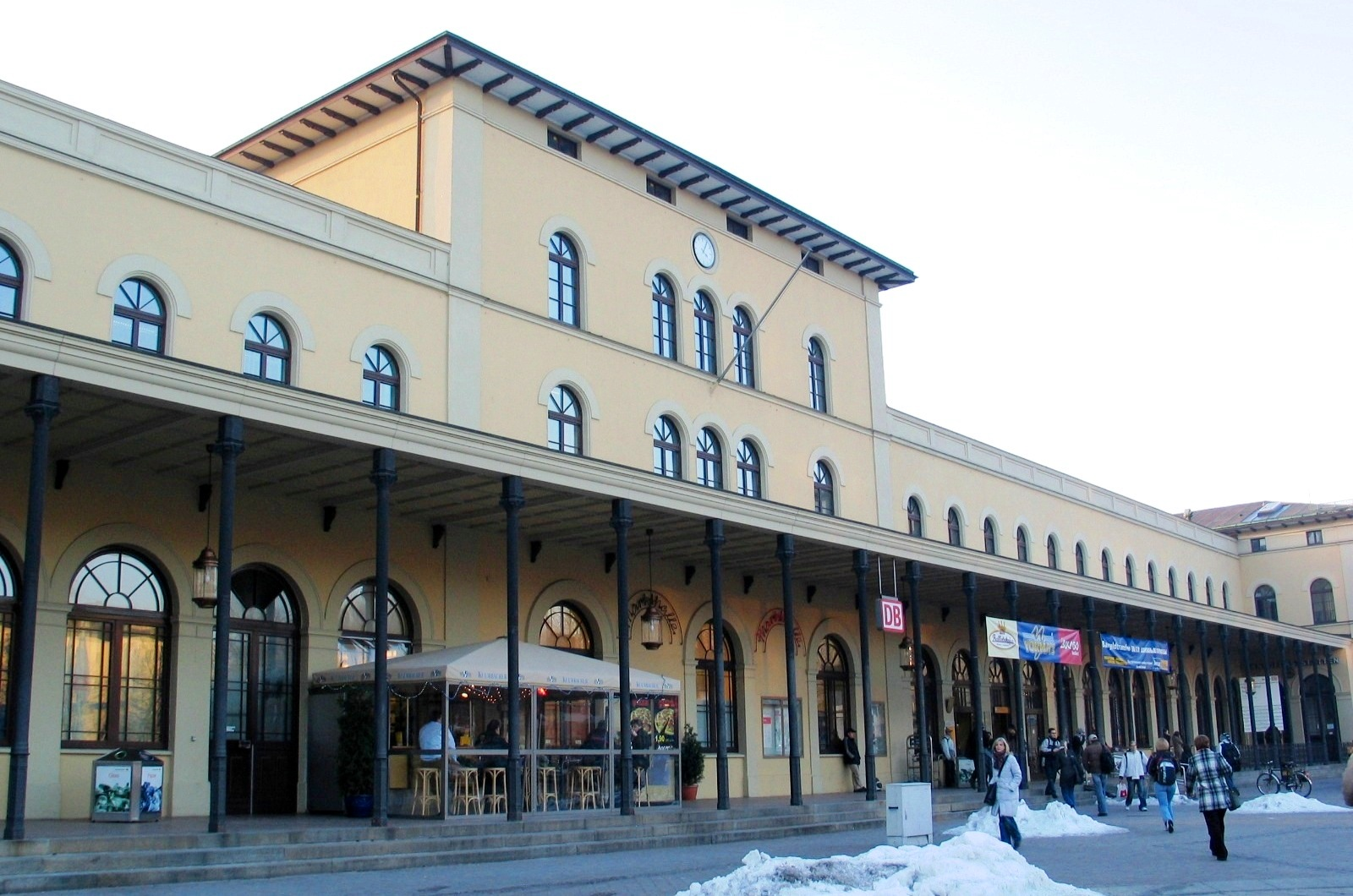
アウクスブルク中央駅

アウクスブルクには現在7つの駅があるが、中でも中央駅は飛び抜けて重要である。この駅はドイツで最も運行量の多い高速鉄道アウクスブルク - ミュンヘン線の終点であり、ミュンヘンからベルリン、ドルトムント、ハンブルク、シュトゥットガルトへのICEおよびインターシティの停車駅である。この他、ユーロシティや夜行列車でアムステルダム、パリあるいはウィーンといったヨーロッパの大都市へ乗り換え無しで行ける。
この他にマンメンドルフ行き、アイヒャハ/ラダースドルフ行き、ドナウヴェルト行き、ディンケルシェルベン行き、シュヴァープミュンヘン行き、クロスターレヒフェルト行き、シュミーヒェン行きの7つのレギオナルバーン路線が放射状に伸びている。このレギオナルバーンは2008年からSバーン風の間隔で運行されており、アウクスブルクSバーンが構築中である。このローカル列車の路線はDBレギオAGによって運営されており、2008年末からはバイエルン・レギオバーンも運営に関与している。
中央駅は1843年から1846年に建設された駅舎であり、大都市の駅舎中、オリジナルの建築が用いられている最も古い駅である。「Mobilitätsdrehscheibe Hauptbahnhof」（活動的な転車台、中央駅）というプロジェクト名の下、建物の完全な近代化が現在計画されている。現在は地下の乗り換え連絡通路が利用可能であるが、将来的には路面電車の地下停留所が建設され、連絡通路から直接乗り換えが可能となる。

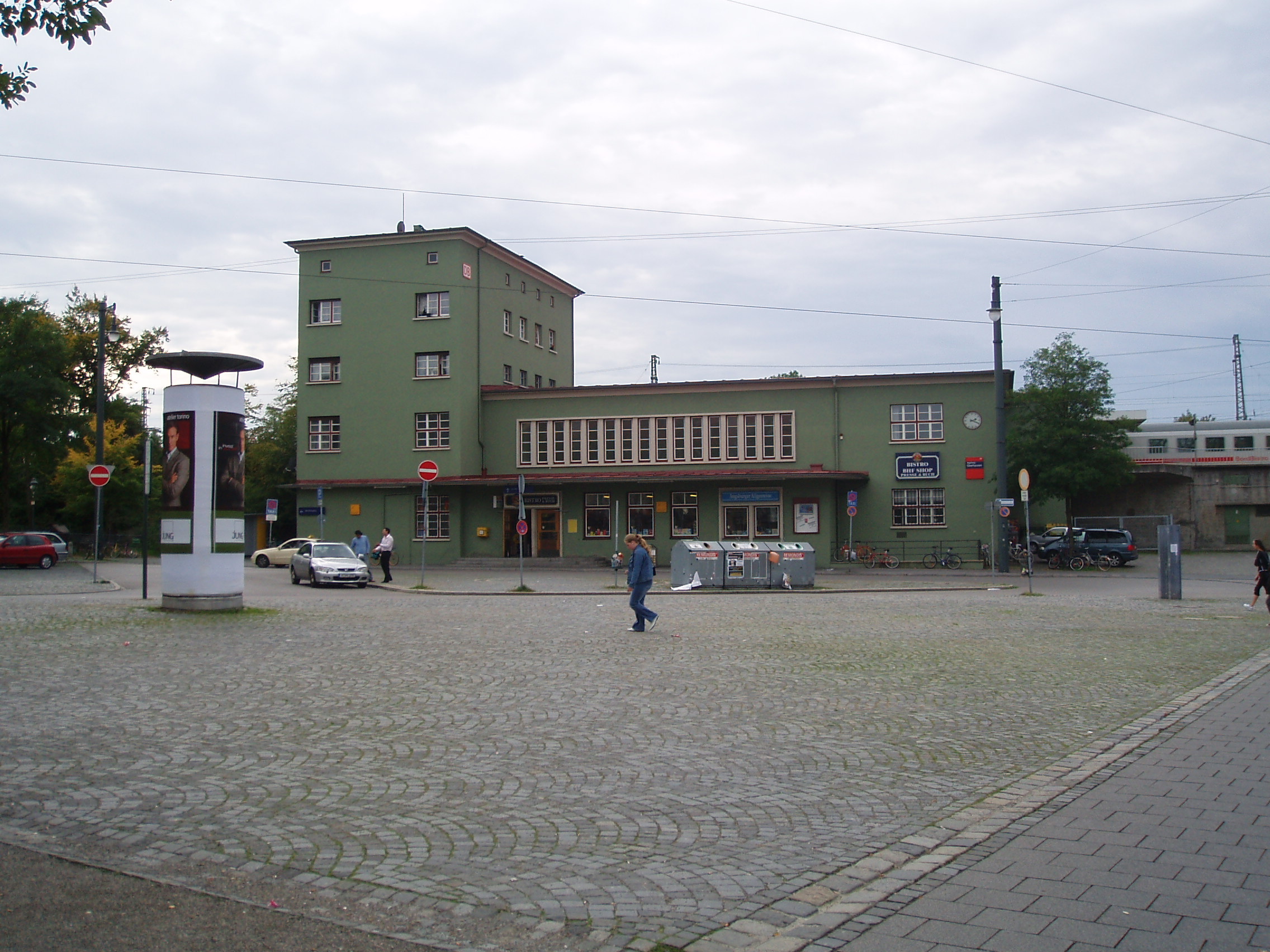
アウクスブルク＝オーバーハウゼン駅

この他の市内の重要な駅は、アウクスブルク＝ホッホツォル駅とアウクスブルク＝オーバーハウゼン駅で、ニュルンベルクあるいはウルムといった南ドイツの大都市への直通列車が30分ごとに発着している。これ以外の駅は近郊交通に特化された駅であり、レギオナルバーンと、希にレギオナルエクスプレスが発着する。
貨物鉄道部門では、2005年4月1日にドイツ鉄道によって操車場が廃止され、アウクスブルクは積み替え駅としての機能を失った。しかし2007年から、アウクスブルク/ゲルストホーフェン/ノイゼスの3都市では貨物道路輸送を鉄道輸送に転換するための貨物交通センターを設立している。
シュヴァーベン大都市圏の特殊性は1898年に設立されたアウクスブルガー・ローカルバーンである。これは都市を横切って走る鉄道で、沿線の大企業が運営している。2004年の輸送量は95万tで、路線は市外へ延長されている。
プロジェクト「Mobilitätsdrehscheibe」（活発な転車台）
「活発な転車台」の概念の下、アウクスブルク市は市内の近郊交通を近代化し、魅力的なものにするプロジェクトを遂行している。このプロジェクトには、路面電車の新線敷設、重要な乗換駅であるケーニヒスプラッツと中央駅の増築、Sバーンの構築が見られる。
この大規模プロジェクトは、2007年6月28日、中央駅とフリートベルク＝ヴェストの間の市電新線、6号線の鍬入れによってスタートした。

#### 航空路
市の北東部にアウクスブルク空港がある。この飛行場は第二次世界大戦後に新しく造られた空港である。1980年から Regionalflughafen（地方空港）として2, 3の国内路線が就航していたが、2005年から路線便は廃止され、Verkehrslandeplatz（交通用飛行場）に格下げされた。
定期便が就航していた時代の乗客数増加計画に基づく空港拡張は、周辺住民の抵抗により失敗した。このため、この空港には100人乗り以下の飛行機しか着陸できず、ラーガーレヒフェルトNATO空軍基地（アウクスブルク郡）の民間共用が検討された。この案は、連邦軍が弾薬庫移転費用として請求した額が高額であったため放棄された。
2005年の定期航路廃止により、この不採算空港の将来は長らく不確実名状態にあった。アウクスブルク市は共同出資者として年間100万ユーロの補助金を支出しなければならなかった。
2006年4月、この交通用飛行場を主にビジネス機が利用する近代的なシティー・エアポートに改築する事が決定された。この他に空港を利用する企業を誘致するための8万m2の大規模な産業地帯が設けられた。

### 経済

#### 大企業
アウクスブルクはその立地の良さから歴史的に重要な工業都市であり、特に紡績業では古くから世界の中心都市であった。しかしこの職種の企業はやがて街からほぼ完全になくなった。
この街は特に工業企業の大規模な工場があることが特徴である。旧市街の周縁部にはMAN、印刷機製造のmanroland、トランスミッション製造のRenk、照明器具メーカーのOsram、製紙業者のUPM-キュンメネがある。ドイツ第3位のゼネコン Walter Bau AGはテクスティール街に本社があったが、2005年に倒産を申告した。
アウクスブルク南部のハウシュテッテンには2番目に大きな産業地区がある。ここにはEADSの子会社である Premium AEROTECやMT Aerospace AGといった航空宇宙産業、コンピュータの開発・製造を行うフジツー・シーメンス・コンピューターズ、テクノパークを有するシーメンスといった企業がある。

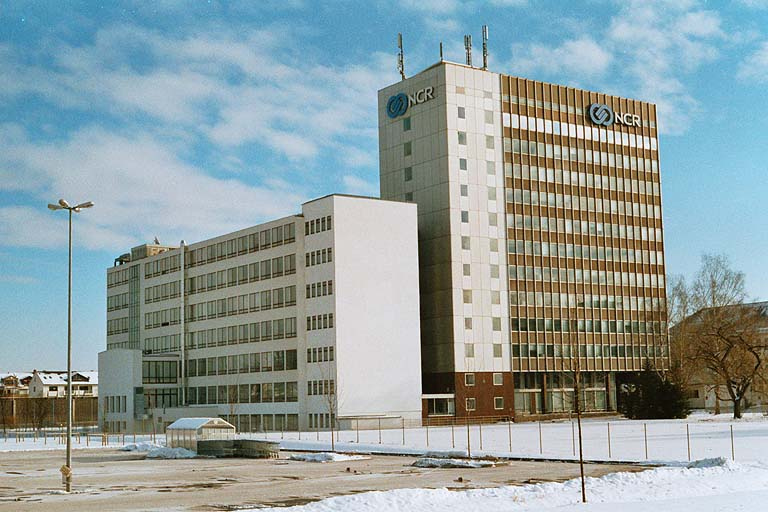
NCRドイツ本社

アウクスブルク東部のレヒハウゼンには産業用ロボットやSchweißanlagen製造のKUKA、世界最大のカトリック書籍出版・販売のWeltbildグループがある。金融部門の自動機器、レジスターシステムやデータバンクシステムのNCRはアウクスブルク西部のクリークスハーバーにドイツ本社を置いている。
この他の大企業としては、自動封書システムやメールルーム・ソリューション開発のBöwe Systec、ソフトウェア・ハードウェア開発のBeta Systems Software AG、自動車・オートバイ・有用車両（トラックなど）の排気ガス処理装置製造のEMCON Technologies、自動車洗浄機製造のWashTecなどがある。

#### 伝統産業
この街の大変な古さや、かつての極めて重要な地位にふさわしく、アウクスブルクには無数の企業があり、その中には百年を超える伝統を持つ企業もある。
アウグスタ・ブラウエライ（Augusta Brauerei、1488年）、ブラウエライ・ツア・ゴルデーネン・ガンス（Brauerei zur Goldenen Gans、1346年）、ハーゼンブロイ（Hasenbräu、1464年）、トールブロイ（Thorbräu、1582年）、ブラウハウス・リーゲレ（Brauhaus Riegele、1884年）が古くから地元にある5つのビール醸造所で、多くは現在も地方の市場向けに製造を行っている。この他にハウス・リーゲレで生産されているコーラとオレンジレモネードのカクテル飲料シュペーツィも有名である。

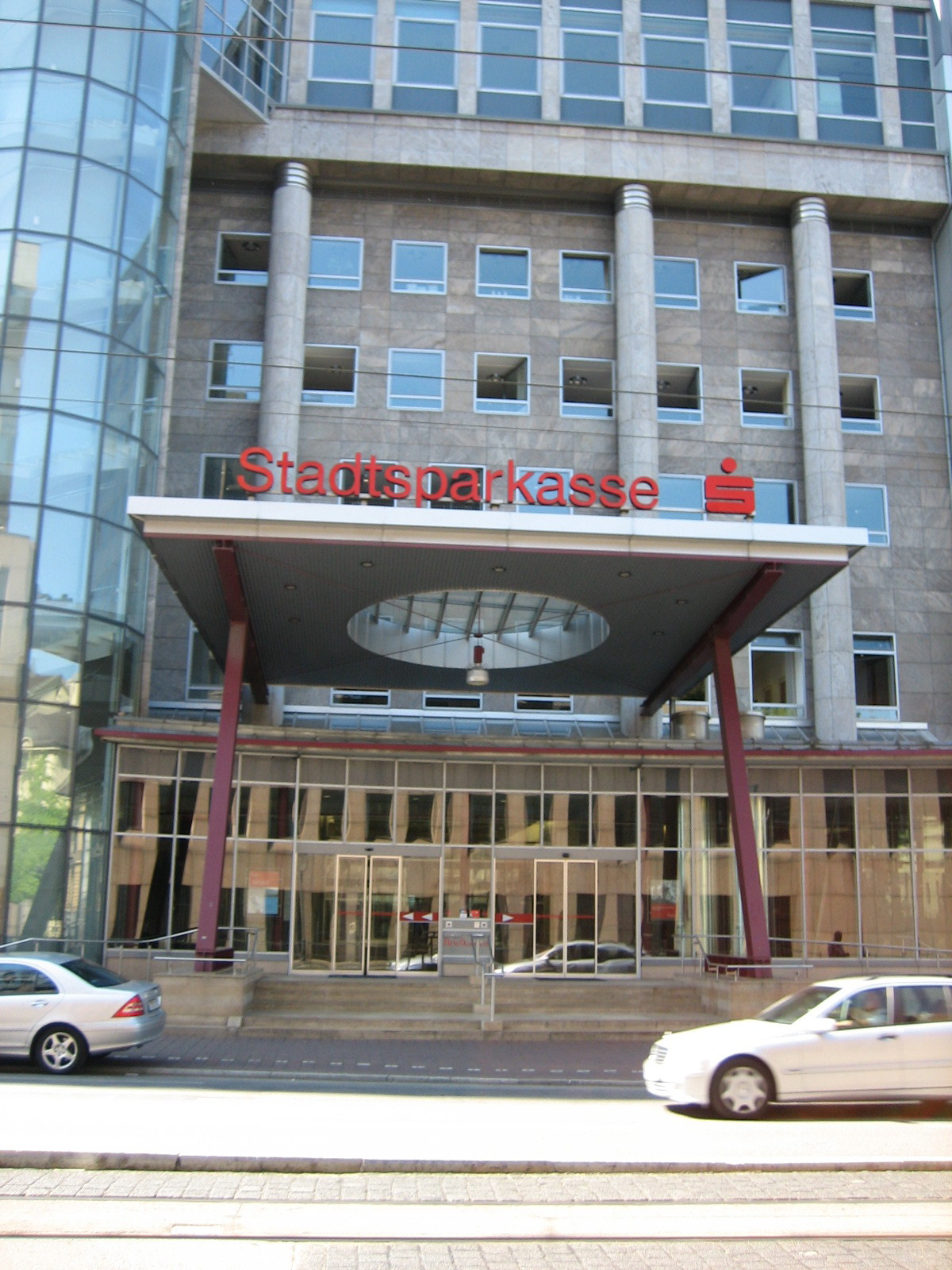
市貯蓄銀行玄関

特にフッガー家やヴェルザー家によってもたらされた金融部門での重要な地位は、現在活動中の銀行にも引き継がれている。フュルスト・フッガー・プリヴァートバンク (Fürst Fugger Privatbank) は商家であったフッガー家が創設した銀行で、1468年に初めて「バンク」と名乗った。市貯蓄銀行 (Stadtsparkasse) は1822年、郡貯蓄銀行 (Kreissparkasse) は1855年に設立された。この他、1914年にアントン・ハフナーがマクシミリアン通りに設立したバンクハウス・ハフナー (Bankhaus Hafner) はアウクスブルガー・アクティーエンバンク (Augsburger Aktienbank) とともに20世紀後半の重要な銀行である。
書籍・出版分野では、Schlosser’schen J. A. Buch- und Kunsthandlung（1719年）、Rieger & Kranzfelder（1731年）、Anton Böhm & Sohn（1803年）が伝統的な企業である。
この他の伝統的な企業としては、水産業者のSchöppler（1650年）、Dierig（1805年）、化粧品店のNaegele（1835年）、J. N. Eberle & Cie. GmbH（1836年）、鉄販売のSiller und Laar（1836年）、家具輸送のH. Weissenhorn & Cie.（1839年）、Lembert製帽店（1861年）、伝動装置製造のPfister Waagen（1894年）、家具輸送業と旅行業のDomberger（1897年）風船製造のAugust Riedinger（1897年、現在はAugsburger Ballonfabrikと改名）、Hosokawa Alpine AG（1898年）などがある。

#### その他の重要な企業
上記以外の重要な企業には以下のものがある。
- Amann Nähgarne: アウクスブルクに現存する数少ない繊維企業の一つ。旧Ackermann-Göggingen AGの吸収合併後、現在の場所にある。
- Augusta-Bank eG: 決算が最も良好なドイツの協同組合銀行100行の一つで、地域市場に存在感を示している。
- Betapharm: 重要なジェネリック医薬品製造者
- Freudenberg企業グループ: アウクスブルクの工場でVileda-Haushaltsprodukteを生産している。
- Patrizia Immobilien AG: 不動産業者
- Dr.Grandel: アウクスブルクで設立され、本社を置く重要な化粧品会社
- PCI (Poly-Chemie-Ingenieurtechnik) 建築材料の主導的なメーカーで、BASFグループの一員である。

### メッセと会議
アウクスブルクは、見本市の開催都市として長い歴史を有しているにもかかわらず、現在のメッセ・アウクスブルクの建物は1988年に開館したものである。それまでこの種の催しはヴィッテルスバッハ公園の敷地内にあったツェントハレで開催されていた。
メッセは、バイエルン州で3番目に大きなもので合わせて57,000m2の広さの12のホール、18,000 m2のフリースペース、3,500 m2の会議センターがある。最も大きなシュヴァーベンハレは1万人以上が収容でき、定期的にコンサートや催し物に用いられている。
アウクスブルクの見本市で最も重要なものは、「アウクスブルクの春の展示会」、「アメリカーナ」（乗馬とウェスタンカルチャーの国際展示会）、「グリントテック」（研磨技術の国際専門見本市）、「インターリフト」（エレベーター技術の国際専門見本市）、インターザナ（国際健康見本市）である。また重要な会議としては「モバイル・コマースの技術と応用に関するカンファレンス」 (MCTA) が開かれた。
メッセ会場は、重要な設備が欠如していることから、個人投資家からの支援を受けて2007年から改造工事が行われている。また、4つ星ホテルの建設も計画されている。

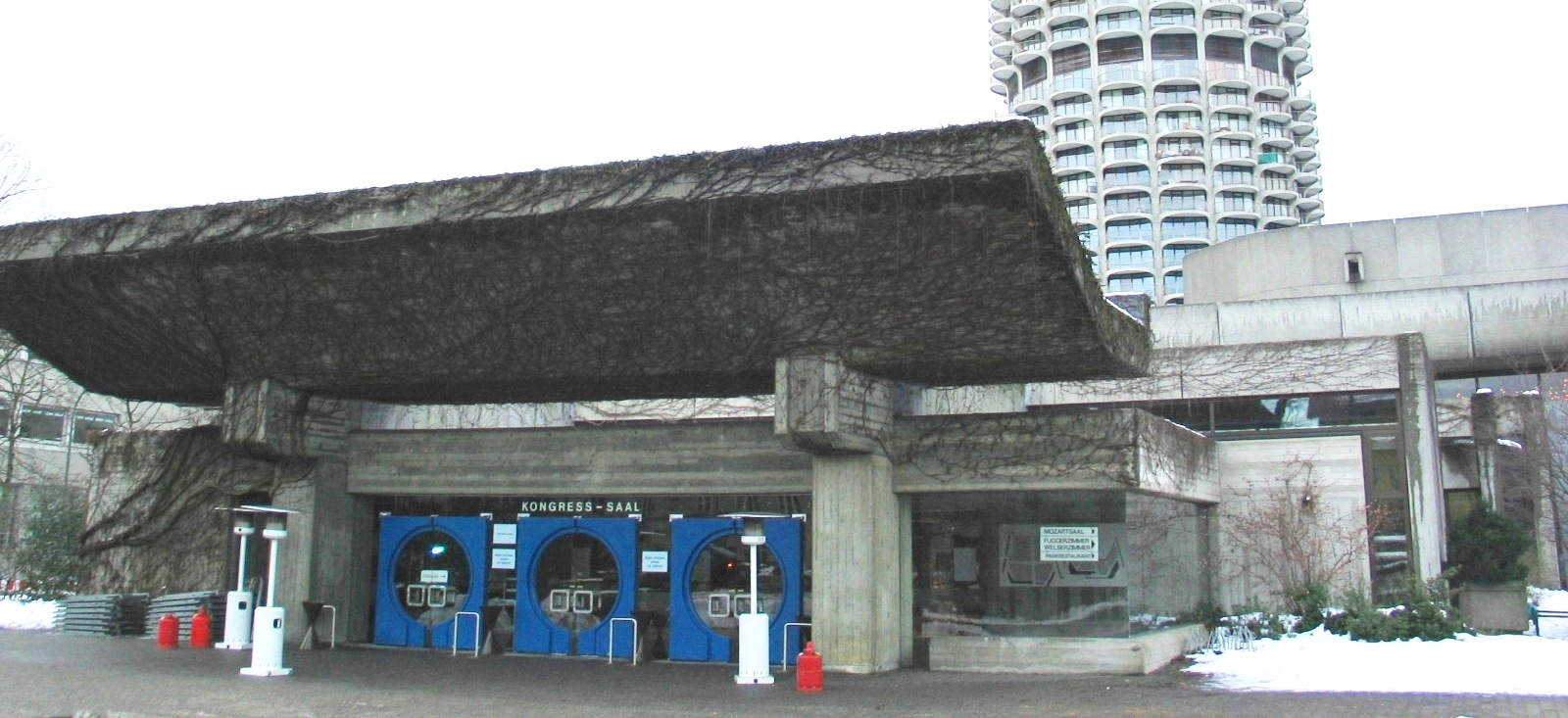
アウクスブルク・コングレスハレ入り口とホテル塔（背景の塔）

アウクスブルク・コングレスハレ（会議ホール）はアントン街のホテル塔の下にあり、コンサート、文化イベント、会議、各種の即売会などに利用されている。1972年にオープンした打放しコンクリートの建築は、ホテル塔とともにアウクスブルク・コングレスセンターを形成し、4つのホールと3つのロビーが使用できる。会議ホールは1,400人までを収容できる大きなスペースである。これよりも来客数の多いイベントには会議センターからも遠くないヴィッテルスバッハ公園の端にあるアウクスブルク体育館が使われる。このホールに完全に座席を配置した場合には4,000人まで観客を収容できる。このためコンサートや著名な芸術家が参加するイベントなどに用いられている。

### メディア

#### 新聞・雑誌
アウクスブルク唯一で多数を占める日刊紙が、Presse Druck- und Verlags-GmbHにより出版されるアウクスブルガー・アルゲマイネ (Augsburger Allgemeine) である。地方版（政治・経済・スポーツ・文化面が共通で地方面だけが異なっている版）を会わせた総発行部数は、1日356,000部で、ドイツで最も発行部数の多い地方紙である。この新聞は主にアウクスブルク市内のみならずバイエルン＝シュヴァーベン地方全土およびオーバーバイエルンの一部でも読まれている。
この他に日曜日ごとにアウクスブルガー・ゾンタークスプレッセ (Augsburger Sonntagspresse) が発刊される。この新聞にはローカルニュースの他にドイツ全国のニュースが掲載されており、バス停、路面電車の停留所、駅、ガソリンスタンドで入手できる。限られたテーマに関して画像と短い文章で説明する体裁で、大衆向けメディアに数えられる。
地域ニュースを掲載した最もよく読まれている週刊のフリーペーパーが1979年に創刊されたシュタットツァイトゥング (StadtZeitung) で、アウクスブルク大都市圏（市内とアウクスブルク郡およびアイヒャッハ＝フリートベルク郡）内で15の地方版（市内では5つの版）がある。Mediengruppe Mayer & Söhneが発行している。同じ出版社から、月刊タウン誌のアウクスブルク・ジャーナル (Augsburg Journal) も刊行されている。典型的な大衆紙の誌面で、シュタットツァイトゥングとは違い、有料である。
若者向け月刊誌にはノイエ・スツェーネ・アウクスブルク (Neue Szene Augsburg) がある。ライフスタイル、音楽、ナイトライフやイベント情報に重点が置かれている。市内と隣接する郡で発行され毎号約25,500部が購読されている。これはバイエルン州最大のタウン誌である。
2ヶ月に1度、無料のカルチャーマガジン a-ガイド (a-guide) が発行される。発行部数12万部で、アウクスブルク最大の雑誌の一つである。
1977年からカラー刷りの月刊誌アウクスブルガー・ジュート＝アンツァイガー (Augsburger Süd-Anzeiger) が発行されているが、これは1972年に合併したゲッギンゲン、ベルクハイム、インニンゲン、ハウンシュテッテンのニュースに紙面を充てている。
大学向けの出版物もある。アウクスブルク大学当局は学内向けのウニプレス (UniPress)を出版し、学生組合はウニヴァーズム (Universum) を発行している。また、カトリックの学生グループはプレスティーゲ (prestige) を刊行している。

#### ラジオ放送
アウクスブルクの二大地方局の一つがヒットラジオ.rt1 (hitradio.rt1) である。この局は主に40台以上のシニア層向けにここ数年リスナーを増やしている。ヒットラジオ.rt1はアウクスブルガー・アルゲマイネと連携している。この局は、スケート・ナイト（スポーツイベントの項参照）や毎年開催されるミュージックフェスティバルといったスポーツ・社会イベントで、多くのアウクスブルク市民にその名を知られている。
2番目に大きなラジオ局がラジオ・ファンタジー (Radio Fantasy) である。この局は音楽とコメディーに特化しており、様々な活動で注目されている。その中にはスキーツアーや大規模なスポーツイベントなどがある。ラジオ・ファンタジーは40歳以下の若いリスナーをターゲットにしている。月曜日の22時から1時まではアウクスブルク大学の学生たちが同じ学生向けの番組「カナルC」(Kanal C) が放送されている。
ロック音楽に特化したロック・アンテネ (Rock Antenne) は、以前ラジオ・ケー (Radio Kö)が使っていた周波数で放送されている。ロック・アンテネはアンテネ・バイエルンの子会社である。
2008年末からアウクスブルクでエゴFM (egoFM) が放送を開始した。この放送局は、14歳から20歳の若年層を対象にバイエルン州内の大都市でのみ放送を行っている。
ジャズ・ヴォーカルを中心とした放送局スマート・ラジオ (Smart Radio) のプログラムは、司会がなく、純粋に音楽だけが流れている。この他にフローツェン＝ラジオ (Frozen-Radio) とラジオ・アウクスブルク (Radio Augsburg) の2つの地方ラジオ局がある。
以前アウクスブルクにはAFNの放送局があり、中波の1485 kHzで放送を行っていた。1998年の最後の米軍部隊撤退に伴い放送局も廃止された。当時の施設はそのまま遺されているが放送は行われていない。
アウクスブルクの企業家ウルリヒR.J. クバクはクラシック・ラジオ (Klassik Radio) の株の多くを取得し、2004年にこれを株式市場に放出した。この放送局のプログラムはその後もハンブルクから放送されている。

#### テレビ放送
この街唯一のテレビ放送局アウクスブルク.tv （augsburg.tv、略してa.tv）は毎日ケーブルテレビでいくつかのチャンネルの放送（ブロームベルク・テレヴィジョン (Bloomberg Television) やRTLショップ）を送信している。
アウクスブルク.tvはTVアルゴイ・ナハリヒテン（TV Allgäu Nachrichten、ケンプテン）、intv（インゴルシュタット）と人工衛星アストラ1Fの放送区画 Lokal Sat を共有している。プログラムはもっぱら地元あるいは地方をテーマとするものである。2007年1月1日以前、この放送局はTVアウクスブルクという名称であった。
アウクスブルクは、ZDFの連続ドラマシリーズ『Samt und Seide』（直訳すると「ビロードと絹」）の舞台であり、ロケ地となった。このドラマは紡績業界の家族を扱った典型的なソープオペラで、2005年2月10日に最終回が放送された。アクセル・シュタインの映画『Harte Jungs』（邦題: アンツ・イン・ザ・パンツ）もアウクスブルクを舞台とし、この街で撮影された。

### 公共機関
アウクスブルクは、歴史上重要な都市である一方、バイエルン＝シュヴァーベンの政治上の中心地であるため、いくつかの官庁、連合団体、その他の公的権利を有する法人の所在地でもある。この街にはアウクスブルク市の他に2つの郡の郡庁があるという、特殊な状況が出来している。
バイエルン州環境省が、唯一の州レベルの官庁としてアウクスブルク南部にある。この役所は数年前にミュンヘンから移転したものである。この役所は州北部のホーフにある役所と職務を分割している。バイエルンのシュヴァーベン行政管区はアウクスブルク市会計局およびアウクスブルク地方会計局を、アウクスブルク市およびアウクスブルク郡庁舎内においている。
金融や保険制度の面では、連邦理財局、ドイツ連邦銀行、ドイツ年金保険シュヴァーベン（案内所、相談所を有する）、農業保険ニーダーバイエルン/オーバープファルツおよびシュヴァーベン（同業者保険組合、老人年金組合、健康保険組合、介護保険組合）などがある。アウクスブルク市は、ドイツで最も古い公共の質屋である市立質屋を運営している。1603年からこの施設は、価値のあるものを一時的に質入れして現金を得ることで、財政難に陥った市民を救っている。

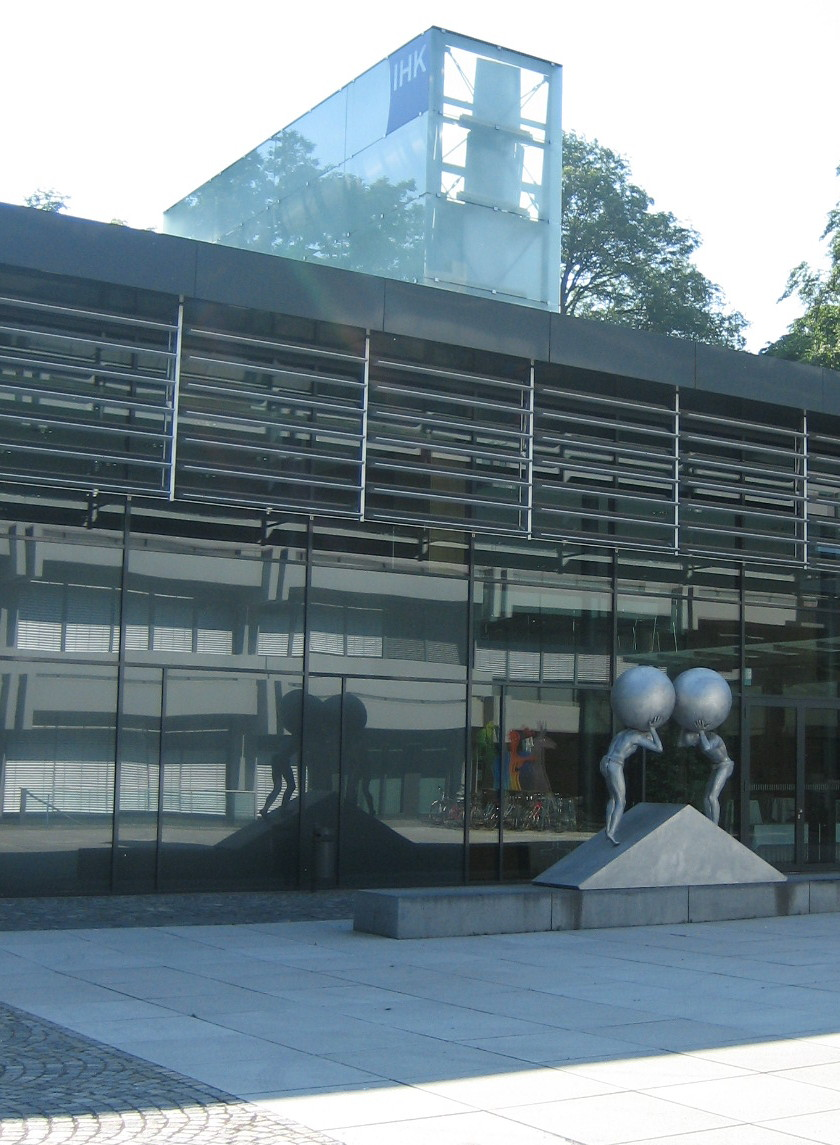
アウクスブルクのドイツ商工会議所

シュヴァーベン行政管区の施設としては、手工業会議所 (HWK) やドイツ商工会議所 (IHK) がある。また、アウクスブルク市、アウクスブルク郡、アイヒャッハ＝フリートベルク郡、ディリンゲン郡、ドナウ＝リース郡を管轄するシュヴァーベン北警察署がある。さらに中央税務署、刑務所、市内青少年団連合がある。
バイエルン赤十字、バイエルン・サッカー連盟をはじめとする様々な団体や法人のシュヴァーベン本部事務所あるいは南ドイツ中央事務所がアウクスブルクにある。
2005年半ばまで、シュヴァーベン行政管区の兵役義務のある市民はビスマルク街の郡兵員補充局に招集されていたが、その後合理化のために閉鎖された。それ以後はインゴルシュタットの部局の担当となった。
2019年、市内の運河ネットワーク、15世紀から17 世紀に建てられたポンプ式給水塔、水冷式の屠畜場、3つの噴水のシステム、そして今もエネルギーを供給し続ける水力発電所を含むアウクスブルクの水管理システムがUNESCOの世界遺産に登録された。

#### 登録基準
この世界遺産は世界遺産登録基準のうち、以下の条件を満たし、登録された（以下の基準は世界遺産センター公表の登録基準からの翻訳、引用である）。
- (2) ある期間を通じてまたはある文化圏において、建築、技術、記念碑的芸術、都市計画、景観デザインの発展に関し、人類の価値の重要な交流を示すもの。
- (4) 人類の歴史上重要な時代を例証する建築様式、建築物群、技術の集積または景観の優れた例。

### 保健医療機関

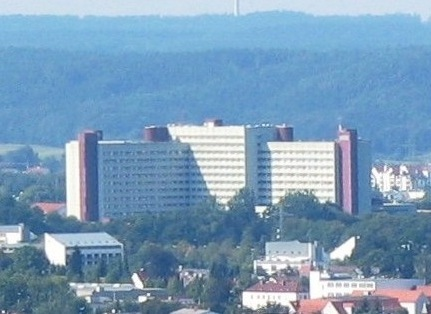
クリーニクム・アウクスブルク

2006年の大規模な構造改革後、アウクスブルクには診療レベルIV（最高の診療レベル）の病院が2つと、いくつかの、一部は特定の領域に特化した小規模な病院がある。この他に健康保険医師団体の救急病院や精神病医療のベツィルクス病院（行政管区立病院）がある。最大の病院でアウクスブルク大都市圏の救命救急医療の中心となっているのがクリーニクム・アウクスブルク (Klinikum Augsburg) である。構造改革までは中央病院と呼ばれていた病院で、ルートヴィヒ・マクシミリアン大学ミュンヘンの研修病院としても利用されている。この病院は市内西部のクリークスハーバー地区にあり、連邦道B17号線およびB300号線経由で迅速に患者を搬送できる。
そのすぐ隣にキンダークリーニク（Kinderklinik、子供病院）がある。この病院はクリーニクムと密接な関係にあるアウクスブルク病院目的連合に属している。密接な関係とは、たとえば、クリーニクムに搬送された小児の救急患者のほぼ全員が、一次処置の後、より適切な看護が可能なキンダークリーニクに転院する。
最高の診療レベルにある2番目に大きな病院は、かつて「ハウンシュテッテン病院」と呼ばれていたアウクスブルク南クリーニクム (Klinikum Augsburg Süd) である。大規模な構造改革と、全診療科を旧中央病院からハウンシュテッテンに一部分割移転したことにより病院需要計画で要求されていた診療レベルIVを達成した。診療の専門領域は、以前から重点が置かれていた外科、内科、皮膚科、耳鼻咽喉科である。

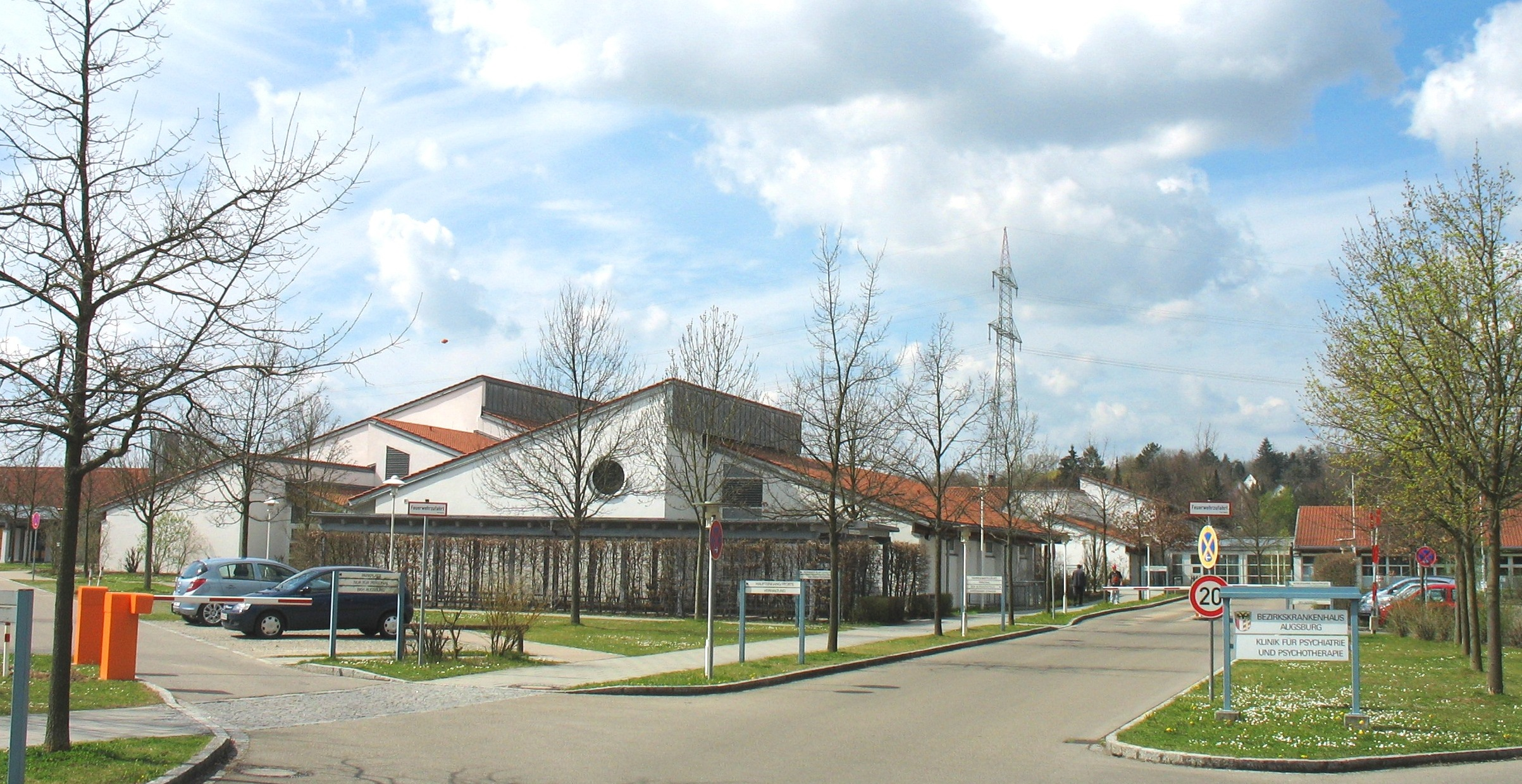
ベツィルクス病院

アウクスブルク・ベツィルクス病院 (Bezirkskrankenhaus Augsburg、行政管区立病院) はシュヴァーベン行政管区が運営する、精神科、精神療法、精神身体医学の病院で、市内およびアウクスブルク郡全域住民の精神病診療を目的とする。この病院はクリークスハーバー地区にあり、クリーニクムからも遠くない。
この他では、ディアコニッセン病院 (Diakonissenkrankenhaus)、ヘッシング＝クリーニク (Hessing-Klinik)、ヨーゼフィヌム (Josefinum)、ヴィンセンティヌム (Vincentinum) の4つが大きな病院である。これらはいずれも特定の診療科目（たとえば麻酔科とか産婦人科など）に特化している。またバイエルン健康保険医師団体の救急病院が、ヴィンセンティヌムの隣にある。

### 墓地
アウクスブルクには全部で14の墓地があり、このうち9つを市が運営している。北墓地、新・旧の東墓地、新・旧のハウシュテッター墓地、西墓地、ゲッギンガー墓地、インニンガー墓地、ベルクハイマー墓地である。キリスト教墓地は3つあり、カトリック・クリークスハーバー墓地、カトリック・ヘルマン墓地、プロテスタント墓地である。残る2つはユダヤ人墓地のイスラエル・ホーファーシュトラーセ墓地、イスラエル・ハウンシュテッター・シュトラーセ墓地である。

## 教育・研究
この都市は大変に古い歴史を有し、かつては重要な地位を占めていたにもかかわらず、アウクスブルクに総合大学ができたのは1970年になってからであった。この他に専門単科大学や音楽大学があり、アウクスブルクでは大変に幅広い選択が可能である。3つの単科大学では、合わせて15,000人が学んでいる。

### アウクスブルク大学

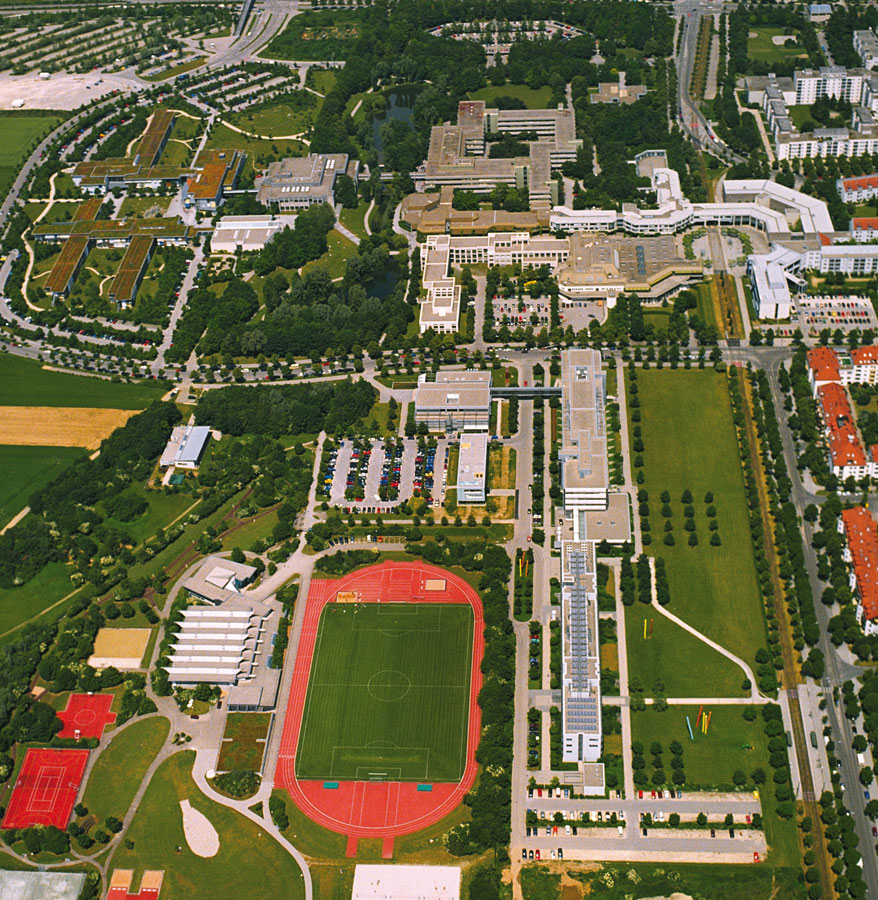
アウクスブルク大学

アウクスブルク大学 (Universität Augsburg) は、既述の通り1970年に創設された。1971年に廃止されてアウクスブルク大学のカトリック神学部として編入されたディリンゲン哲学・神学単科大学は1549年または1551年に創設され1802年に総合大学に昇格していた。また、1958年に教員養成研究所から設立されたアウクスブルク教育大学は、1972年にアウクスブルク大学の教育学専攻として併合された。2008年には廃止されたニュルンベルク＝アウクスブルク音楽学校のいくつかの専攻を「レオポルト・モーツァルト・センター」として取り込んでいる。この大学は、バイエルン＝シュヴァーベン地方で唯一の総合大学である。
現在この大学には、哲学・歴史学部、哲学・社会学部、経済学部、法学部、数学・自然科学部、カトリック神学部および新設の応用情報学部がある。14,500人を擁するアウクスブルク大学は伝統的なフルセットの総合大学ではなく、文化学、社会学、経済学の主な分野を統合した大学である。
1974年以降、市の南部の旧飛行場跡に広大なキャンパスが建造され、単独の市区（ウニヴァルジテートフィーアテル、「大学街」の意）が設けられている。やがて大学のごく一部が専門単科大学の経営学領域と共同でレヒハウゼンおよびアルテ・ウニヴァルジテートの旧教育大学の建物を使用するようになった。

### アウクスブルク単科大学

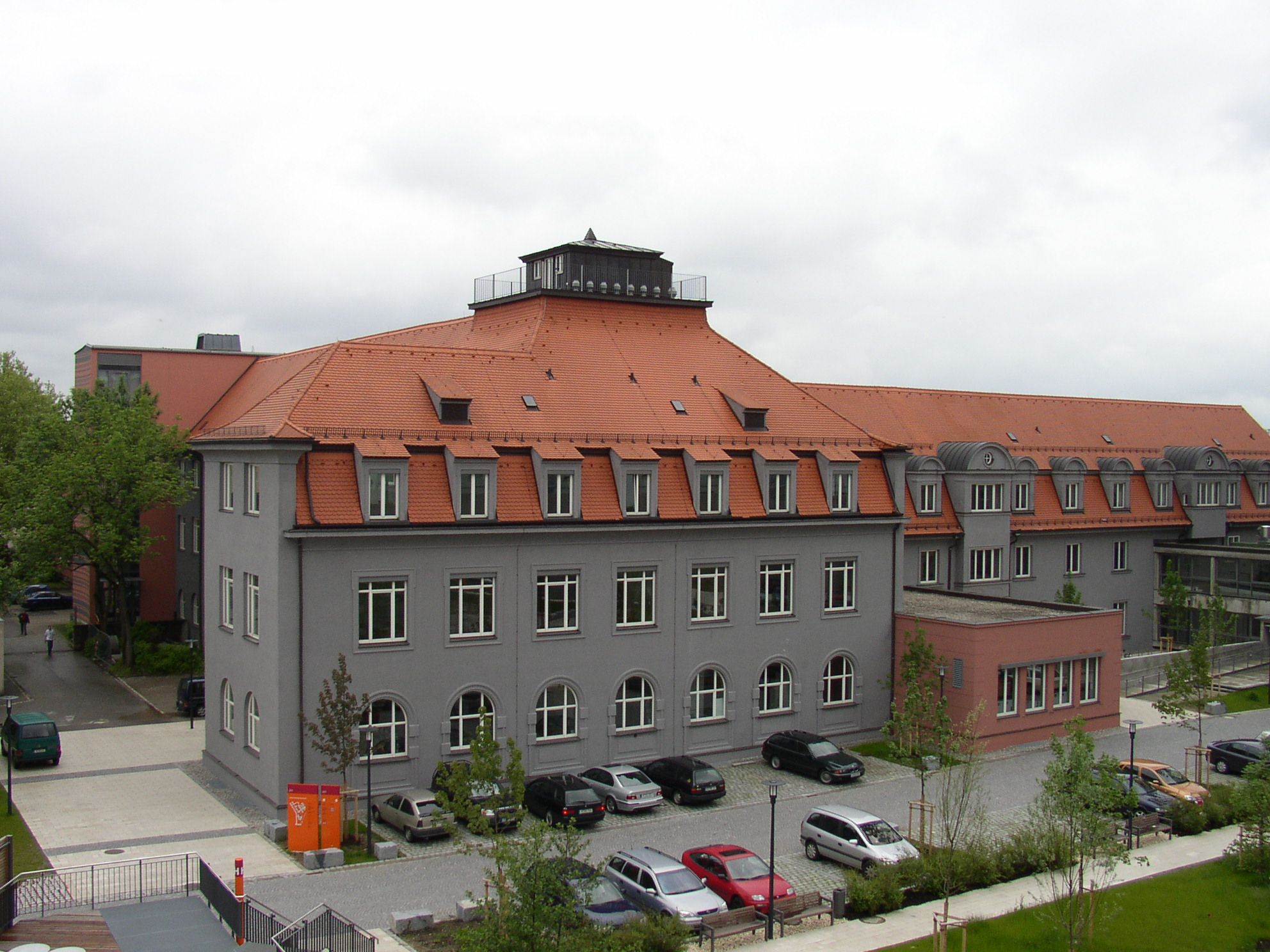
アウクスブルク単科大学

アウクスブルク単科大学（Hochschule Augsburg、2008年2月まではアウクスブルク専門単科大学 (Fachhochschule Augsburg) と称した）は、1971年に創設された大学であるが、その前身は長い歴史を持っている。それは1660年頃に設立された私立の学芸アカデミーで、初めはプロテスタント系の学校であったが、1710年に公立化され帝国都市立学芸アカデミー (Reichsstädtischen Kunstakademie) に発展した。その後いくつもの段階を経て最終的にはヴェルククンストシューレ・アウクスブルク (Werkkunstschule Augsburg) が設立された。一方、技術部門は19世紀に設立されたルドルフ・ディーゼル工業専門学校 (Rudolf-Diesel-Polytechnikum) に由来する。1971年に両者が合併してアウクスブルク専門単科大学が創設された。これはドイツで最も古い専門単科大学であったが、2008年にアウクスブルク単科大学と改名された。
大勢の学生が技術、造形、経済分野の学科で学んでいる。アウクスブルク単科大学には約4,100人の学生が籍を置いている。

### ニュルンベルク＝アウクスブルク音楽学校
ニュルンベルク＝アウクスブルク音楽学校 (Hochschule für Musik Nürnberg-Augsburg)は、ニュルンベルクのマイスタージンガー・コンセルヴァトリウム (Meistersinger-Konservatoriums) とアウクスブルクのレオポルト・モーツァルト・コンセルヴァトリウム (Leopold-Mozart-Konservatorium) とが1998年に合併して設立された。学生や教員の激しい抵抗にもかかわらず、バイエルン州教育・文化省は、2006年に財政難を理由にこの大学のアウクスブルク部分の閉鎖を決定した。
この大学には、音楽教育学、芸術学（声楽、管弦楽の楽器、鍵盤楽器）の学生がいる。カトリックの教会音楽、ギター、音楽療法を学ぶこともできる。また、ドイツで唯一のブラスオーケストラ指導者養成コースもある。

### 一般教養学校

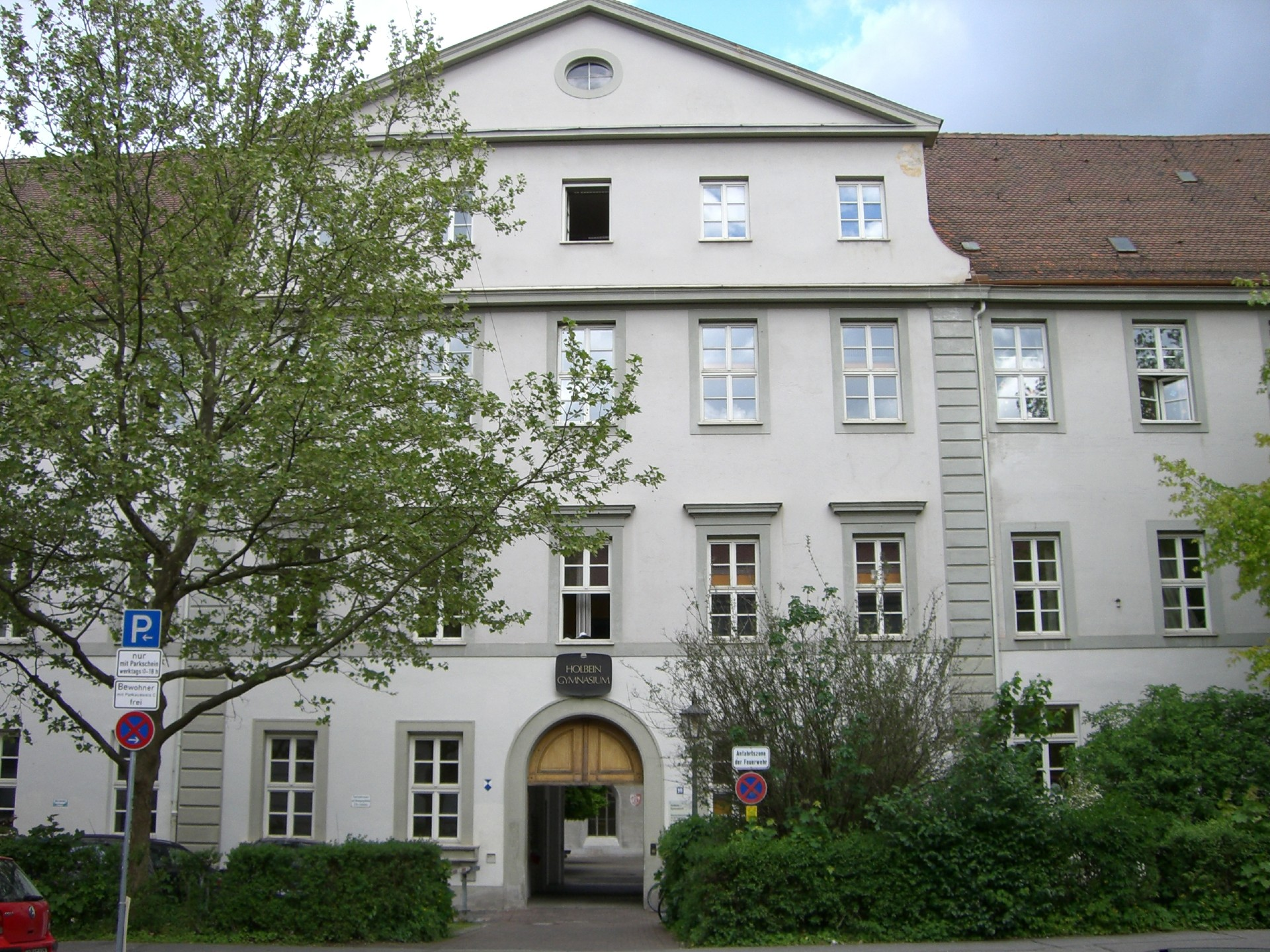
ホルバイン・ギムナジウム旧棟

アウクスブルクの児童・生徒に対する基本的な一般教教養の教育機関は、ギムナジウム10校、実科学校9校、基礎課程学校および本課程学校42校、養護学校13校、それに自由ヴァルドルフ学校が1校ある。

### 職業訓練学校、アカデミー
バイエルンのシュヴァーベン行政管区の中心都市であるアウクスブルクには、ほぼあらゆる種類の職業訓練学校がある。市立職業学校が7校、州公認の私立職業学校が1校、職業訓練学校が18校、専門アカデミーおよび専門学校が4校ずつ、経済学校が3校である。

### その他の学校
既述の学校やアカデミーの他にもアウクスブルクには学習の機会がある。市民大学やコルピング教育作業会、様々な歌唱音楽学校から話し方学校まである。その多くは予め専攻するコースを完了している必要はなく、繰り返し市民の一般教養形成に資している。

### 研究
大学や単科大学はいくつかの研究所を有している。そのほとんどが特定の学部が運営するもので、その研究領域の研究に従事している。しかし多領域にまたがるテーマの研究に関して大規模な、あるいは学際的な共同研究プロジェクトの提携がなされる場合もある。
アウクスブルクは、環境および環境保護の研究分野で重要な業績を上げている。このためバイエルン州が設立したアウクスブルク＝シュヴァーベン環境専門知識センター (KUMAS)は、この分野で活動しているほぼすべての研究機関や企業のコミュニケーションや共同研究をコーディネイトするネットワークを構築している。
バイエルン州環境省は、近い将来、環境研究センターの学生や教官と緊密に協調して実施する共同プロジェクトをアウクスブルク大学に発足させる計画がある。
東ヨーロッパに関しては、ブコヴィナ研究所が主導的な施設である。この研究所は、国際的・学際的共同研究で、東欧の文化、歴史、地誌の資料整理や研究を行っている。ブコヴィナの名前は、この研究所が特に注力している地域にちなんだものである。

### 図書館
アウクスブルクは帝国都市時代から図書館制度に関して重要な伝統を有しており、それは現在も施設の多さに反映されている。

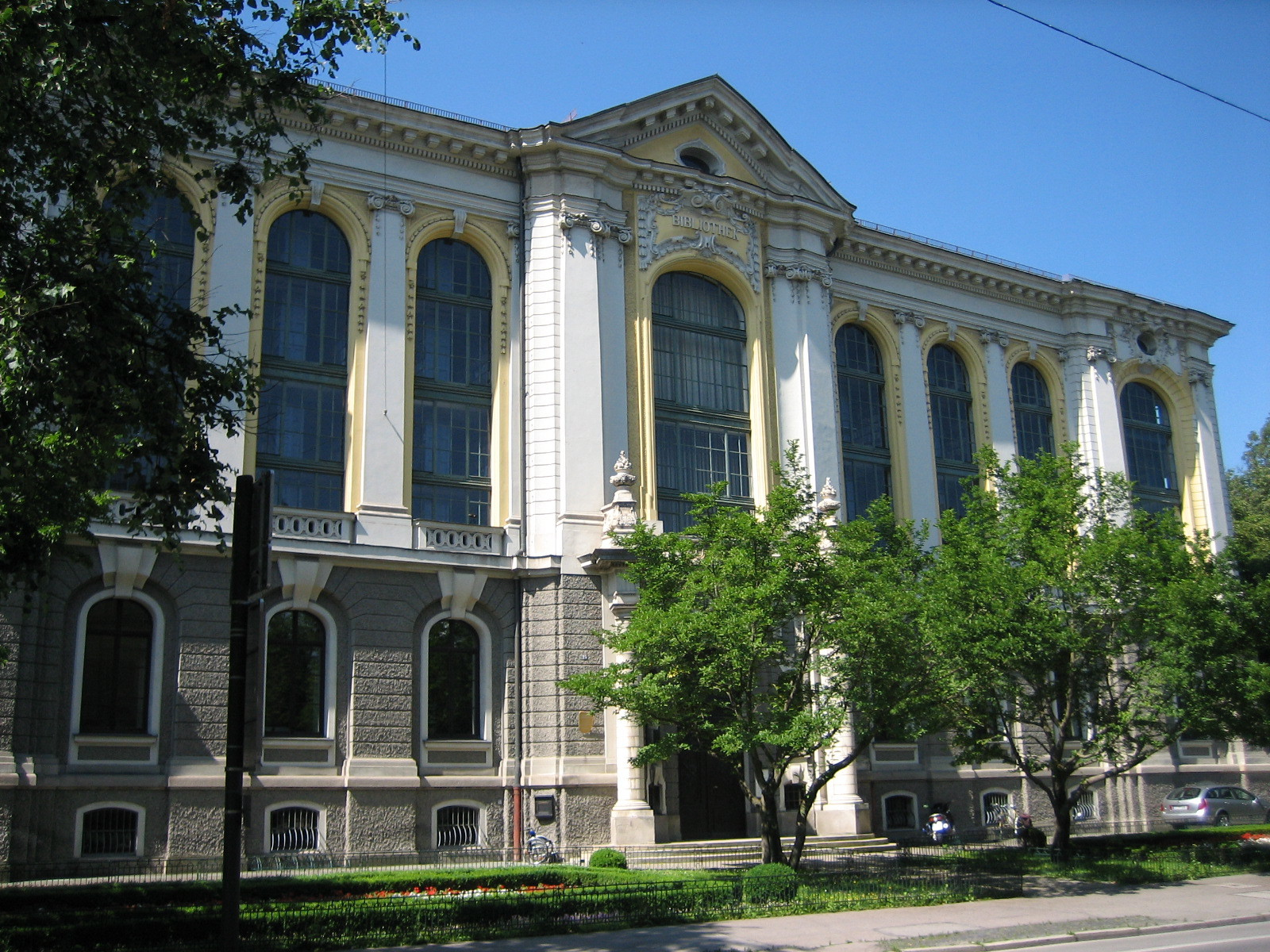
州立・市立図書館

州立・市立図書館 (Staats- und Stadtbibliothek) はシェツラー通りにある。この施設は一般に利用することができるが、書籍の貸し出しは通常禁止されている。貸し出しを行っているのは、市立図書館 (Stadtbücherei) とその分館のゲッギンゲン図書館、ハウンシュテッテン図書館、レヒハウゼン図書館である。アウクスブルク市民は誰でも書籍、雑誌、その他のメディアにふれることができる。中央図書館は老朽化し、小さな建物はいっぱいになってしまったため、エルンスト・ロイター広場に新しい建物が建設中である。新しい建物が完成した後には、近代的で包括的な図書館に求められる機能を満たすことができるはずである。州立・市立図書館は図書館であると同時に、1834年に設立されたシュヴァーベン歴史協会の事務局にもなっている。毎年発刊されるシュヴァーベン歴史協会雑誌 (ZHVS) はアウクスブルク周辺の文化生活において知識面でのアクセントとなっている。

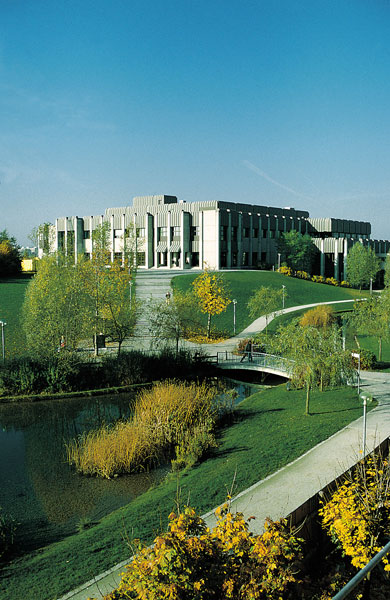
アウクスブルク大学中央図書館

他の総合大学などと同様に、アウクスブルク大学も大規模な図書館を備えており、特に大学の学生や研究者はもちろん、一般にも利用が可能で、様々な種類（書籍、資料、芸術作品、その他のメディア）の収蔵品にふれることができる。この図書館は大学のキャンパス内にあり、中央図書館の他、多くの分館に分かれている。大学図書館は1970年に建設されたにもかかわらず、1980年に寄贈されたエッティンゲン＝ヴァラーシュタイン図書館の旧蔵書をはじめ、古い書籍を所蔵している。
ブコヴィナ研究所は東ドイツや東ヨーロッパの文学、歴史、文化に重点を置いた大規模な専門図書館を有している。
E-Textの時代にふさわしいのはビブリオテカ・アウグスターナである。これはドイツ全土で名声を得ている世界文学の電子図書館を創ろうという専門単科大学の教授のプロジェクトである。
この他に多くの小さな私立図書館があるが、これらは利用者が限定されている（たとえば修道院の図書館や学校図書館など）。

### 文書館
アウクスブルクには公立あるいは私立の研究所の文書館がある。最も有名な公立文書館は、バイエルン州のアウクスブルク州立文書館、アウクスブルク市の市立文書館、アウクスブルク大学文書館がある。神学領域の文書はドーム地区にあるアウクスブルク司教区文書館が所有しており、中には書籍や資料の他に司教区の歴史や発展に関する膨大な絵画も含まれる。

### その他の資料館
ツォイクガッセのバイエルン歴史館 (Haus der Bayerischen Geschichte) は1983年にバイエルン州の官庁として設立され、1993年9月にアウクスブルクに所在地を定めた。この資料館は、あらゆる層の住民、特に若年層が、バイエルン州各地域の歴史的・文化的多様性に触れることができる。この資料館には27万点の写真資料がある。

## 人物

### 出身者

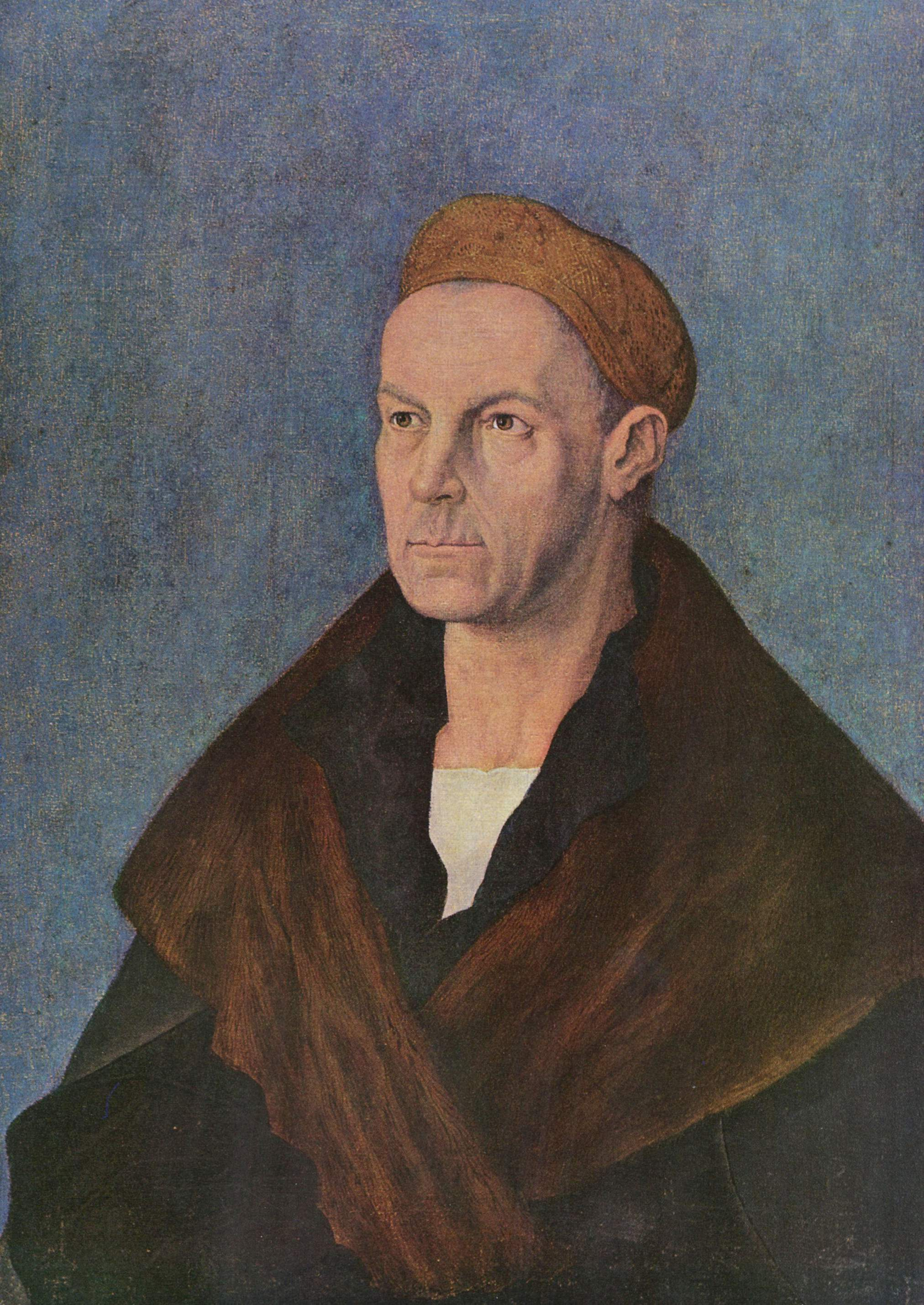
ヤーコプ・フッガー（アルブレヒト・デューラー作）

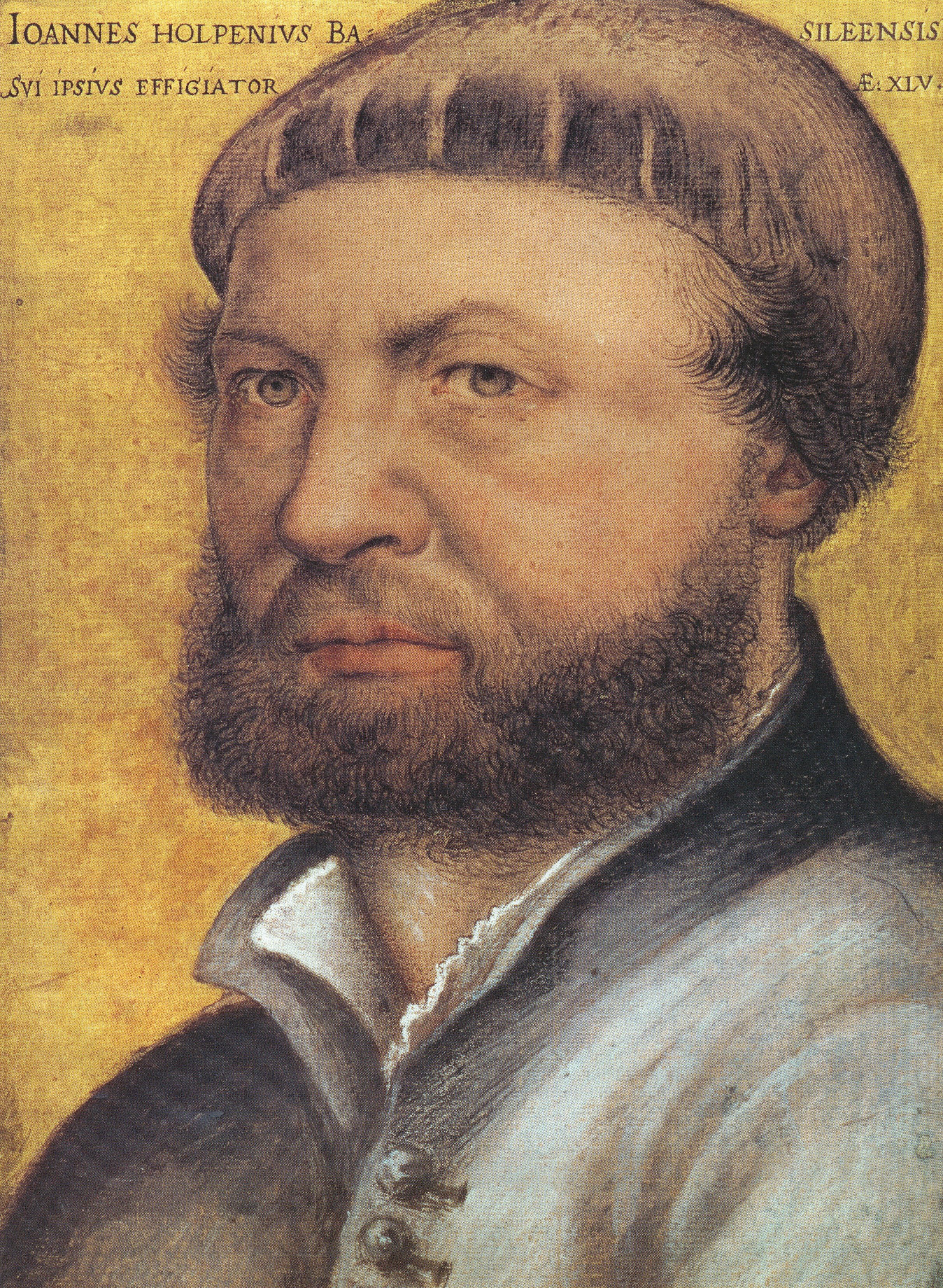
ハンス・ホルバイン（子）

レオポルト・モーツァルト

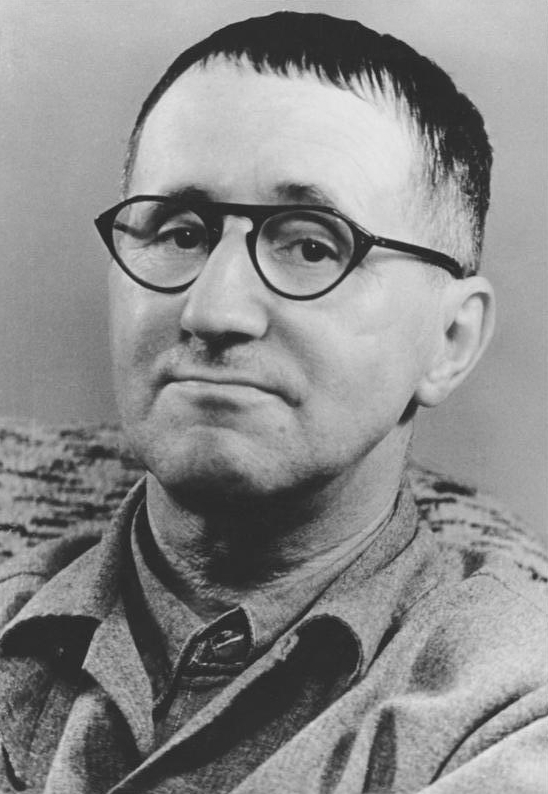
ベルトルト・ブレヒト

- 聖ウルリヒ（890年 - 973年）司教、聖人
- アグネス・ベルナウアー（1410年頃 - 1435年）
- コンラート・ポイティンガー（1465年 - 1547年）市参議会員、大商人、アウクスブルク市長、皇帝マクシミリアン1世の顧問
- ヤーコプ・フッガー（1459年 - 1525年）商人、銀行家
- マテウス・ラング・フォン・ヴェレンブルク（1468年 - 1540年）ザルツブルク大司教、枢機卿
- ハンス・ホルバイン（父）（1470年 - 1524年）画家
- ハンス・ブルクマイアー（1473年 - 1531年）画家
- ハンス・ホルバイン（子）（1497年頃 - 1543年）画家
- ジクストゥス・ビルク（1501年 - 1554年）劇作家
- レオンハルト・ラウヴォルフ（1535年（1540年の説もある） - 1596年）自然研究家、植物学者、医師、冒険旅行家
- フーベルト・ゲルハルト（1550年頃 - 1620年）彫刻家
- エリアス・ホル（1573年 - 1646年）建築家
- ヨハン・マティアス・ハーゼ（1684年 - 1742年）数学者、天文学者、地図学者、歴史地理学者
- レオポルト・モーツァルト（1719年 - 1787年）作曲家、音楽教師、ヴォルフガング・アマデウス・モーツァルトの父
- マリア・アンナ・テークラ・モーツァルト（1758年 - 1841年）モーツァルトの「ベーズレ書簡」として音楽史上最も有名な手紙の受取人。ヴォルフガング・アマデウス・モーツァルトの従姉妹
- ゲオルク・フォン・クラウス（1826年 - 1906年）工場主
- ヨハン・モスト（1846年 - 1906年）ジャーナリスト、社会民主主義の帝国議会議員、無政府主義者で「死のプロパガンダ」の創始者
- エルンスト・トレルチ（1865年 - 1923年）神学者、政治家 (DDP)
- ハンス・フォン・オイラー＝ケルピン（1873年 - 1964年）化学者（1929年 ノーベル化学賞受賞者）
- ルートヴィヒ・ミヒャエル・クルティウス（1874年 - 1954年）考古学者、芸術史家
- ベルトルト・ブレヒト（1898年 - 1956年）劇作家（『三文オペラ』、『肝っ玉お母とその子供たち』など）
- マクダ・シュナイダー（1907年 - 1996年）女優、ロミー・シュナイダーの母
- エルンスト・レーナー（1912年 - 1986年）サッカー選手
- ヴォルフガング・レットル（1919年 - 2008年）シュールレアリズムの画家
- ウルリヒ・ビージンガー（1933年 - ）サッカー選手
- ペーター・アイゲン（1938年 - ）弁護士、トランスペアレンシー・インターナショナルの創始者
- ヘルムート・ハーラー（1939年 - ）サッカー選手
- ハンス・W. ガイセンデルファー（1941年 - ）演出家
- ユルゲン・メレマン（1945年 - 2003年）政治家 (FDP)、連邦教育科学大臣、連邦経済大臣、副首相（1992年 - 1993年）
- ハリー・グレーナー（1951年 - ）映画俳優
- エルハルト・ヴンダーリヒ（1956年 - ）ハンドボール選手
- ベルント・シュスター（1959年 - ）サッカー選手
- アーミン・フェー（1961年 - ）サッカー選手
- ライモント・アウマン（1963年 - ）サッカー選手（ゴールキーパー）
- クリスティアン・ホッホシュテッター（1963年 - ）サッカー選手
- アレクサンダー・グリム（1986年 - ）カヌー選手、2008年北京オリンピックのスラローム優勝者

### ゆかりの人物
- 聖アフラ（生年不詳 - 304年）最初期の聖人、殉教者
- マルティン・ルター（1483年 - 1546年）宗教改革家、1518年にアウクスブルク帝国会議に出席、この間聖アンナ修道院で暮らした
- アントン・フッガー（1493年 - 1556年）商人、銀行家
- ピリグラム・マールベック（1495年 - 1556年）初期の再洗礼派の人物、1544年から亡くなるまでアウクスブルク市の官吏を務めた。新しい水供給方法を創造し、筏流しを始めた。
- パウルス・ヘクトル・マイアー（1517年 - 1579年）市の書記。趣味の武器蒐集や武術書の作成の資金として、市の金庫から長期間横領したことが発覚し処刑された。
- アドリアーン・デ・フリース（1556年 - 1626年）彫刻家、アウクスブルクのプラハトブルンネン（豪華な泉）を制作した
- ハンス・レーオ・ハスラー（1564年 - 1612年）作曲家、時計職人、オルゴール職人、オルガニスト
- ヨハン・バイエル（1572年 - 1625年）天文学者、初めて全天の星座図を作成した
- マテウス・ギュンター（1705年 - 1788年）バロックの画家、アウクスブルク・カトリック芸術アカデミーの総長
- フリードリヒ・リスト（1789年 - 1846年）経済理論家。1841年に著された主著の『政治経済学の国民的体系』は、ほとんどがアウクスブルクで著述された。また、1843年の『関税同盟新聞』もこの地で発刊された。
- ナポレオン3世（1808年 - 1873年）本名: シャルル・ルイ＝ナポレオン・ボナパルト。フランスの大統領、最後のフランス皇帝。幼少期に母オルタンス・ド・ボアルネとともに一時期アウクスブルクに住んだ。後に学生期もこの街で暮らし、初めは家庭教師、1821年から1823年には聖アンナ・ギムナジウムで学んだ。
- ルドルフ・ディーゼル（1858年 - 1913年）アウクスブルクで、ディーゼルエンジンを開発した。
- マティアス・クナイスル（1875年 - 1902年）伝説の強盗（クナイスル・ヒアス）で、アウクスブルクでギロチンに掛けられた。
- ロイ・ブラック（1943年 - 1991年）ポップ・シンガー、俳優